# Historia del Imperio bizantino

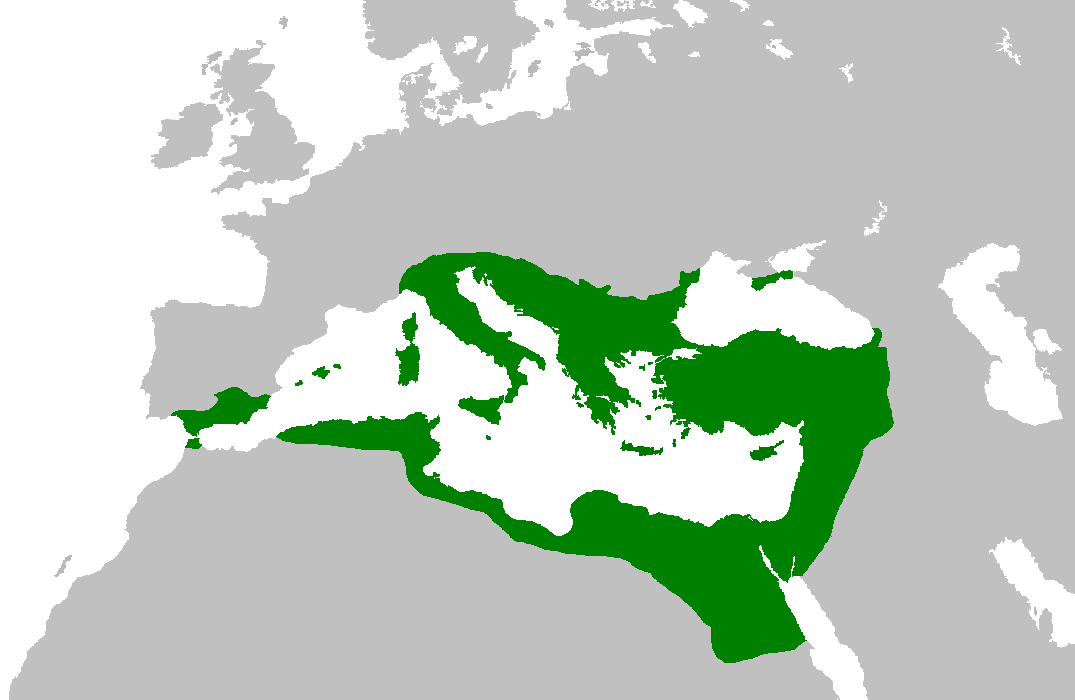
El Imperio romano de Oriente en su apogeo bajo el emperador Justiniano I en 550.

Evolución territorial del Imperio.

Bandera del Imperio durante la dinastía de los Paleólogos

La historia del Imperio bizantino se extiende desde el siglo IV hasta 1453. 
"Bizancio" es el nombre con el que se le conoce la mitad oriental y griega del Imperio romano que sobrevivió hasta 1453 (denominado «bizantino» por el historiador alemán Hieronymus Wolf en 1557), por lo que tiene sus orígenes en la misma fundación de Roma. La característica predominante de la historia bizantina es la excepcional longevidad del imperio, a pesar de haber enfrentado innumerables desafíos a lo largo de su existencia, como lo refleja la gran cantidad de asedios que sufrió su capital, Constantinopla. La creación de esta ciudad por Constantino en 330 constituyó un punto de partida en la etapa medieval del Imperio oriental, la cual fue seguido por la división en dos partes del Imperio romano en 395 por el emperador Teodosio I el Grande. En efecto, la ubicación de Constantinopla en la encrucijada entre Oriente y Occidente contribuyó, en gran medida, a la inmensa riqueza del Imperio. Esta riqueza junto con su gran prestigio lo hicieron un imperio respetado, pero también en uno muy codiciado. Además, la riqueza de fuentes históricas imperiales permite una visión global y detallada de la historia bizantina, aunque la imparcialidad de los historiadores, a menudo cercanos al poder, sea a veces cuestionable.
Tras la caída del Imperio romano de Occidente, la parte oriental desarrolló rápidamente características que la hicieron única. George Ostrogorsky describe el Imperio bizantino como «la síntesis de la cultura helenística y de la religión cristiana con la forma romana de Estado». Esta evolución progresiva de un Imperio romano a un imperio más específico tuvo lugar en el curso del siglo VI, después de que Justiniano I hubiera intentado, con éxito variable, restaurar la universalidad del Imperio.
Las conquistas árabes de Siria, Egipto y África del Norte, asociadas con las incursiones búlgaras en los Balcanes y lombardas en Italia, obligaron al Imperio a refundarse sobre nuevas bases. La historiografía moderna considera esta transición como un paso de la forma proto-bizantina (o paleo-bizantina) del Imperio a su forma meso-bizantina. Esta última etapa se prolongaría hasta 1204 y estuvo caracterizada por el período iconoclasta, que significó el conflicto entre los partidarios y adversarios de los iconos hasta mediados del siglo IX. Tal conflicto interno impidió que el imperio llevara a cabo una política exterior ofensiva; sin embargo, los emperadores lograron defender Constantinopla frente a los peligros externos, en particular, árabes.
El éxito de los iconódulos y el establecimiento de la dinastía macedónica en 867 llevó al Imperio a un período de gloria, tanto en el plano cultural como en el territorial. Llegó a su apogeo cuando Basilio II derrotó a los búlgaros y dejó al imperio más extenso de lo que había sido desde Heraclio. No obstante, después de su muerte en 1025, los conflictos entre las noblezas civil y militar, junto con la aparición de nuevas amenazas, condujeron al imperio al borde de la ruina. La derrota de Manzikert contra los selyúcidas en 1071 tuvo como consecuencia la pérdida del Asia Menor y la llegada al poder de los Comneno en 1081. Estos últimos lograron restablecer el poderío imperial, aunque sin recuperar el conjunto de territorios perdidos, mientras que la animosidad entre el imperio y los europeos occidentales (latinos) se incrementó progresivamente con la aparición del fenómeno de las Cruzadas. Estas tensiones llevaron a la toma de Constantinopla en 1204 durante la Cuarta Cruzada y a la división del imperio en territorios latinos y griegos.
Si bien el Imperio de Nicea fue capaz de recuperar Constantinopla en 1261 y restablecer el Imperio, los Paleólogos no pudieron hacer frente a los diversos desafíos que encontraron. Arruinado económicamente por las repúblicas italianas, debilitado interiormente por una aristocracia todopoderosa e incapaz de oponerse a la presión otomana, el Imperio finalmente terminó por caer en 1453, tras siglo y medio de lenta agonía. Esta debacle estuvo marcada por una profunda renovación cultural que permitió la propagación de su influencia por toda Europa, incluso cuando su territorio se había reducido irremediablemente.

## Inicios

El Imperio romano en su apogeo bajo Trajano.

Roma fue gobernada en un primer momento por reyes etruscos que dominaron Italia central antes de la instauración de la República romana en el año 509 a. C. A este período de dominación etrusca siguieron varios años en que una docena de comunidades urbanas del Lacio vivió en pie de igualdad. Tras una guerra entre Roma y la Liga Latina (una coalición de comunidades urbanas), esta igualdad fue reconocida por el tratado firmado entre Roma y sus vecinos en torno a 493 a. C.; sin embargo, tal acuerdo confirió una posición privilegiada a Roma, cuyo puerto, Ostia, comenzó a desempeñar el rol de base naval y comercial en el III y II a. C. La expansión de la influencia romana en Italia central y meridional desencadenó conflictos con las colonias griegas, establecidas en el sur de Italia, y con Cartago, ya instalada en Sicilia. La anexión de Sicilia a inicios del siglo II a. C. y la obligación impuesta de abastecer de cereales a Roma marcaron el surgimiento de una política colonizadora que permitiría al Imperio romano disfrutar la riqueza de sus conquistas. También fue el comienzo de las guerras con Cartago que culminaron con el establecimiento de Roma en África del Norte (victoria de Zama en 202 a. C.) y con la destrucción de Cartago en 146 a. C.
Una vez terminada la segunda guerra púnica, Roma declaró la guerra a Macedonia, aliada de Cartago. De esta manera, Tito Quincio Flaminino se convirtió en el primer general en llevar ejércitos romanos a Grecia y crear una suerte de protectorado (196 a. C.). Al norte de Italia, la pax romana se extendió al sur de la Galia, constituida como provincia romana en 121 a. C.; luego, a la región del Ponto en Asia Menor, donde el general Pompeyo derrotó al rey Mitrídates VI (123 a. C.-63 a. C.), quien había intentado invadir Grecia y Macedonia. Posteriormente, Pompeyo anexionó lo que quedaba del Imperio seléucida en Siria, así como la costa este del Mediterráneo. Si Julio César se interesó en el Mediterráneo después de haber derrotado a los pueblos galos fue, esencialmente, debido a su enfrentamiento con Pompeyo y a la necesidad de asegurar el abastecimiento de trigo de Roma. Su sucesor, Octavio, más conocido como César Augusto, completó la obra de su padre adoptivo y transformó al Mediterráneo en un verdadero «lago romano». Sus ejércitos realizaron varias conquistas: al oeste, la península ibérica; al norte, el territorio ocupado por las actuales Suiza, Baviera, Austria y Eslovenia; al este, Albania, Croacia, Hungría y Serbia; y al sur, extendieron las fronteras de la provincia de África. En 25 a. C., Anatolia fue transformada en provincia romana; mientras que, a la muerte del rey Herodes I el Grande en el año 4 a. C., Judea fue anexionada a la provincia de Siria. Más tarde, Trajano, el primer emperador romano no nacido en Italia, amplió estas fronteras más allá del Mediterráneo hacia Europa oriental y Mesopotamia, con lo cual abrió el acceso a los puertos del mar Negro.
Paulatinamente, se sintieron las consecuencias de esta expansión. Bajo Marco Aurelio, los marcomanos que habitaban cerca del Danubio cruzaron la frontera (en torno a 166-167), debido a la presión ejercida sobre ellos por otros pueblos que venían de Oriente. Con los años, esta presión aumentó. Además, la mayor parte de los emperadores que se sucedieron en el siglo II y III nació lejos de Roma, como Decio (249-251) en Iliria; mientras que Valeriano (253-260) se instaló en Antioquía. Dado que Roma había perdido progresivamente su carácter de metrópoli política, militar y económica, se hizo evidente la necesidad de una nueva capital.
El edicto de Caracalla de 212 convirtió a todos los hombres libres del imperio en ciudadanos romanos, independientemente de su ubicación o pertenencia geográfica. Hasta entonces, solo los habitantes del Lacio y, más tarde, de Italia podían pretender adquirir la ciudadanía sin condiciones; sin embargo, en esta época, ciertas provincias romanas, como Grecia o África, estaban más desarrolladas que otras (como Egipto, Britania o Palestina, más pobres y alejadas de Roma) en el proceso, hacía tiempo ya comenzado, de difusión de la ciudadanía romana al conjunto del imperio.

## De la tetrarquía a la caída de Occidente

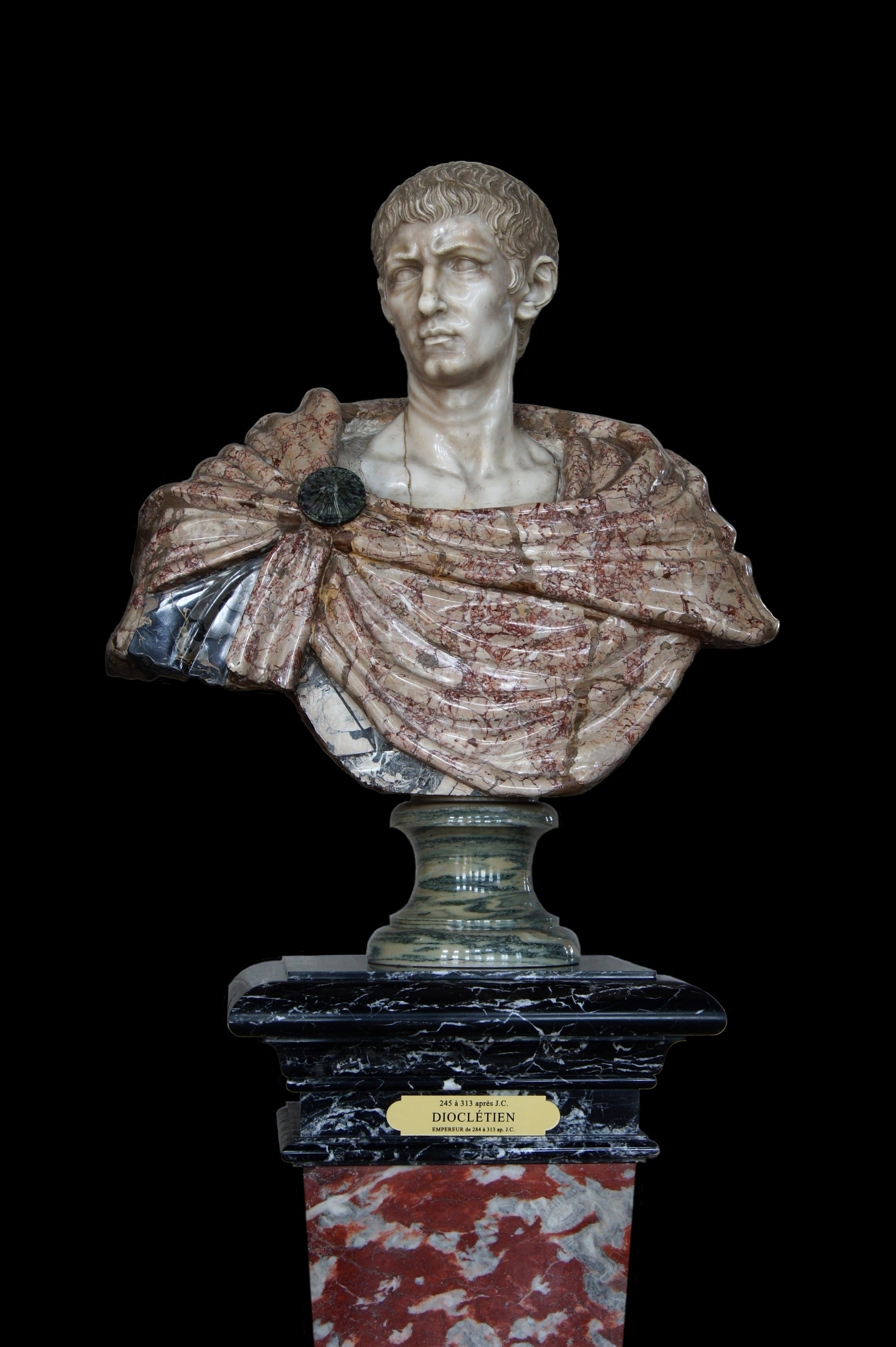
Al instaurar la tetrarquía, Diocleciano dio origen a la división del Imperio romano.

La división del Imperio romano comenzó con el establecimiento de la tetrarquía (en latín: quadrumvirate), desde fines del siglo III, por el emperador Diocleciano con miras a controlar de forma más eficaz el vasto imperio. Este último dividió el imperio en dos, con dos emperadores (los augusti) para reinar desde Italia y Grecia; cada uno de ellos tenía como coemperador a un colega más joven (un caesar), destinado a sucederlo. Tras la renuncia voluntaria  de Diocleciano al trono, el sistema tetrárquico comenzó a mostrar problemas: las rivalidades se instalaron entre augustos y césares, aunque la repartición teórica de las dignidades continuó existiendo hasta 324, fecha en que Constantino el Grande mató a su último rival y quedó como único emperador. Al igual que en el Imperio romano, la falta de reglas de sucesión claras y respetadas fue una constante en el Imperio bizantino; por ello, la muerte de un emperador conllevaba a una competencia entre las facciones existentes dentro de la élite para obtener el favor del ejército y del pueblo.

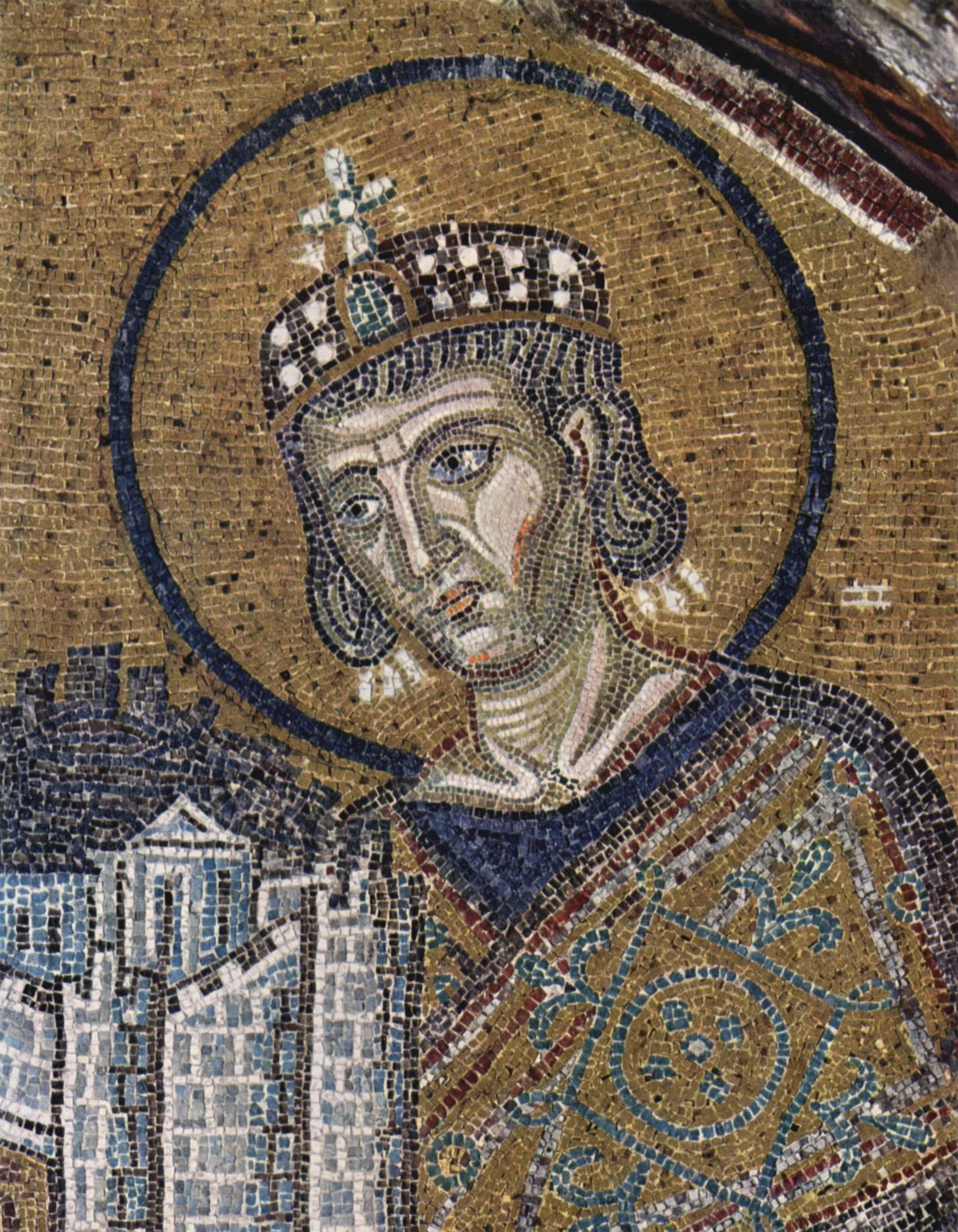
Constantino I da su nombre a la ciudad capital. Mosaico en el vestíbulo sur de Santa Sofía.

Entonces, Constantino tomó la decisión esencial —una de las decisiones importantes de su reino; la otra sería la aceptación del cristianismo— de fundar una nueva capital: Bizancio. Roma había dejado de ser desde hacía tiempo la capital política de facto del imperio: muy alejada de sus fronteras septentrionales en peligro y de las ricas provincias orientales, no había tenido un emperador in situ desde mediados del siglo III. Bizancio estaba mejor ubicada con respecto a ella: en la encrucijada de dos continentes y dos mares, en uno de los extremos occidentales de la Ruta de la Seda, abierta también sobre la ruta de las especias que llevaba al África y a la India, además de que era una base muy buena para resguardar la crucial frontera del Danubio y estaba razonablemente próxima a las fronteras orientales. Constantino probó su valor como fortaleza cuando se convirtió en el último reducto de resistencia en la guerra librada por su rival Licinio y resistió. Así, en 330, la Nova Roma fue oficialmente fundada sobre el emplazamiento de Bizancio; sin embargo, comúnmente, la población llamó a la ciudad Constantinopla (en griego antiguo: Κωνσταντινούπολις; Constantinoúpolis, que significa «la ciudad de Constantino»). La construcción de la ciudad requirió muchos años y recursos, fuera de que nadie había fundado una a tal escala desde Alejandría y Antioquía, más de seiscientos años antes.
Constantino emprendió la construcción de grandes murallas que fueron, sin duda, la obra más notable de la ciudad. Estos muros, que fueron extendidos y reconstruidos, combinados con un puerto fortificado y una flota, convirtieron a Constantinopla en una fortaleza prácticamente inexpugnable y ciertamente la más grande de la Alta Edad Media. Asimismo, la nueva capital se convirtió en el centro de la nueva administración reformada por Constantino, quien retiró las funciones civiles del prefecto del pretorio para ponerlas en manos de los prefectos regionales. Así, en el siglo IV, fueron creadas cuatro grandes prefecturas regionales.
Constantino es considerado el primer emperador romano cristiano y, aunque el imperio todavía no podía ser calificado del derecho «bizantino», el cristianismo se convirtió en una característica esencial, a diferencia del Imperio romano clásico, de origen politeísta. Constantino también introdujo una moneda de oro estable, el sólido, que se convirtió en la moneda estándar por siglos y fue utilizada más allá de las fronteras del imperio.
Otro acontecimiento clave en la historia del Imperio romano y bizantino fue la batalla de Adrianópolis en 378, en la cual murió el emperador Valente y las mejores legiones romanas fueron vencidas por los visigodos. El Imperio romano fue nuevamente dividido por el sucesor de Valente, Teodosio I (apodado «el Grande»), quien reinó sobre las dos partes desde 392: siguiendo los principios dinásticos establecidos por Constantino, en 395, Teodosio donó las dos mitades del imperio a sus dos hijos, Arcadio y Honorio. Arcadio se convirtió en el dirigente de la parte oriental, con su capital en Constantinopla; mientras que Honorio gobernó la parte occidental, con su capital en Rávena. Teodosio fue el último emperador romano cuya autoridad abarcaba por completo la extensión tradicional del Imperio romano.

### Era de las invasiones y caída de Occidente

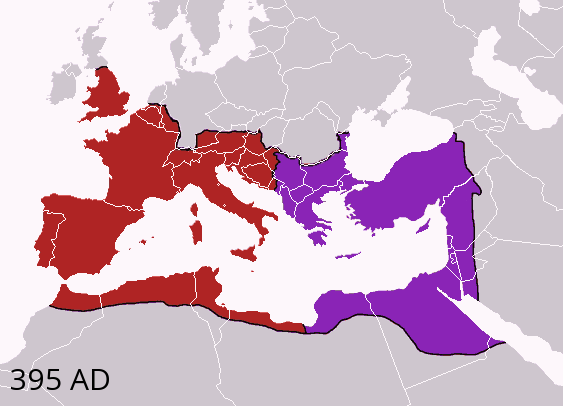
División del Imperio romano en 395.

Las invasiones bárbaras o, de forma más neutra en alemán, el «período de migración de los pueblos» (Völkerwanderungzeit) tuvieron lugar en un momento de gran debilidad tanto para el Imperio romano de Occidente como para el Imperio romano de Oriente. El resultado fue la desaparición del primero y su reemplazo por reinos germánicos; en el este, el hecho de poseer un imperio más rico, más urbanizado y más estable que su contraparte occidental permitió a los emperadores comprar la paz y asegurar la supervivencia del imperio. En ambos casos, la transformación de las tradiciones políticas, económicas y culturales habrían asegurado la unidad del imperio.
Mal que bien, Roma consiguió hacer frente a las invasiones de las diversas tribus, toda vez que estas conformaron pequeños grupos aislados; sin embargo, cuando comenzaron a establecer coaliciones bajo la conducción de jefes poderosos como Alarico I, los ejércitos romanos que ya contaban con muchos bárbaros en sus filas no fueron capaces de resistir. De esta manera, en 442, los vándalos y los alanos obtuvieron el derecho a instalarse en África del Norte, bajo la dirección de Genserico. De la misma forma, los francos fundaron pequeños reinos en Galia hasta que uno de ellos, Clodoveo I, logró asegurar su unidad y fue reconocido por el emperador de Constantinopla como cónsul y jefe de un territorio cuyos límites corresponderían aproximadamente a la actual Francia.

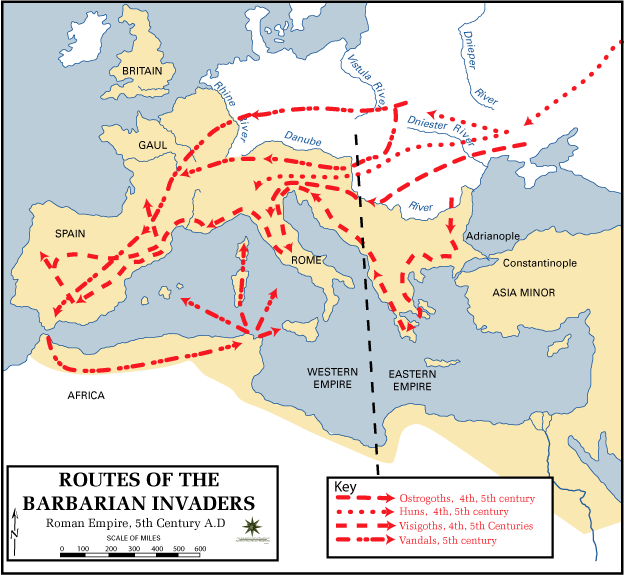
Rutas de las invasiones bárbaras de los siglos -.

Ahora bien, la mayor parte de jefes francos, ya convertidos al cristianismo, pertenecía al arrianismo. Clodoveo, bajo la influencia de su esposa, fue uno de los pocos que, al convertirse al cristianismo, adoptó su forma católica. Además, los bárbaros, al menos los de la primera ola, manifestaron un gran respeto por Roma y sus tradiciones. Ataúlfo, el cuñado de Alarico I, dijo: «espero pasar a la posteridad como el restaurador de Roma, puesto que me es imposible suplantarla».
Tras haber conquistado Italia, los visigodos mantuvieron al emperador romano como jefe honorario del Estado hasta que Odoacro depuso al joven Rómulo Augústulo en 476 y devolvió las insignias de poder imperial a Constantinopla, con lo cual puso fin al sistema de la doble monarquía. Deseosos de mantener la unidad, por lo menos teórica del imperio, los emperadores consideraron a estos pueblos como foederati o pueblos federados aliados de Roma y a sus jefes como generales del imperio. El propio Odoacro fue reconocido como patrice por el emperador Zenón, mientras que Clodoveo lo fue como cónsul. Por otra parte, tan pronto como estos pueblos se sedentarizaron y rigieron sus comunidades por leyes, lo hicieron en latín porque su propio idioma no tenía escritura. Las estructuras que dieron a su administración retomaron las estructuras romanas; mientras que sus leyes se moldearon sobre leyes romanas y, de esta forma, permitieron que el derecho romano sobreviviera en Occidente.

#### La supervivencia del Imperio romano de Oriente

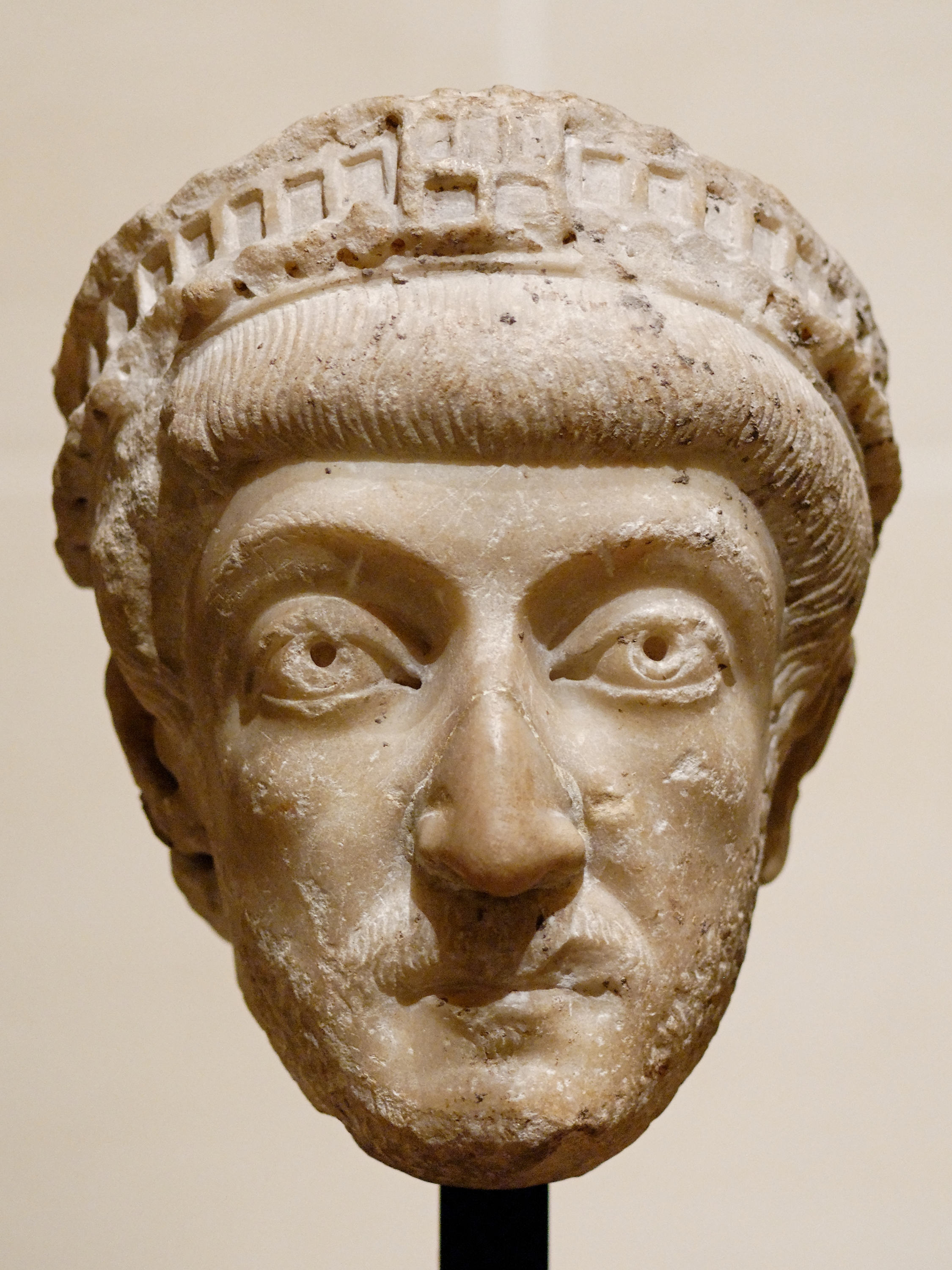
Teodosio II logró que Atila se retirase tras pagarle un fuerte tributo. Por primera vez, el Imperio bizantino utilizó sus riquezas para hacer frente a las amenazas que pesaban sobre sus fronteras. Esta práctica se convirtió en una constante de la diplomacia bizantina.

Al este, el Imperio romano de Oriente debió enfrentar a las migraciones de varios pueblos venidos de Asia y del norte de Europa; no obstante, la parte oriental del imperio no experimentó el éxodo que había despoblado las ciudades de la parte occidental y su prosperidad económica le permitió comprar la paz. Durante el reinado de Teodosio II (401-450), se fortificaron las murallas de Constantinopla que resistieron a todos los asaltos hasta 1204. Para evitar que el Oriente fuera invadido por las hordas de Atila, como había sucedido en Occidente, Teodosio pagó un pesado tributo a los hunos y alentó a los mercaderes de Constantinopla a comerciar con los invasores. Este comercio resultó bastante lucrativo y continuó después de que Atila hubiera tornado sus ambiciones hacia el oeste. Muy pronto, incluso se encontraron grupos de hunos que servían como mercenarios en el ejército bizantino.
Su sucesor, Marciano (392-457), se negó a seguir pagando tributo y, en su lugar, desvió la atención de Atila hacia el oeste. Después de la muerte de este último, los generales del ejército imperial lograron derrotar a las tropas de hunos que quedaban y reubicaron algunos pueblos conquistados por estos en la frontera norte del imperio; sin embargo, los hunos no fueron la única preocupación. En el siglo V, los godos y los alanos ya estaban asentados en Tracia, al interior del imperio. Su influencia era tal que uno de sus líderes, Aspar, quien tenía el rango de magister militum y patricio, logró en 457 hacer elegir a uno de sus protegidos, un suboficial al mando de la guarnición de Selymbria, como emperador para suceder a Marciano.
León I (400-474) fue el primer emperador que recibió la corona imperial no de las manos de los generales, sino del patriarca, costumbre que se perpetuaría hasta el final del imperio y que contribuyó a la sacralidad de todo lo concerniente al emperador. Si bien Aspar logró vencer a los hunos en 468, León fracasó en su tentativa de retomar África del Norte ese mismo año. Celoso del éxito de Aspar, León lo mandó asesinar en 471, con lo cual recibió el apodo de «carnicero». Este gesto debilitó a los alanos sin poner fin a su poder, puesto que en 478, su jefe Teodorico, cuyo sobrenombre era Estrabón («el que mira de reojo»), consiguió que le pagaran el sueldo y las raciones de los 13 000 hombres de su ejército.
Para liberarse de la tutela de los alanos, León I se alió con el comandante del regimiento de los isauros de Constantinopla, Tarasicodissa Rousoumbladeotes, quien tomó más tarde el nombre de Zenón. En 466, para fortalecer la alianza con los isauros, León I le ofreció a su hija en matrimonio. Cuando falleció León en 474, Zenón (ca. 425-491) accedió al trono junto con el hijo de León, León II, quien falleció ese mismo año; por ello, Zenón quedó como único emperador reinante, tanto en Oriente como en Occidente, dado que Odoacro le había enviado las insignias imperiales después de la destitución de Rómulo Augústulo. Zenón se alió con algunos jefes bárbaros como Teodorico para intentar reconquistar Italia y combatió a otros, como Genserico, con quien negoció la paz en África del Norte. Depuesto en 475, regresó al trono veinte años después y murió en 491. Su viuda, Ariadna (o Adriadna), escogió entonces a un modesto decurión Anastasio (430-518) como sucesor.
Después de haber reprimido la influencia de los isauros tanto en Constantinopla como en Isauria, Anastasio debió hacer frente simultáneamente a las tentativas de invasión de los búlgaros que contrarrestó con la construcción de la gran muralla de Tracia (503-504) y a las pretensiones de Teodorico que Zenón había enviado a Italia, donde, tras haber conquistado territorios correspondientes a casi un tercio del antiguo Imperio de Occidente, quería adjudicarse el título de augustus, prácticamente equiparándose al emperador de Constantinopla. Anastasio reformó el sistema monetario de Constantino y definió el peso del follis de cobre, la moneda utilizada para las transacciones cotidianas. Con la creación de la comitiva sacri patrimonii, transfirió una parte de la propiedad estatal a su dominio privado. Su administración frugal permitió reconstituir el tesoro imperial, por lo que a su muerte este contenía 320 000 libras de oro, a pesar de las costosas fortificaciones desplegadas para proteger las fronteras.
Su sucesor, Justino I (450-527), nació en Bederiana (provincia de Dardania) en una humilde familia campesina. Luego de unirse al ejército, combatió a los isauros y a los persas y contribuyó a suprimir la revuelta de Vitaliano. Si su predecesor había sido partidario del monofisismo, Justino regresó a la ortodoxia religiosa y firmó una alianza con el papa Juan I, quien visitó Constantinopla; no obstante, sus tentativas de afirmar su autoridad política en Occidente condujeron a fricciones con Teodorico. En Oriente, Justino trató de mantener relaciones cordiales con el Imperio sasánida, al rodearlo de aliados de Constantinopla como los hunos, los árabes y los etíopes. Esta política no siempre tuvo éxito y la guerra que debió luchar contra los persas en 526 se volvió en su contra.
En el siglo V, el Imperio de Oriente había disminuido una cuarta parte respecto a la época de Diocleciano; sin embargo, su ejército y burocracia tenían las mismas proporciones que en dicha época: uno de cada doce bizantinos servía en el ejército, la armada o la burocracia. Los jefes de la burocracia y los principales generales eran los hombres más poderosos del imperio después del emperador y, en muchas ocasiones, incluso antes que él. Por su parte, el Senado, aunque de escaso poder como organismo, concedía considerables privilegios y prestigio a sus miembros.

## La reconquista de Justiniano
Los días de gloria del Imperio bizantino llegaron en el siglo VI, con el reinado de Justiniano I, cuyos ejércitos reconquistaron el norte de África y mantuvieron cierto equilibrio, sea mediante la guerra o mediante tratados de paz, con el Imperio sasánida; no obstante, tales éxitos militares conllevaron varios problemas: el coste de las guerras dejó exhausto al imperio y la ampliación de sus fronteras las tornó vulnerables.
Hasta la llegada de Heraclio en 610, el Imperio bizantino constituyó la continuación directa del Imperio romano. La política del Imperio bizantino estuvo guiada por el deseo de reconstruir la orbis romana; sin embargo, paulatinamente, la realidad forzó al imperio a alejarse de sus orígenes romanos para conformar un Estado original que combinó la estructura romana de Estado, la cultura helénica y la fe cristiana. Esta evolución se hizo evidente tras la pérdida de los territorios orientales (Siria, Egipto), conquistados por los árabes a partir de mediados del siglo VII. Entonces, los emperadores tentaron refundar el imperio sobre nuevas bases. Bizancio se convirtió en un Estado viable y su población compartió un sistema administrativo y fiscal propio, una economía mayoritariamente autosuficiente y una cultura más definida. Así, los mayores unificadores culturales del imperio fueron el gobierno, el cristianismo y la lengua griega.
La población del Imperio bizantino era muy diversa y sus ciudades se volvieron cosmopolitas; entre los principales grupos lingüísticos estaban el griego, el latín, el eslavo, el copto, el árabe y el bereber. Al igual que Roma, el Imperio de Oriente contaba con una red de centros urbanos, compuesta por unas novecientas ciudades. La estrecha relación entre la Iglesia y el Imperio de Oriente contribuyó a redefinirlo como una comunidad de fe, de una forma que Roma nunca había logrado. Este imperio cristiano fue configurando un conjunto de pueblos, unidos por la historia y la cultura, sometidos al centro de acuerdo a diversos grados de control político.

### El reinado de Justiniano
Al igual que su tío Justino I, Justiniano I (482-565) nació en una familia campesina de Bederiana. Justino lo adoptó y lo asoció al poder desde su llegada, antes de convertirlo en coemperador el 1 de abril de 527, poco antes de su muerte. Quizás por ello, Justiniano estuvo constantemente en lucha contra la aristocracia y se rodeó de personas que no pertenecían a las élites, como su esposa Teodora, una exactriz, los generales Belisario y Narsés o altos funcionarios como Juan de Capadocia y Triboniano. Su sueño era recrear un imperio unificado en torno al Mediterráneo, dotado de un sistema jurídico moderno y de una fe única.

#### La obra militar de Justiniano
Justiniano quería, en primer lugar, reconquistar los antiguos territorios del Imperio de Occidente. Con este fin, en el otoño de 531, llamó al comandante en jefe de los ejércitos de Oriente, Belisario, a quien confió la tarea de reconquistar África del Norte. En menos de un año y con un ejército de apenas 18 000 hombres, Belisario logró derrotar a Gelimer, el rey de los vándalos, y volvió a Constantinopla en 534 con los honores del triunfo.

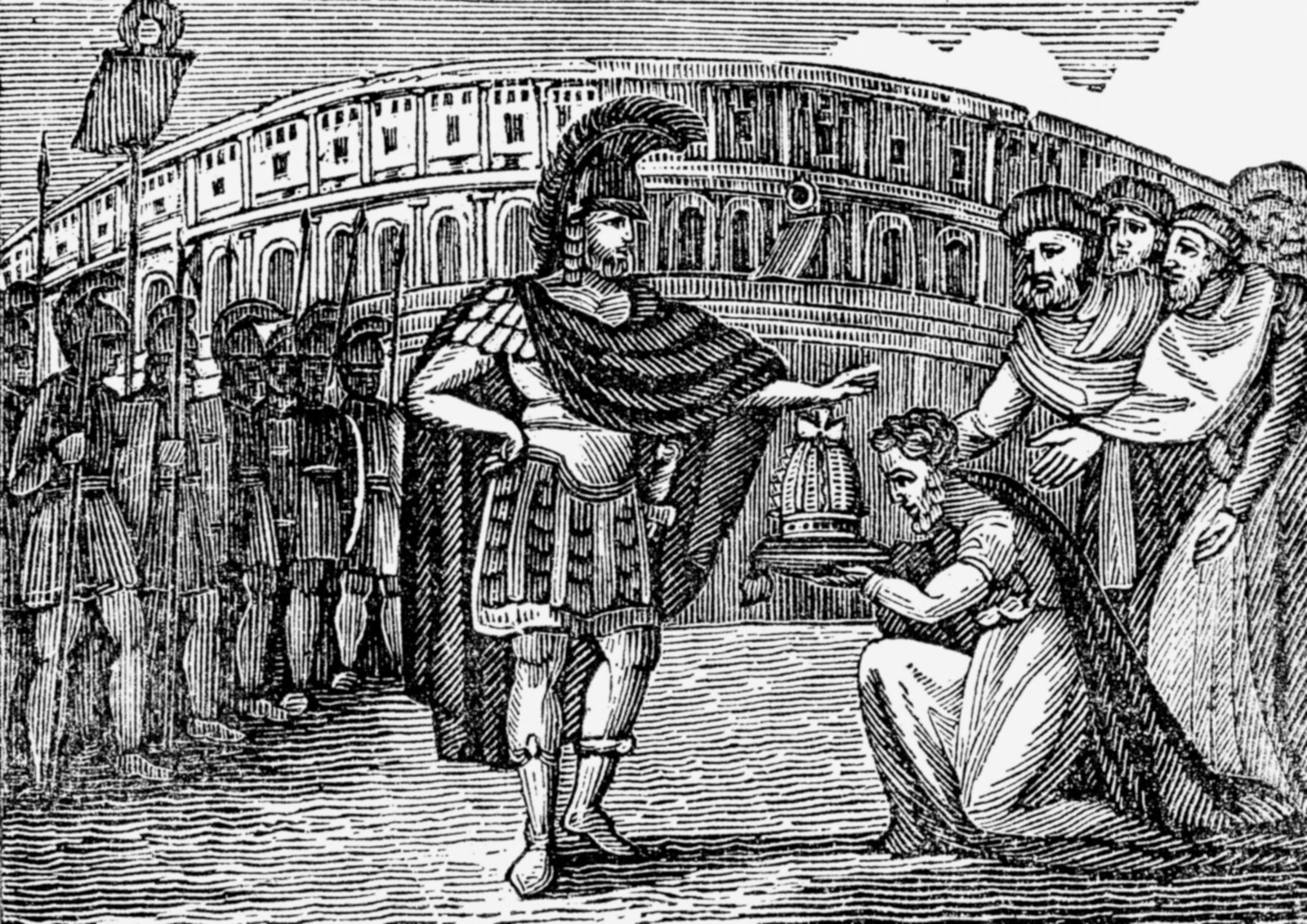
Belisario rechaza la corona ofrecida por los godos

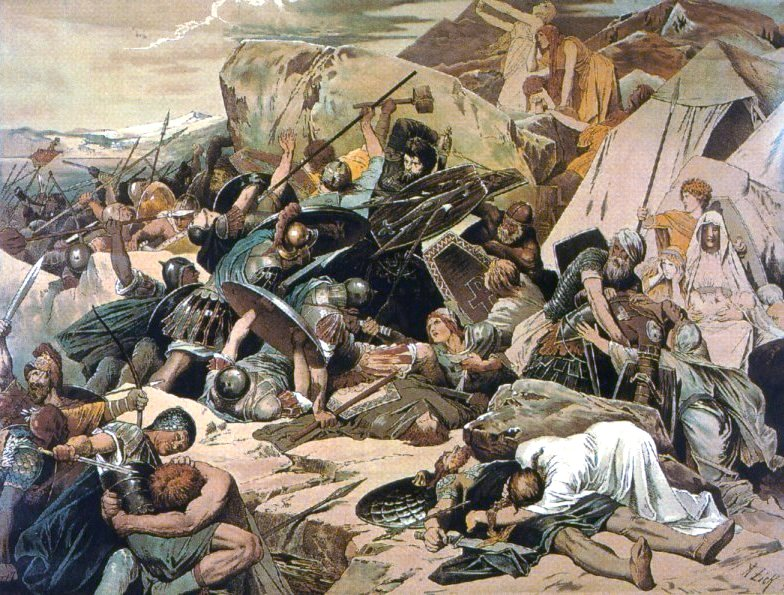
La victoria bizantina en las laderas del Vesubio en 552 permitió al imperio retomar el control de Italia.

El año siguiente comenzó la campaña para reconquistar Italia que, al igual que la costa dalmacia, estaba en manos de los ostrogodos. Después de capturar rápidamente Sicilia y Nápoles, Belisario se dirigió a sitiar Roma, en donde el papa le abrió las puertas en diciembre de 536; sin embargo, los godos, tras deponer al rey Teodato y sustituirlo por el general Vitiges, se reagruparon y lograron, a su vez, asediar Roma durante un año (de marzo de 537 a marzo de 538). Con refuerzos comandados por el general Narsés, Belisario pudo abandonar Roma y retomar su marcha hacia Milán antes de dirigirse a Rávena, la capital de los godos, que capturó en mayo de 540, antes de llevar al rey Vitiges como prisionero a Constantinopla. Después de la partida de Belisario, los godos se reagruparon nuevamente, esta vez, bajo la dirección de Totila y pronto llegaron a las puertas de Roma. Justiniano, que había comenzado a perder confianza en Belisario, fue forzado a reenviarlo a Italia, donde este logró retomar Roma en abril de 547. No obstante, debido a la situación precaria en Oriente, fue nuevamente llamado a Constantinopla. Luego de que Totila lograra conquistar por segunda vez Roma, no fue Belisario sino Narsés quien fue despachado a Italia en 551. Ampliamente provisto de hombres y fondos, rápidamente consiguió dominar la situación gracias a una victoria decisiva, donde murió Totila. Narsés pudo entonces dirigirse hacia el sur y capturar Verona, el último bastión godo, en julio de 561. Durante este tiempo, Justiniano había dirigido su atención hacia España, todavía en manos de los visigodos. Aprovechando la oportunidad que le ofrecían las guerras internas entre familias rivales, Justiniano envió tropas para que se apoderaran de territorios ubicados en el extremo sudeste de la península ibérica. Así, Italia, la mayor parte de África del Norte, una parte de España y las islas del Mediterráneo dependían una vez más del Emperador romano en Constantinopla. El Mediterráneo se había convertido en un «lago romano».

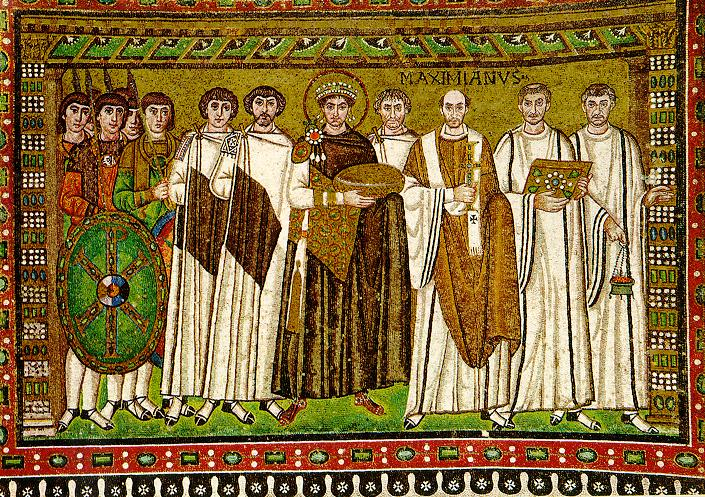
Un mosaico que representa a Justiniano en la Iglesia de San Vital de Rávena.

Si Justiniano había emprendido una política militar ofensiva al oeste durante años, debió llevar una política defensiva al este, donde el rey Cosroes I (531-579) ya se había apoderado de varias ciudades para extender el Imperio sasánida. La primera guerra terminó con una victoria sasánida decisiva en la batalla de Calinico y la firma de una «paz eterna» en 532, al término de la cual los bizantinos mantuvieron el control de Lázica (en la orilla oriental del mar Negro, en la actual Georgia), con lo cual cortaron el acceso de los persas al mar Negro, aunque aceptaron pagarles la suma de 11 000 sólidos de oro anuales. La paz duró ocho años hasta que Cosroes invadió la Mesopotamia romana, capturó Antioquía y retomó Lazia el año siguiente. Tras una larga guerra no declarada, durante la cual Cosroes tomó el control de varias plazas fuertes para abandonarlas tan pronto recibía tributos, se firmó un tratado en 545, con una duración de cinco años. En él, Justiniano se comprometió a pagar un tributo de 400 sólidos de oro por año. En 556, se firmó un nuevo acuerdo en Dara, esta vez, con una duración de cincuenta años, que restauraba Lázica a Constantinopla a cambio de 30 000 sólidos de oro.

El Imperio bizantino en 527 (naranja oscuro) y las conquistas de Justiniano (naranja claro).

Mientras estuvo en guerra contra los persas, Justiniano también debió proteger la frontera norte del imperio frente al avance de los búlgaros. En 514, estos llegaron a los Balcanes, donde iniciaron un régimen de terror. Una horda se dirigió hacia el centro de Grecia, donde llegó hasta el istmo de Corinto, mientras otra amenazaba la península de Galípoli y una tercera marchaba hacia Constantinopla. Apenas esta se retiró, una nueva invasión eslava conducida por los búlgaros les permitió avanzar hasta unos cuarenta kilómetros de Constantinopla; sin embargo, incapaces de franquear las murallas edificadas por Anastasio, volvieron hacia las montañas Ródope al oeste, quemando y destruyendo todo sobre su paso. Otra columna eslava intentó franquear el Danubio en dirección a Niš, pero fue detenida por Germano, quien estaba de camino a Italia. En 551, fue el turno de los kutriguros, un pueblo turco-hablante, que traspasó las limes cerca de Belgrado y avanzó hacia Philippopolis en Tracia. Incapaz de hacer regresar a sus mejores tropas de Italia, Justiniano despachó una embajada a los utiguros, otros turco-hablantes instalados entre el río Don y el Volga, y tras financiarlos los invitó a atacar a los kutriguros, quienes debieron volver a cruzar las limes. Las dos tribus continuaron su lucha hasta que firmaron la paz y, en 559, decidieron de común acuerdo atacar Tracia. Una columna llegó incluso al río Athyras a una veintena de kilómetros de Constantinopla. Justiniano debió llamar nuevamente a Belisario, quien logró atraer al jefe de los kutriguros, Zabergán, a una emboscada y le derrotó en la batalla de Melantias. Los kutriguros se vieron forzados a solicitar la paz y, bajo la promesa de recibir subsidios, regresaron a sus tierras.

#### La obra jurídica de Justiniano

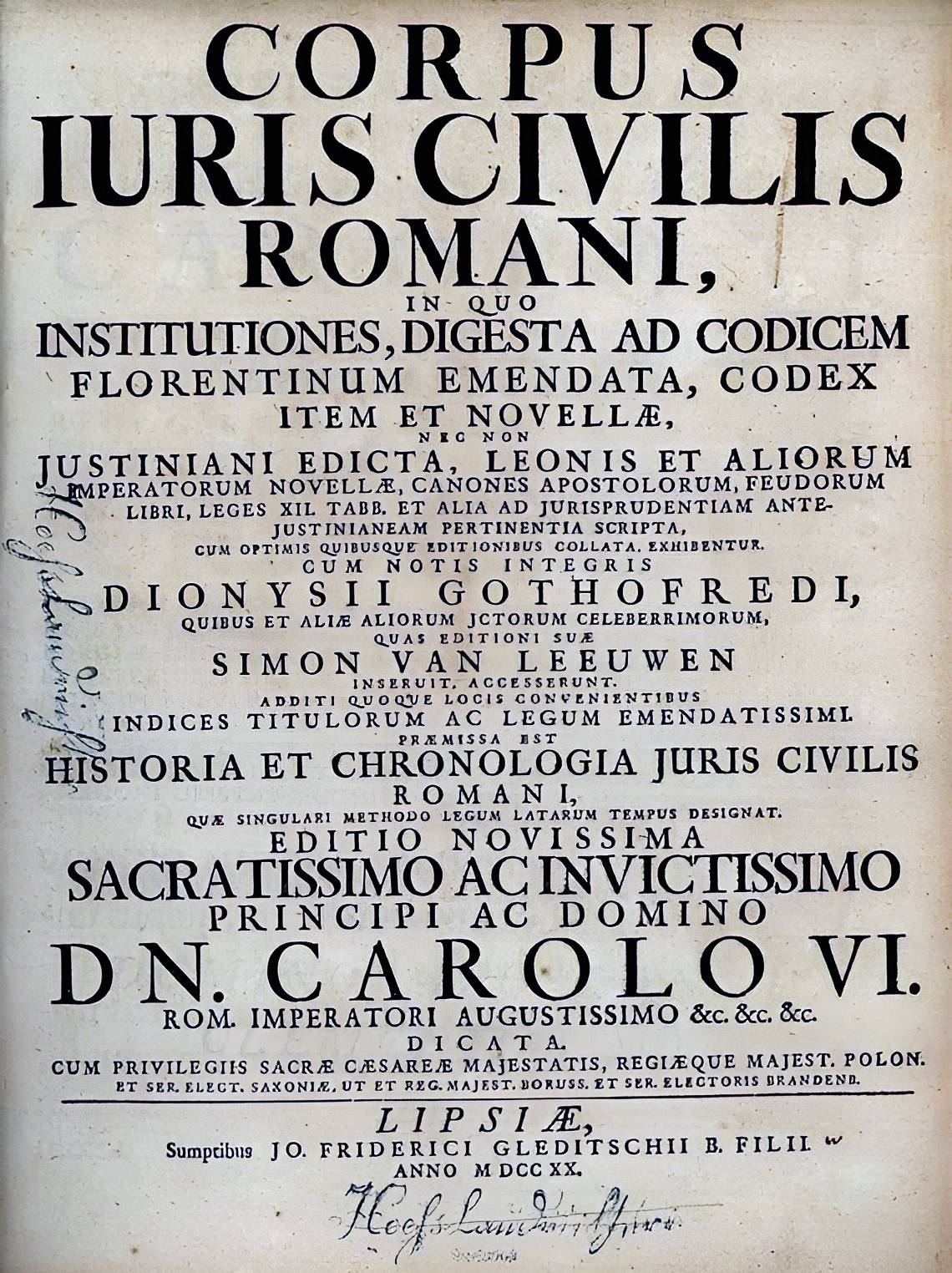
El Corpus Iuris Civilis.

Así como se apoyó en los brillantes generales Belisario y Narsés en la conducción de sus guerras, Justiniano se basó en un destacado jurista, Triboniano, para realizar una de las mayores obras de su tiempo: la reforma del derecho romano. Esta reforma estuvo contenida en cuatro obras principales: el Codex Justinianus, las Digestes, los Institutes y las Novelles, reunidas en el Corpus iuris civilis.
El Codex fue culminado en menos de un año (del 13 de febrero de 528 al 8 de abril de 529). No se trató de una simple compilación de las constituciones imperiales en vigor desde el tiempo de Adriano. Las repeticiones y contradicciones fueron retiradas, diversos decretos sobre el mismo tema fueron reunidos en uno solo, varios decretos fueron derogados, otros fueron explicados y el lenguaje fue simplificado. Desde entonces, solo se mantuvieron vigentes las promulgaciones imperiales contenidas en ese códex.
El año siguiente, en 530, los redactores se enfrentaron al Digestes que resumía unos dos mil libros escritos por veintinueve autores. El 16 de diciembre de 553, se presentó la nueva recopilación que concentró unas 3 millones de líneas escritas en el curso de los siglos en solo 150 líneas. La tarea siguiente era asegurar que los juristas pudieran utilizar estos nuevos instrumentos. Para este propósito, fue publicado un nuevo manual, los Institutes, casi al mismo tiempo que el Digestes, en noviembre de 533; y se mantendría en vigor en varios países europeos hasta el siglo XX. Si los tres primeros libros fueron publicados en latín, las Novelles, que recogieron las ordenanzas promulgadas después de la aparición del Codex, fueron escritas en griego.
En muchos sentidos, se trató de una obra innovadora, que regularía la vida del Estado, la de sus ciudadanos, sus familias y las relaciones entre los propios ciudadanos. El antiguo derecho romano fue adecuado a los principios de la moral cristiana y del derecho consuetudinario del Oriente helenizado. Además, los cánones o leyes de los cinco primeros concilios de la Iglesia católica adoptaron fuerza de ley.

#### La obra religiosa de Justiniano
Como todos los hombres de su tiempo, Justiniano no podía concebir la separación entre Iglesia y Estado. Por ello, gobernó tanto uno como el otro en una época en que las cuestiones políticas y teológicas no podían ser disociadas.
El monofisismo era un movimiento religioso, surgido a inicios del siglo V como reacción al nestorianismo. Según los defensores de esta doctrina, Jesucristo poseía una naturaleza divina y otra humana. Esta doctrina se propagó rápidamente en el imperio; en particular, Egipto, Siria y Palestina se adhirieron rápidamente a ella. Egipto ocupaba una posición económica importante, pero no estratégica en el imperio: siempre que proveyera el trigo que necesitaba la capital, las creencias religiosas de sus habitantes importaban poco. No era el mismo caso de Siria, que estaba a lo largo de la frontera con Persia y, por tanto, ocupaba una posición estratégica importante. En Occidente, el mundo romano (donde el papado desempeñaba un rol cada vez más importante frente a los conquistadores bárbaros, en su mayoría, arrianos) era partidario del Concilio de Calcedonia, que había promulgado la doctrina de las dos naturalezas (divina y humana) de Cristo. Tratar de agradar a uno equivalía a alienar al otro.
En los primeros años de su reinado, Justiniano adoptó una política estrictamente ortodoxa, mientras que su esposa Teodora no escondía sus simpatías monofisistas. Ahora bien, el monofisismo ganaba importancia en Oriente, incluso cuando los ejércitos imperiales estaban en una mala posición en Italia. El dilema que enfrentó Justiniano a inicios de los años 540 consistió en saber cómo reconciliar a los monofisistas de Oriente sin alienar a los calcedonios de Occidente. Primero, intentó establecer una alianza con el papa Vigilio en su lucha contra Totila; posteriormente, decidió arrestar al papa y mantenerlo cautivo en Sicilia y, luego, en Constantinopla, con el objeto de obtener de él una condena de los Tres capítulos (los escritos de tres teólogos sospechosos de tendencias nestorianas). Durante varios años, el Papa y el Emperador jugaron al gato y al ratón hasta que Justiniano publicó por sí mismo un tratado teológico bajo la forma de edicto imperial, en el cual condenaba los Tres capítulos. Esta intervención favoreció a Totila, pues la población italiana consideró que tendría mayores oportunidades de independencia bajo los godos que bajo la tutela de Constantinopla. La disputa entre el Papa y el Emperador empeoró hasta que este último envió a Belisario a aprender al Papa en la iglesia donde se había refugiado. Después de un período de calma, Justiniano decidió convocar otro concilio en 553, el quinto de la Iglesia, para resolver el problema. Para ese momento, Narsés había asegurado la victoria en Italia y el reinado de los godos estaba prácticamente aniquilado. Justiniano utilizó todo su poder para hacer ceder a los obispos reunidos y, finalmente, el propio Papa capituló y, en febrero de 555, condenó formalmente los Tres capítulos; sin embargo, la partida no estaba ganada, ya que, al este, los monofisistas de Egipto y de Siria se sintieron todavía más aislados, situación que debilitó considerablemente al imperio.

#### Justiniano el edificador

La basílica de Santa Sofía es la obra arquitectónica más notable del reinado de Justiniano.

Las guerras en Occidente y los pagos anuales que sirvieron para asegurar la paz en Oriente terminaron rápidamente con las reservas acumuladas por Anastasio; en especial, debido al carácter ostentoso de Justiniano, quien quería mostrar a sus súbditos que su reinado inauguraría una nueva era. Para poner fin a la evasión fiscal y para obtener nuevas fuentes de ingresos, Justiniano nombró prefecto del pretorio a Juan de Capadocia, quien trabajó con tal celo que en pocos meses logró unir a la población en su contra, en particular, las dos facciones que aseguraban las carreras de caballos en el hipódromo de Constantinopla: los azules y los verdes. En enero de 532, en pleno invierno, una manifestación en el hipódromo degeneró en disturbio y, luego, en una abierta revuelta. Bajo el grito «Nika» (que significa «¡Victoria!»), la multitud se alteró y empezó a destruir iglesias y saquear edificios públicos. Justiniano estuvo a punto de renunciar y huir; no obstante, tras la exhortación de su esposa Teodora, envió a Belisario y a Narsés a reprimir la revuelta, que terminó en un baño de sangre en el que perecieron 30 000 personas.
Una de las iglesias arrasadas fue la Santa Sabiduría o «Hagia Sophia». Erigida bajo el reinado de Constantino, era el símbolo del lugar del imperio en el orden divino de la creación. Justiniano decidió que una nueva construcción debía ser edificada, de forma que superara todo lo que se había visto hasta entonces y proclamara su gloria. En lugar de emplear arquitectos-constructores como era la costumbre, convocó a un ingeniero y a un matemático: Antemio de Tralles e Isidoro de Mileto. Esta nueva maravilla costó más de 23 millones de sólidos y fue consagrada a fines del año 537. En su última inspección del edificio, Justiniano, después de permanecer en silencio por varios minutos, habría exclamado: «Salomón, ¡te he superado!».
Justiniano construyó no menos de treinta iglesias en Constantinopla, fuera de las iglesias y palacios que mandó construir por todo el imperio. Para asegurar la seguridad del imperio, Justiniano mandó construir una poderosa red de fortificaciones sobre las fronteras de Europa y de Asia. Para prevenir las invasiones en los Balcanes, un cinturón de fortificaciones sirvió para duplicar aquel que se extendía a lo largo del Danubio.

#### La obra económica de Justiniano
Una vez reconquistado, el oeste del Mediterráneo no recuperó la importancia económica de la que había gozado bajo los primeros emperadores. Para entonces, el comercio de Constantinopla se había tornado hacia el Oriente, en particular, hacia la India, Indonesia, Ceilán y China, de donde se importaban las especias, en especial, la pimienta, necesarias para mejorar (u ocultar) el gusto de los alimentos, y la seda que era utilizada en la fabricación de vestimentas de lujo, portadas por los altos dignatarios del imperio u obsequiadas a los dignatarios extranjeros. Pero el Imperio sasánida podía obstaculizar a su gusto este comercio que transitaba obligatoriamente por el golfo Pérsico, cuando provenía de la India y de Indonesia, o que cruzaba su territorio por tierra hacia China. En tiempos de paz, los intermediarios persas obtenían un porcentaje sobre las mercancías, lo que provocaba un aumento en el precio; mientras que, en tiempos de guerra, los sasánidas simplemente bloqueaban la ruta de la seda, con lo cual reducían al desempleo a los talleres de transformación de Beirut y de Tiro.
En un primer momento, Justiniano intentó resolver el problema sirviéndose de un desvío de la ruta pasando por Crimea y el Cáucaso (de ahí la importancia de Lázica para Constantinopla), en el caso de China. Otra solución surgió en 552, cuando unos monjes, posiblemente nestorianos, informaron al Emperador que podían procurarse en Sogdiana (Uzbekistán), entonces bajo control chino, de huevos de gusanos de seda, con los cuales sería posible que el imperio emprendiera su propia industria. El Emperador aceptó ayudarlos y estos volvieron uno o dos años más tarde con gusanos de seda y suficiente conocimiento de las técnicas de transformación para iniciar la producción; sin embargo, esta nunca fue suficiente como para reemplazar las importaciones de China, aunque al menos logró reducir el poder de regateo de los persas, al abrirse una nueva ruta por el norte del mar Caspio hacia los puertos bizantinos del mar Negro.

### Los sucesores de Justiniano

El Imperio bizantino en 600.

La obra de Justiniano no sobrevivió mucho tiempo después de su muerte, ya que dejó un imperio arruinado. Además, sus conquistas territoriales estaban dispersas sobre el contorno mediterráneo, mientras que las fronteras danubias y orientales del imperio fueron abandonadas; por tanto, era en esas regiones donde se encontraban las principales amenazas sobre el imperio. Poco después de la muerte de Justiniano, los lombardos, una antigua tribu de foederati, invadieron Italia en 568 y conquistaron dos tercios de su territorio. En España, los visigodos se apoderaron de Córdoba, la principal ciudad bizantina en 584, y pronto de toda España. Los primeros turcos llegaron a Crimea y, en 577, una horda de 100 000 eslavos invadió Tracia e Iliria. Sirmio (la actual Sremska Mitrovica), la ciudad bizantina más importante en el Danubio, fue perdida en 582.
Con la pérdida de las conquistas occidentales de Justiniano, el centro de gravitación del imperio retornó al Oriente. Rompiendo el tratado que Justiniano había firmado con el Imperio sasánida, su sobrino y sucesor, Justino II (?-602), se negó a pagar el tributo acordado. Como consecuencia, siguió una larga guerra que no terminó hasta que el emperador Mauricio (539-602) firmó un tratado con el joven emperador Cosroes II, por el cual concedía a Constantinopla una gran parte de la Armenia persa, región donde se reclutaba cantidad de mercenarios del ejército imperial. Si Mauricio consiguió salvar ciertas posesiones occidentales creando los exarcados de Rávena y de Cartago, debió hacer frente a las invasiones de eslavos en los Balcanes, quienes no se contentaron con incursiones de saqueo, sino que comenzaron a instalarse de forma permanente antes de formar, décadas más tarde, sus propios reinos.
Iniciada en 592, esta guerra continuó hasta 602, cuando estalló una revuelta en el ejército y un oficial subalterno, Focas (547-610), marchó sobre Constantinopla y derrocó a Mauricio, a quien mandó ejecutar junto con sus hijos. Aprovechando la ocasión, Cosroes II se apoderó de la provincia de Mesopotamia, mientras que los ávaros y los eslavos se expandieron a los Balcanes. Entre los siglos VII y IX, los eslavos no cesaron de multiplicar las «sclavinias» (en griego antiguo: Σκλαβινίαι; en latín: Sclaviniae, es decir, las «comunidades rurales» eslavas) entre las «valaquias» de los Balcanes (en griego: βαλαχίαι; en latín: Valachiae o «comunidades rurales» latinas), al punto de que devinieron finalmente mayoritarias, mientras que los griegos no ocuparon más que las costas de la península balcánica.

## Crisis y transformación del Imperio (610-711)
Confrontado por los peligros persas y árabes, el Imperio bizantino debió enfrentar la pérdida de muchos territorios. Según George Ostrogorsky, el siglo VII correspondió al punto de partida de la historia bizantina propiamente dicha. Por su parte, Charles Diehl califica este siglo como «uno de los períodos más sombríos de la historia bizantina. Es una época de crisis grave, un momento decisivo donde la existencia misma del imperio parece estar en juego».

#### Heraclio y la supervivencia del Estado

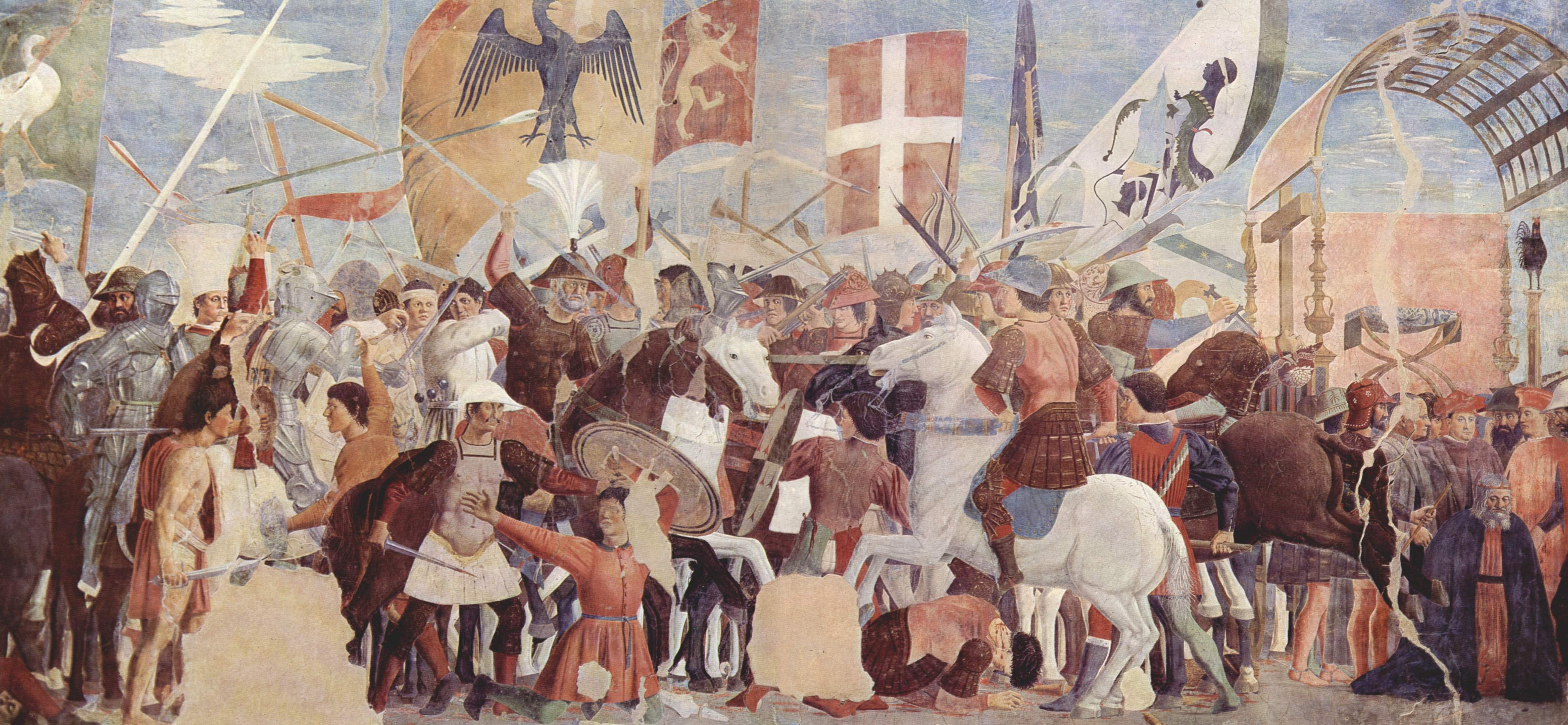
Fresco de Piero della Francesca que retrata la guerra entre los persas sasánidas y los bizantinos. Si bien Heraclio logró derrotarlos, la guerra fue larga y costosa y debilitó considerablemente las provincias orientales del imperio. Desde entonces, la conquista musulmana de estos territorios fue mucho más fácil.

El terror que reinaba bajo el gobierno de Focas llegó a su fin cuando el exarca de Cartago, Heraclio, se rebeló y detuvo la entrega de trigo destinado a la capital. Su hijo, también llamado Heraclio, encabezó una escuadra que se dirigió hacia Constantinopla, capturó la ciudad y mandó ejecutar a Focas.
Si Justiniano había sido el último gran emperador del que los historiadores modernos todavía llaman «Imperio romano», con Heraclio (575-641) comenzó lo que la historiografía moderna ha denominado «Imperio bizantino». En efecto, bajo su reino, el latín fue definitivamente abandonado en favor del griego y el emperador reemplazó su título de augustus por el de basileos (βασιλεύς, en griego antiguo). Al coronar como coemperadores a sus dos hijos, Constantino III y Heraclonas, Heraclio instauró el sistema de la corregencia que permitió constituir dinastías y normar, al menos en teoría, el problema de la sucesión.

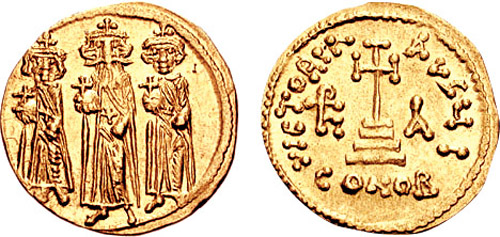
Sólido bizantino con la efigie de Heraclio y de sus hijos Constantino III y Heraclonas.

El régimen de los themas u organización militar de las provincias fue formalmente la obra de sus sucesores; pero, fue él mismo quien remodeló el ejército a profundidad, al reemplazar a los mercenarios extranjeros por soldados profesionales, provenientes principalmente de Armenia y dirigidos por miembros de la nobleza local. Por primera vez desde el reinado de Mauricio, el emperador se hizo cargo de la dirección de los ejércitos y supo transmitirles un sentido de misión providencial, como anticipación a la noción de cruzada. Asimismo, bajo este emperador, se inició un período en el cual la Iglesia sostuvo al imperio, tanto financiera como políticamente. Por una parte, aquella puso sus riquezas a disposición del emperador en sus guerras contra los persas; por otra, cuando este partió a la guerra, fue al patriarca Sergio a quien confió la regencia y la protección de sus hijos. El propio Heraclio fue proclive a mezclarse en cuestiones religiosas. En Armenia, el apego a la herejía monofisista constituyó un obstáculo a la lealtad al imperio. Bajo la influencia del patriarca Sergio, Heraclio proclamó, en 638, el Ekthesis, un edicto que proponía el monotelismo como una solución de compromiso entra la ortodoxia cristiana y el monofisismo; sin embargo, no solo no normó la cuestión, sino que provocó un nuevo conflicto con Roma.
En el plano exterior, Heraclio debió enfrentar dos series de guerras: la primera contra los persas y la segunda contra los árabes; mientras que, simultáneamente, debió hacer frente a las invasiones de los ávaros y de los eslavos. Iniciada en 613, la guerra contra los persas prosiguió hasta 628, cuando el rey Cosroes II fue derrocado y su hijo Kavad II firmó un tratado de paz que restituyó Armenia, la Mesopotamia romana, Siria, Palestina y Egipto a Constantinopla; no obstante, estas reconquistas fueron perdidas nuevamente años más tarde, esta vez, en favor de los árabes. Debilitada, Persia cedió rápidamente a los primeros asaltos de la Hégira. Con la derrota de Yarmuk en 636, entonces en manos de los árabes, Heraclio veía destruida la obra de su vida. En diez años, Siria, Palestina, Egipto y Mesopotamia romana cayeron en manos de los árabes. Esta invasión tan rápida se explica por diversas razones. Si el ejército bizantino era, a menudo, más numeroso y estaba mejor equipado, ante todo estaba compuesto de mercenarios, cuya motivación era débil en comparación con la de los soldados árabes motivados por el principio de la «guerra santa». Además, las provincias conquistadas habían sido profundamente debilitadas por las guerras entre los imperios persa y bizantino. Finalmente, a menudo, estas provincias fueron el lugar de oposición al poder imperial, dado que las poblaciones eran seguidoras del monofisismo y no de la doctrina cristiana clásica de Constantinopla. Esta lealtad dudosa explica el hecho de que varias ciudades abrieran sus puertas a los árabes a cambio de un tratado relativamente indulgente.

Los themas de Anatolia en 650.

En el plano interno, incluso el cumplimiento del principio de la corregencia quedó a medias y fue un nieto de Heraclio, Constante II (630-668), entonces de once años, quien fue elegido emperador por los generales. Constante II heredó un imperio reducido a Anatolia, Armenia, África del Norte y una parte de Italia, todos ellos territorios amenazados. Su reinado estuvo signado por la lucha contra los árabes y su califa Muawiya (661-680). Fue bajo el gobierno de Constante II que comenzó la reorganización del ejército siguiendo el sistema de themas, el cual subsistió por tres siglos. Los ejércitos móviles de los siglos precedentes fueron reubicados en distritos específicos (o «themas») comandados por un estratega. Los soldados tenían la misión de proteger su área asignada y recibieron tierras que debían cultivar cuando no estaban en campaña. Estos soldados campesinos fueron el símbolo de la evolución profunda de la estructura del Imperio bizantino, antiguamente fundado sobre el modelo de las ciudades de la Antigüedad. En adelante, el campo les aseguró la supervivencia. Este modelo de themas, que no estaba más que en sus inicios, subsistió durante varios siglos y se convirtió en el modelo administrativo de la organización regional del Imperio bizantino. De hecho, al centralizar la autoridad civil y militar en el estratega, este sistema derogó el principio romano de separación de los dos poderes. Fue uno de los mejores ejemplos de transformaciones profundas que conoció el imperio en este período.

#### Las primeras reformas del imperio

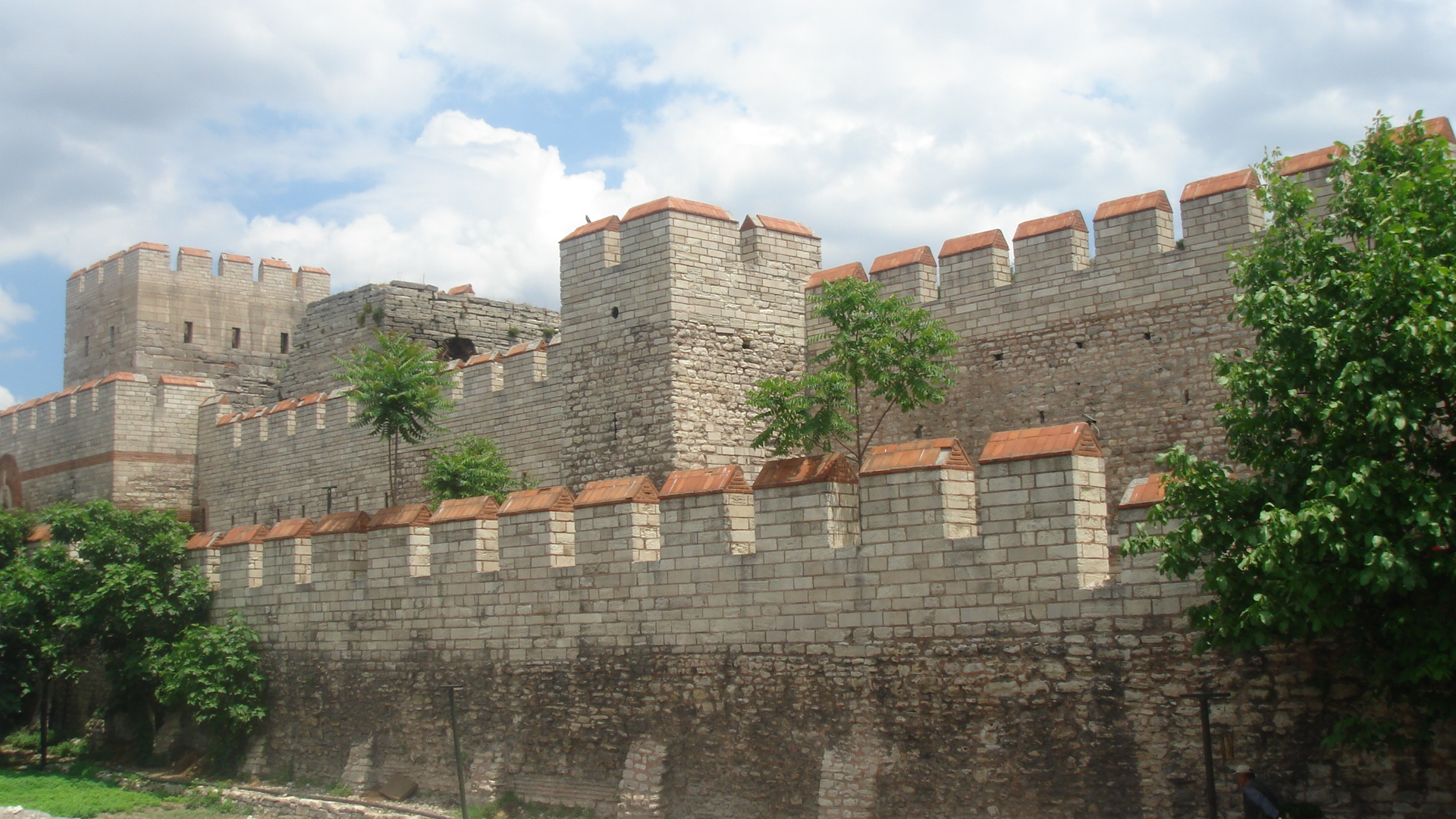
Una sección restaurada de las fortificaciones medievales que rodeaban Constantinopla.

Tan pronto como Muawiya logró restaurar la dinastía de los omeyas, la lucha recomenzó y el califa concentró sus esfuerzos sobre Constantinopla. Una tregua, concluida en 659, permitió a Constante II llevar la acción a Occidente, donde las querellas religiosas habían tenido consecuencias políticas desastrosas. Luego de haber intentado liberar el norte de Italia de los lombardos, Constante II se dirigió hacia Roma, donde se reconcilió con el Papa antes de instalarse en Siracusa, posición clave entre Italia del Norte (amenazada por los lombardos) y África (amenazada por los árabes). Fue allí donde tuvo lugar su asesinato en 668.

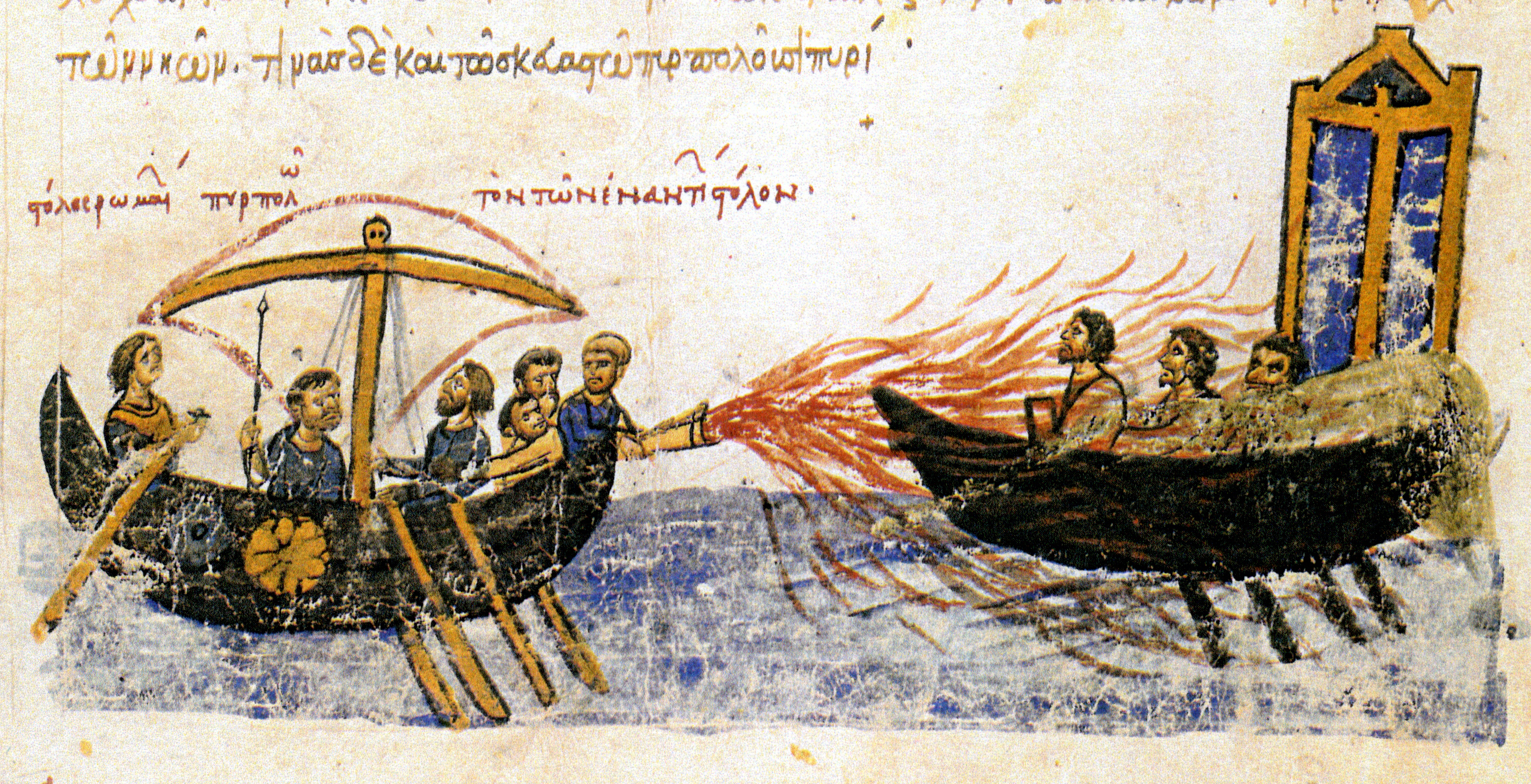
Utilizado en condiciones idóneas, el fuego griego era muy eficiente y constituyó un activo estratégico para los bizantinos, de forma que les fue posible repeler a los árabes tras el primer asedio de Constantinopla (674-678).

Al igual que su padre, Constantino IV (650-685) debió luchar contra Muawiya, quien encabezó el sitio de Constantinopla, cuyas murallas habían sido restauradas y la flota reconstruida. Fue durante este asedio, que duró de 674 a 678, donde se usó por primera vez el «fuego marino» (πύρ ύγόν, en griego antiguo) o fuego griego, tecnología comprada al arquitecto sirio Calínico. Muawiya no pudo apoderarse de Constantinopla y debió firmar un tratado que aseguraba la paz por treinta años. Esta tregua permitió a Constantino volcarse hacia Italia, donde firmó un tratado con los lombardos. Tuvo menos éxito en los Balcanes, donde debió reconocer a los búlgaros, conducidos por Asparukh, el derecho a instalarse al sur del Danubio.
Constantino IV no tenía más de 33 años cuando falleció en 685. Su hijo, Justiniano II (668-711), con solo dieciséis años, se convirtió en cabeza de un imperio considerablemente reducido. Su sueño, como el de su predecesor del mismo nombre, fue devolver al imperio el lustre que había tenido. En 686, comenzó por reafirmar la soberanía de Constantinopla sobre Armenia e Iberia. Después, se dirigió hacia las regiones eslavas en los Balcanes, de donde transfirió cerca de 30 000 colonos hacia los territorios devastados por los árabes. Pero estas nuevas tropas pasaron a formar parte del enemigo y, tras la batalla de Sebastópolis seis años más tarde, Armenia retornó a manos del califato. Justiniano hizo lo mismo con los ciudadanos de Chipre, región convertida en una suerte de condominio árabo-bizantino.
Profundamente creyente, Justiniano convocó al sexto concilio ecuménico o Quinisexto que confirmó el rechazo al monotelismo. Las conclusiones del concilio aludieron a la creciente brecha entre las Iglesias de Oriente y de Occidente sobre cuestiones diversas, como el matrimonio de los sacerdotes. Diez años más tarde, Justiniano intentó aprehender al Papa como lo había hecho Constante II; no obstante, la posición del Papa se había fortalecido y las milicias de Roma y de Rávena impidieron al delegado imperial llevar a cabo su misión. Este fracaso junto con las derrotas militares y los episodios de violencia contra los recaudadores de impuestos avivaron la ira de la población contra Justiniano. Asimismo, una vez que liberó al general Leoncio, a quien había encarcelado luego del desastre de Sebastópolis, este lideró una sedición, derrocó a Justiniano y se proclamó emperador en 695. Venido a menos, con la nariz cortada y, desde entonces, incapaz en teoría de reinar, Justiniano encontró refugio al lado del kan de los búlgaros, Tervel, gracias a cuya ayuda pudo reconquistar Constantinopla en 705. Al mismo tiempo, los bizantinos fueron definitivamente expulsados del África, con la toma de Cartago por los árabes en 698. En 711, Justiniano II lanzó una expedición contra Jersón en Crimea para detener el avance de los jázaros; sin embargo, la marina imperial se rebeló y sitió Constantinopla, que le abrió sus puertas. Abandonado por todos, Justiniano cayó, por segunda vez, en desgracia y, esta vez, fue asesinado por uno de sus oficiales.

## Periodo iconoclasta

### Dinastía isáurica (717-802)

El Imperio bizantino en 717.

El asesinato de Justiniano II fue seguido por un período de incertidumbre, tras el cual un soldado, hijo de campesinos inmigrantes de Tracia, fue proclamado emperador bajo el nombre de León III (685-747). Pasó una parte de su reinado luchando contra los árabes que volvieron a sitiar Constantinopla. Gracias a una alianza con los búlgaros comandados por Tervel, León logró levantar el bloqueo en 718. Nuevas invasiones árabes en Asia Menor fueron igualmente rechazadas gracias a una alianza con los jázaros. La victoria de León en Amorium en 740 debía poner fin a estas incursiones en el este, al igual que la victoria de Carlos Martel en la batalla de Poitiers en 732 había detenido su avance por el oeste. Además de reorganizar las themas, León publicó un nuevo código jurídico, el Eclogue, que redujo el número de casos que podían ser castigados con la pena de muerte y multiplicó los castigos no contemplados en el derecho de Justiniano, como la amputación, entre otros.
El gobierno de León III estuvo marcado por el inicio de la iconoclasia. De un carácter inicialmente instructivo, con el paso de los siglos, los iconos recibieron atributos milagrosos, incluso mágicos. Algunos fueron clasificados como acheiropoietes, es decir, no hechos por la mano del hombre. León, así como algunos obispos de la época, parecen haber visto en tales exageraciones la causa de la ira divina que condujo a las derrotas del imperio en el curso de los años precedentes, lo que fue agravado con la aparición de una nueva isla cerca de Santorini luego de una erupción volcánica. El primer gesto público de León en esta dirección fue retirar el icono de oro del Cristo que coronaba las puertas de bronce a la entrada del Gran Palacio de Constantinopla. La reacción de la multitud fue violenta y varios soldados que habían ido a cumplir la orden del emperador fueron masacrados en el acto. Sin consultar a la Iglesia, León promulgó un edicto que convertía a la iconoclasia en la política oficial del imperio, lo que provocó la dimisión del patriarca Germano y la ira del papa Gregorio II, fuera de que debilitó la autoridad del emperador en Italia. Su sucesor, Gregorio III, convocó un sínodo que condenó la iconoclasia en 731.

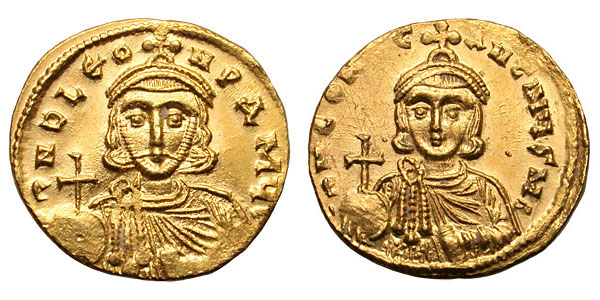
Piezas de moneda que representan a León III (a la izquierda) y a Constantino V (a la derecha); ambos llevaron una política favorable a la iconoclasia.

Su hijo y sucesor, Constantino V (718-775), no solo continuó la política de su padre, sino que persiguió a los iconódulos o partidarios de los iconos. Sus ataques contra los monjes se transformaron en ataques contra la institución monástica en sí misma. Rechazó no solamente los iconos, sino también el culto a los santos y la veneración de reliquias. Muy preocupado por las guerras contra los árabes y los búlgaros, Constantino no prestó atención alguna a Italia, por lo que el Papa decidió buscar otro aliado contra los lombardos. En enero de 754, el papa Esteban II cruzó los Alpes para encontrarse con el rey de los francos, Pipino el Breve, en Ponthion, preparando así la fundación de un Estado eclesiástico romano. No obstante, las campañas emprendidas por Constantino V contra los árabes fueron un éxito y permitieron al Imperio bizantino consolidar su frontera oriental y alejar la amenaza árabe.

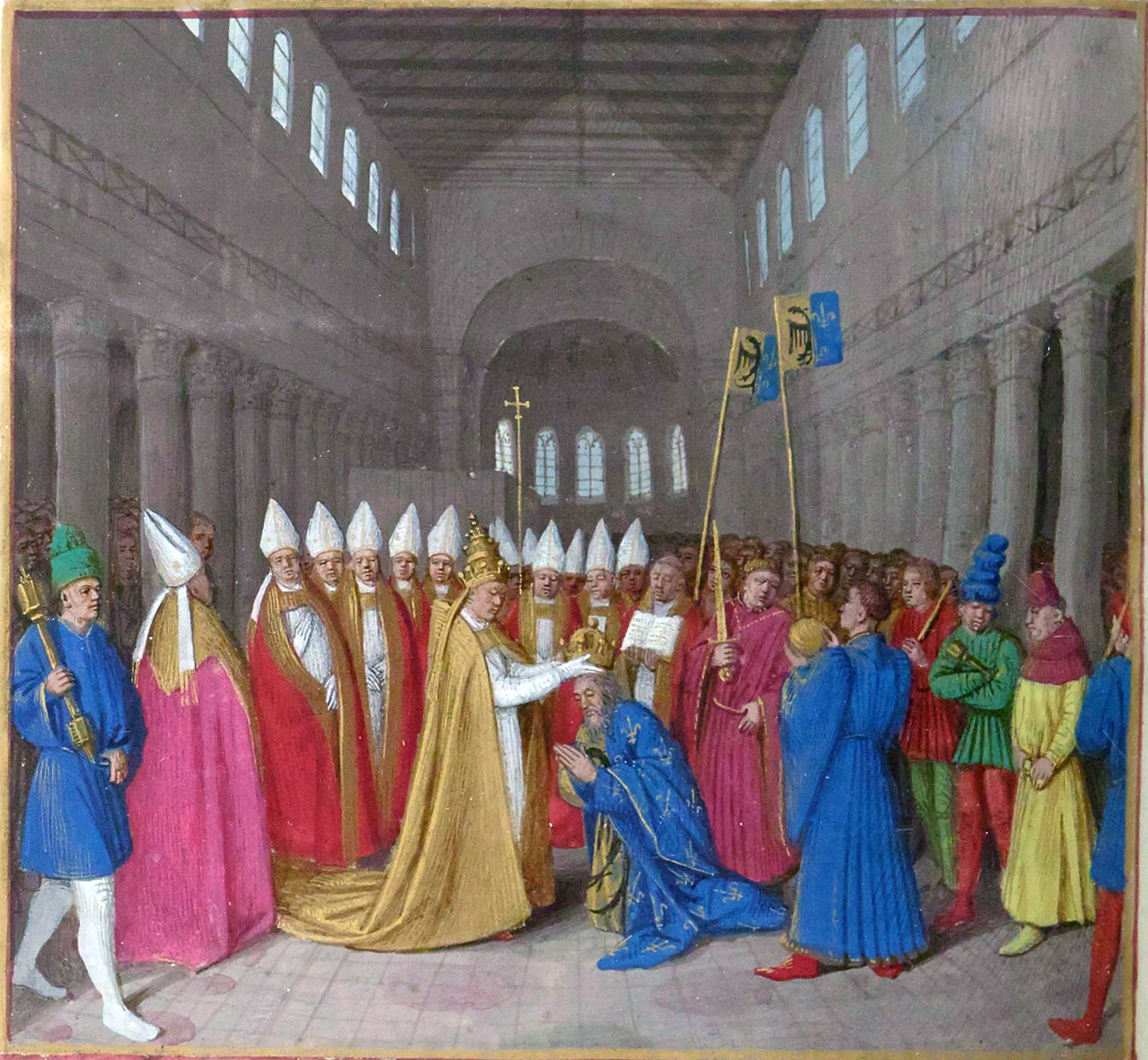
Al hacerse coronar emperador, Carlomagno desafió la universalidad ostentada por el Imperio bizantino, que se consideraba el único heredero del Imperio romano.

El corto reinado de León IV (750-780) marcó la transición entre el odio virulento de Constantino V por los iconos y el apego manifiesto de su esposa Irene, quien restableció su culto. La muerte prematura del emperador llevó al trono a su hijo de solo diez años de edad, Constantino VI (771-797). Su madre, Irene (752-803), se apresuró a tomar el poder y a nombrar obispos iconódulos, como el patriarca Tarasio que presidió el segundo concilio de Nicea, el cual condenó la iconoclasia como una herejía y restableció la veneración de imágenes. No obstante, cuando tuvo edad de reinar, Constantino soportó cada vez menos la tutela de su madre. Además, cuando Irene exigió que los ejércitos le prestaran juramento, la nombraran en primer lugar y a Constantino en segundo, como coemperador, estos se rebelaron y aclamaron a Constantino como único soberano, en octubre de 790. De carácter débil, Constantino terminó alienando a la misma gente que le había restaurado el poder, quienes finalmente se quedaron del lado de Irene. Esta retomó el poder, tras deponer a su hijo, quien fue cegado por los conspiradores y murió poco después. Para señalar bien que ella era la única cabeza del imperio, Irene llevó durante este período el título de basileus y no basilissa.
Durante este tiempo, el Papa había coronado emperador a Carlomagno en 800, al alegar que una mujer no podía cumplir esta función. En cuanto a Carlomagno, reconoció a Irene como soberana del Imperio romano y, en gesto de apaciguamiento, se habría ofrecido a desposarla, lo que habría vuelto a reunir los imperios romanos de Oriente y de Occidente. Al parecer, Irene habría estado dispuesta a aceptar la oferta, pero los altos funcionarios que podían pretender sucederla, dado que no tenía hijos, no lo entendían así. Mientras los embajadores de Carlomagno aún estaban en Constantinopla, un complot urdido por uno de ellos tuvo éxito: Irene fue desposada y el general Nicéforo fue proclamado emperador.

### La dinastía amoriana (820-867)

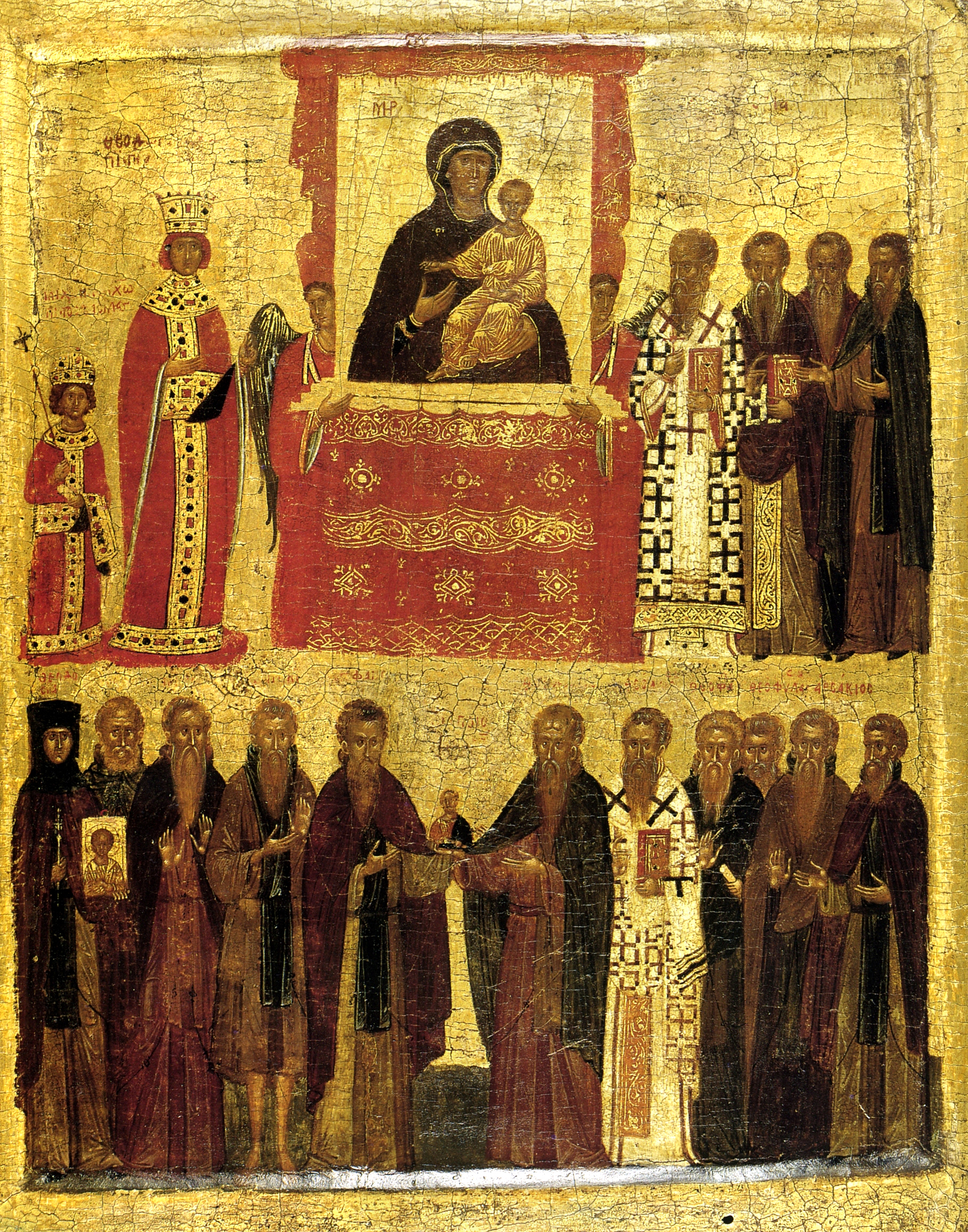
Icono que celebra el triunfo de la ortodoxia sobre la iconoclasia. Este acontecimiento es aún celebrado hoy en día como el Triunfo de la ortodoxia.

Una vez que Irene fue desposada, los altos funcionarios proclamaron emperador al senador Nicéforo I (760-811), quien debió luchar contra los búlgaros dirigidos por un jefe audaz y emprendedor: Krum, aliado de Carlomagno contra los ávaros. Para lograr la paz en Occidente, Nicéforo decidió negociar un tratado con Carlomagno, en que Nicéforo renunciara a sus pretensiones sobre las posesiones bizantinas de Italia (esencialmente la provincia de Venecia) y de la costa dálmata. Toda esperanza de ver reunidas las dos partes del imperio desapareció para siempre.
En un enfrentamiento con Krum, Nicéforo pereció y su hijo, Estauracio, quedó gravemente herido. El yerno de Nicéforo, Miguel I Rangabé, subió al trono y mantuvo la política de su predecesor con respecto a Carlomagno, a quien le reconoció oficialmente el título de basileus, a la vez que le pidió la mano de una de sus hijas para su propio hijo. Partidario de la ortodoxia, hizo regresar a los estuditas, adversarios del partido iconoclasta. Bajo su consejo, retomó la guerra contra Krum, quien sitió Constantinopla y lo derrotó en la batalla de Adrianópolis (813). El ejército se rebeló y Miguel fue forzado a abdicar en favor del strategos del thema de los Armeniacos, León V. La muerte súbita de Krum de camino a asediar nuevamente Constantinopla permitió a León V tornar su atención hacia las cuestiones religiosas, atribuir las derrotas de Nicéforo a su retorno a las imágenes y convocar un concilio en 815, el cual retomaría las tesis iconoclastas, pero de forma más moderada que bajo Constantino V. Fue asesinado en 820 durante un oficio litúrgico en la catedral de Santa Sofía por los partidarios de otro general, Miguel II.
Con Miguel II, comenzó la dinastía amoriana, que puso fin a esta sucesión de generales venidos de los themas de Asia. La revuelta de Tomás el Eslavo que se había declarado partidario de las imágenes mezcló nuevamente cuestiones políticas, sociales y religiosas.
Aunque él mismo era iconoclasta, Miguel buscó un terreno común con los iconódulos y probablemente lo hubiera logrado, de no haber sido por la oposición del papa Pascual I. En 827, los árabes comenzaron a invadir sistemáticamente Sicilia, reduciendo aún más la influencia bizantina en el Adriático.

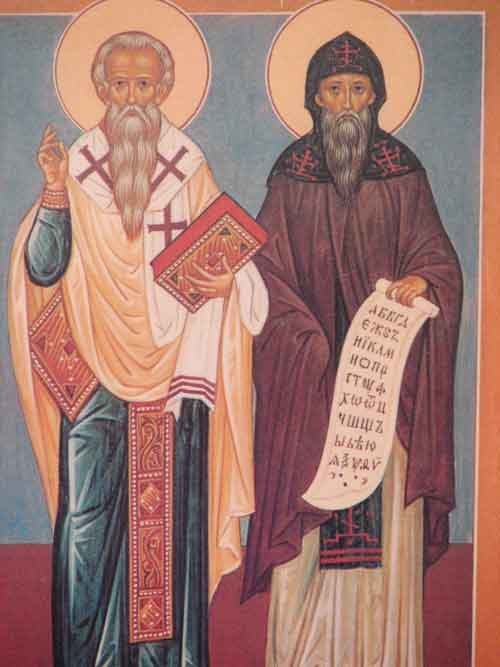
Icono de Cirilo y Metodio. Por medio de la evangelización de los pueblos eslavos, los dos hermanos incrementaron considerablemente la esfera de influencia cultural de Bizancio.

Bajo el gobierno de su sucesor, Teófilo (812/813-842), tuvo lugar la última persecución contra los iconódulos. Teófilo dejó que los árabes continuaran su conquista de Sicilia y del sur de Italia para concentrarse en Asia, donde creó los themas de Paflagonia y de Chaldia. De esta manera, consolidó la presencia del imperio en el Ponto y sobre el mar Negro, donde los territorios bizantinos fueron reagrupados en un thema, cuya capital era Quersoneso.
Teófilo falleció poco después de cumplir 29 años. Su hijo Miguel III (840-867) tenía tan solo dos años en ese momento, por lo que la regencia recayó en su madre Teodora y en su consejero, el logothetes tou dromou (jefe de la diplomacia y servicio postal) Teoctisto. El reinado de Miguel III marcó el fin del declive del imperio y el inicio de la consolidación que continuó bajo la dinastía macedónica. En 843, Teodora y Teoctisto restablecieron la ortodoxia tras una reunión de dignatarios civiles y religiosos, donde fueron reconocidas las conclusiones del segundo concilio de Nicea (787). La regencia duró catorce años, al término de los cuales, Miguel, en edad de reinar, forzó a su madre a retirarse a un convento.
Durante su reinado, Miguel III debió enfrentar el ataque ruso a Constantinopla en 860, que se saldó con su saqueo y el retiro de las tropas rusas poco después. Por el oeste, el príncipe de Moravia, bajo ataque de los francos, solicitó misioneros a Constantinopla en 862 para combatir la influencia de los misioneros francos. Miguel respondió amablemente enviando a los hermanos Constantino (más tarde conocido bajo el nombre de Cirilo) y Metodio. Moravia y, poco después, Bulgaria se convirtieron en un terreno de competencia tanto política como religiosa entre Oriente y Occidente. Centrada por años en el Asia, desde entonces, la política bizantina prestó más atención a lo que sucedía al norte de sus fronteras e inició relaciones fructíferas con la Rus'.
Para deshacerse de su madre, Miguel se apoyó en su tío Bardas, hermano de Teodora. Este logró imponerse y ser coronado como césar en 862. Buen administrador, contribuyó a la fundación de la universidad de la Magnaura, desde donde irradió la civilización bizantina bajo la dirección de León el Matemático. Excelente soldado, obtuvo la victoria de Petronas en 863, que marcó un punto de inflexión en la guerra con los árabes: hasta ese momento defensiva, la guerra se volvió ofensiva y los bizantinos presionaron su ventaja en Asia; sin embargo, un conflicto abierto estalló entre él y el favorito de Miguel III, Basilio el Macedonio. En el curso de una expedición a Creta, Basilio, con la complicidad del emperador, asesinó a Bardas y fue, en recompensa, coronado coemperador. Ya sin necesidad de Miguel, Basilio lo mandó asesinar a la salida de un banquete en septiembre de 867.

## Dinastía macedónica y resurgimiento (867-1057)

#### Los primeros emperadores y los primeros logros (867-912)

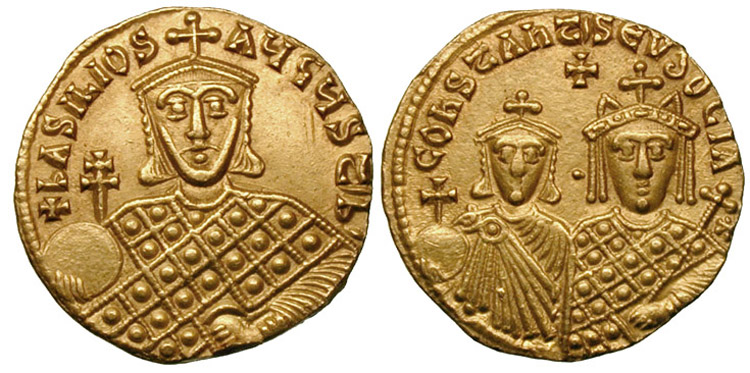
Al fundar la dinastía macedónica, Basilio I se encuentra en el origen de la era gloriosa del Imperio bizantino bajo su forma medieval.

Ex mozo de cuadra, Basilio I (835-886) se reveló un excelente administrador, reformador entusiasta y un general perspicaz. En el plano interno, debió hacer frente a las disensiones al interior de la Iglesia de Oriente tras la crisis iconoclasta, crisis que lo llevó a deponer al patriarca Focio. Reforzó el control del Estado sobre la vida económica y reformó el Derecho para la publicación de dos recopilaciones, el Procheiron y la Épanagoga. El primero era un código dirigido a un amplio público, siguiendo la obra de León III. Traducido al antiguo búlgaro, contribuyó a aumentar la influencia del pensamiento bizantino entre los búlgaros, los serbios y los rusos. La segunda definía los derechos y deberes del emperador, del patriarca y de los altos funcionarios del imperio, a la vez que presentaba la imagen de una ecúmene regida conjuntamente por el emperador y el patriarca, cada uno dentro de su ámbito, pero colaborando para el bienestar de la humanidad.
Durante su lucha contra los árabes, Basilio retomó el control de la costa dálmata y de buena parte de Italia meridional; la propia Roma, privada de sus aliados francos al final de la dinastía carolingia, debió apelar a él. En los Balcanes, el proselitismo religioso de la Iglesia ortodoxa, junto con un proselitismo diplomático, contribuyó más que el ejército a aumentar el prestigio de Bizancio, sobre todo porque, a diferencia de la Iglesia de Occidente, su actividad se realizaba siempre en el idioma del pueblo respectivo, dejándole cierta autonomía en la organización de su Iglesia. Al tener que escoger entre Roma y Constantinopla, el zar búlgaro Boris optó en favor de esta última. En 867, el patriarca Focio anunció que el Rus, tras haber atacado Constantinopla, aceptaba que se le enviara un obispo cristiano. Algunos años más tarde, el «bautismo de Rusia» significó su entrada en el imperio.
León VI (866-912) prosiguió la revisión jurídica emprendida por su padre. Los Basiliques son un conjunto de 60 libros, divididos en seis tomos. Recopilación de leyes canónicas, tanto civiles como criminales, fue sin duda la obra más importante del Imperio bizantino medieval. A esta se añadió una colección de 113 edictos del propio León, publicada bajo el título de Novelles, la cual tradujo a la vez la continuidad con el sistema romano, el absolutismo imperial y el auge de la nobleza civil bizantina que, a partir de Romano Lecapeno, amenazó este absolutismo. Además de tener que lidiar con los árabes en Oriente, León debió afrontar al nuevo kan búlgaro, Simeón, hijo de Boris, que ambicionaba convertirse en basileus. Para luchar contra él, León se alió con un nuevo pueblo surgido en torno a 880 sobre el Danubio y que pronto habría de causar muchos problemas: los magiares, dirigidos por Árpád.

#### Romano I y Constantino VII: el renacimiento macedonio (912-959)

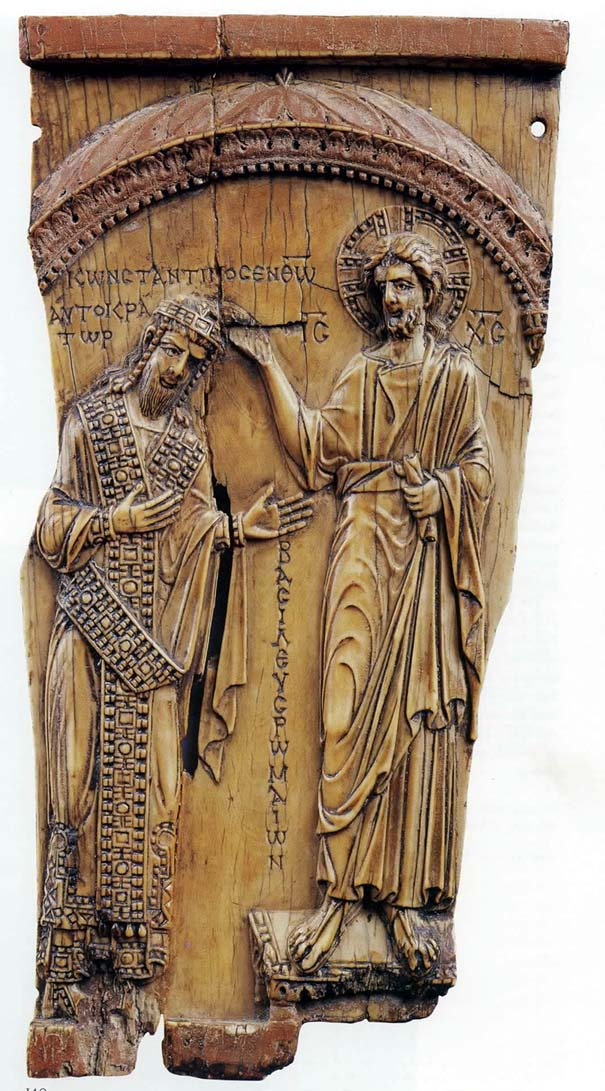
Cristo coronando a Constantino VII (945). Si bien Constantino VII gobernó poco, sus obras literarias fueron de gran importancia histórica para la comprensión del Imperio bizantino.

A la muerte de León VI, el tronó pasó a manos de su hermano y coemperador Alejandro (870-913), quien murió un año más tarde. La dinastía macedónica estaba representada por un niño de 7 años, Constantino VII Porfirogéneta (905-959), nacido del cuarto matrimonio de León VI con Zoe Karbonopsina, unión cuya validez no era reconocida por la Iglesia. La regencia recayó primero en el patriarca Nicolás I el Místico, luego en la madre de Constantino, quien debió enfrentar los ataques de Simeón I de Bulgaria y de los árabes de Asia y África. Ante el desastre inminente, apeló al comandante de la flota imperial Romano I Lecapeno (870-948). Hombre de gran ambición, logró alejar a la emperatriz madre y sus cortesanos para establecer su poder personal. Tras haber hecho desposar a su hija por Constantino VII, recibió el título de basileopator (que significa «padre del emperador», luego fue designado césar antes de convertirse en coemperador en 920. Finalmente, fue nombrado emperador, relegando a Constantino a la figura de coemperador.
Su primera tarea fue continuar la lucha contra Simeón I de Bulgaria, que no había abandonado la idea de convertirse en emperador de los romanos. No obstante, Romano logró neutralizar a Simeón, quien se volcó hacia Serbia y Croacia. Tras la muerte de Simeón en 927, su hijo Pedro se casó con la nieta de Romano, Irene Lecapena; se le reconoció el título de basileus de los búlgaros y la Iglesia búlgara recibió su propio patriarca. La paz con Bulgaria permitió a Romano concentrar sus esfuerzos en la lucha contra los árabes. Se sucedieron dos guerras con el objetivo de avanzar en Cilicia y en la Alta Mesopotamia con el apoyo de Armenia. El primer conflicto duró once años y fue dirigido por el general Juan Curcuas. Finalizó en 938 con una tregua que incluyó un intercambio de prisioneros. La segunda guerra comenzó el año siguiente y se prolongó hasta 944, cuando los bizantinos lograron retomar Edesa y retornar a Constantinopla el famoso Mandylion, lienzo que portaba la figura de Cristo impresa. El Imperio bizantino fue impulsado en su lucha contra los árabes por la división de estos en varios emiratos independientes. Juan Kurkuas debió igualmente defender Constantinopla de las fuerzas rusas del príncipe Ígor de Kiev quien, en 941 y en 944, quiso forzar al imperio a conceder condiciones favorables a los comerciantes rusos, entonces presentes en todo el Mediterráneo. Fue pactada una tregua que concedía una posición ventajosa a los mercaderes rusos con la promesa de no atacar Jersón ni las otras ciudades de Crimea.
Durante su reinado, Romano mantuvo una lucha constante contra la nobleza civil que compraba las tierras de campesinos pobres o de comunidades rurales (las parroquias) sobre las cuales recaía el pago de impuestos y la prestación del servicio militar. La disminución del número de pequeños propietarios tuvo como consecuencia una menor riqueza para el Estado, ya que la nobleza estaba exenta del pago de impuestos. Ya mayor, Romano fue víctima de la sed de poder de sus hijos, quienes, temiendo no poder suceder a su padre, lo hicieron arrestar el 16 de diciembre de 944 y lo exiliaron a la isla de Proti (actual Kınalıada), donde terminó sus días cuatro años más tarde. No obstante, sus planes fracasaron porque, en enero de 945, fueron también arrestados y enviados al exilio, dejando así solo a Constantino VII (905-959) en el trono. Mantenido alejado de las decisiones del imperio por 25 años, Constantino continuó su vida estudiosa de pensador e historiador. Su legado intelectual fue tan importante como la herencia militar y política de sus predecesores. No solamente reformó la Universidad imperial (elevando la condición de sus profesores en la sociedad), sino también compuso muchas obras, como De Ceremoniis, que describía metódicamente el ritual de la corte bizantina, o De Administrando Imperio, en el cual deja a su hijo sus reflexiones y las de sus predecesores sobre la forma de administrar un imperio. Fue durante este periodo que se desarrolló el viaje a Constantinopla de la princesa Olga de Kiev, viuda del príncipe Ígor y regente de su hijo Sviatoslav I. Su conversión al cristianismo y su recepción por Constantino VII crearon lazos que se consolidaron durante los reinados de Sviatoslav I y de Basilio II.

#### Las conquistas de Nicéforo II (959-976)

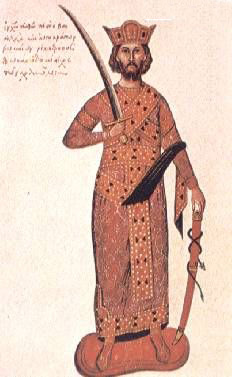
Cuestionado en el frente interno, Nicéforo II Focas obtuvo muchos éxitos en el exterior.

Con Romano II (939-963) comenzó un período de expansión que se prolongaría por varios años. Su principal mérito fue mantener a ciertos colaboradores de su padre, como el general Nicéforo II Focas (912-969). Nombrado comandante de los ejércitos en 954, ya había dirigido campañas gloriosas en Siria, Mesopotamia y Creta, antes de conquistar Alepo, la capital de Sayf al-Dawla, enemigo jurado del imperio. Cuando Romano falleció en 963, su viuda Teófano Anastaso aseguró la regencia en nombre de sus dos hijos, Basilio II y Constantino VIII. Luego, se casó con Nicéforo Focas, quien ya había sido proclamado emperador por sus tropas. Juan Tzimisces, segundo general en importancia del imperio, tomó su lugar como comandante en jefe de las tropas de Oriente.
Proveniente de la nobleza terrateniente, Nicéforo anuló ciertas disposiciones legales de Romano II que prohibían a los poderosos apropiarse las tierras de los pobres. Más bien dirigió sus ataques contra los monasterios que no solamente acumulaban tierras y riquezas, sino que privaban al ejército de preciosos reclutas.

Los themas bizantinos en Asia Menor en torno a 950, poco antes de las conquistas de Nicéforo II Focas y Juan I Tzimisces.

 Como militar, fue adorado por los soldados durante todo su reinado. Combatió en primer lugar a los árabes, de quienes tomó Chipre, Tarso y Mopsuestia en 965; cuatro años después, caía Antioquía, seguida por Alepo. Nicéforo se alió con el príncipe de Kiev, Sviatoslav, contra los búlgaros; sin embargo, se dio cuenta de su error cuando Sviatoslav, después de haber aumentado su territorio cerca de la desembocadura del Danubio y de haber capturado al zar búlgaro Boris II, se convirtió en amo de Bulgaria, volviéndose así en un peligro mortal para el imperio. Entonces, Nicéforo debió cambiar sus alianzas y ayudar a los búlgaros contra Sviatoslav. Completamente concentrado en sus conquistas en Asia y los problemas de los Balcanes, no había prestado atención a Occidente, donde Otón I, tras hacerse coronar en Roma y haber sometido a casi toda Italia, resucitó la idea de un imperio de Occidente igual que el imperio de Oriente. Con este propósito, Otón envió a su embajador Liutprando, obispo de Cremona, para proponer al basileus una alianza matrimonial entre el hijo de Otón y la hermana de los dos jóvenes coemperadores. Esta propuesta fue considerada a Constantinopla como una ofensa viniendo de un rey bárbaro que ni siquiera era emperador.

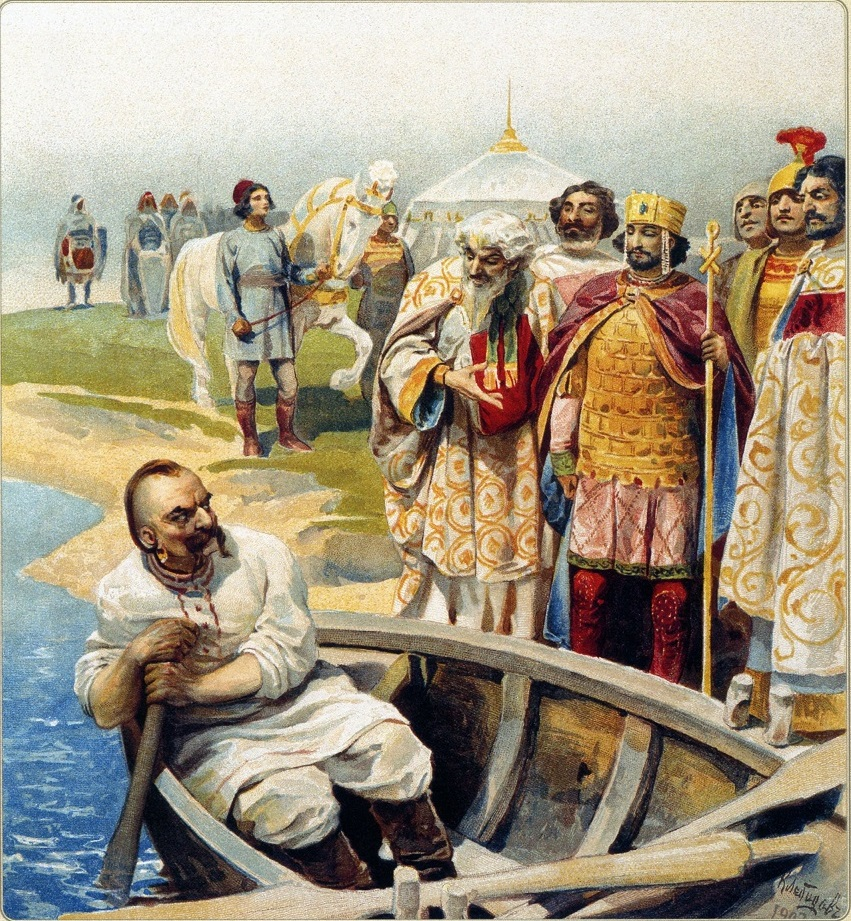
Reunión de Sviatoslav I con Juan I.

Mientras Nicéforo estaba en guerra, su esposa Teófano se había enamorado del joven y brillante general Juan Tzimisces (o Ioannis Tsimiskis, 925-976) y esperaba desposarlo. Juntos, conspiraron la eliminación de Nicéforo, quien fue asesinado en su cama el 10 de diciembre de 969. No obstante, Tzimisces no tenía ninguna intención de casarse con Teófano. Por el contrario, cediendo a las presiones del patriarca Poliectus, exilió a Teófano y se casó con Teodora, hija de Constantino VII y prima de los legítimos emperadores Basilio II y Constantino VIII. Tzimisces se volvió muy devoto por la forma poco ortodoxa en que había accedido al trono; debido a ello, revocó los decretos antimonásticos de su predecesor, fue el primer emperador en hacer figurar el busto de Cristo en sus monedas y se convirtió en el protector del monasterio de la Gran Laura del Monte Athos. Se considera que su decreto de 970 conforma el acta constitutiva de la federación atónita.
Saif-ad-Daouleh, el emir hamdanida que había sido el principal enemigo de Bizancio durante décadas, murió en 967. No obstante, si el califato de Bagdad no representaba mayor peligro, se anunciaba un nuevo enemigo: los fatimíes habían reconquistado Egipto en 969 y 970 y querían extender su poder en Asia Menor. Tzimiskes debió retomar la guerra en Oriente. Por el norte, firmó una alianza con el rey Ashot III Olormadz de Armenia; al sur, el emir hamdanida de Mosul aceptó ser su vasallo. En 975, tras proponerse Palestina como objetivo, Tzimiskes capturó las principales ciudades de la epopeya de Cristo, luego las ciudades de la costa como Sidón y Beirut. En los Balcanes, Sviatoslav que había conquistado Bulgaria amenazaba en 969 marchar sobre Constantinopla. Luego de la primera victoria del general Bardas Skleros que lo forzó a refugiarse en Philippopolis (970), Tzimiskes emprendió una vasta ofensiva que terminó en 971 con la derrota completa de los rusos. Sviatoslav debió volver a cruzar el Danubio y el Dniéster mientras que Bizancio ocupaba Bulgaria occidental: el Danubio se convirtió así en la frontera del imperio. El año siguiente, Tzimiskes firmó una alianza con Otón II, en virtud de la cual este abandonó las posesiones bizantinas, pero obtuvo a cambio la mano de Teófano, hija de Romano II y hermana de los dos jóvenes emperadores.

#### Basilio II y el apogeo del Imperio (976-1025)

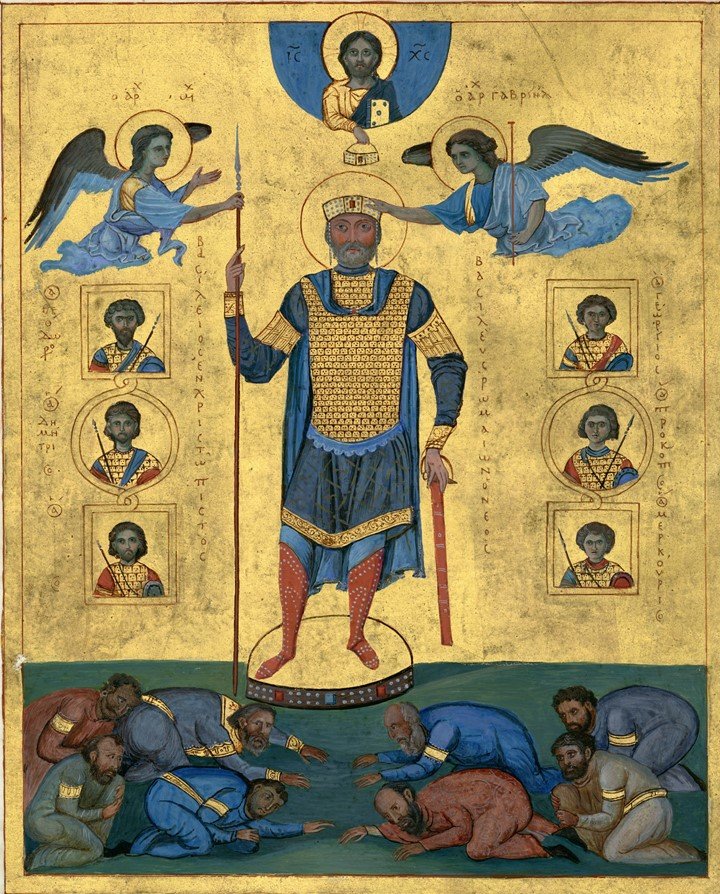
Un manuscrito bizantino que representa a Basilio II.

Tzimiskes contrajo una enfermedad mortal en la campaña de Palestina y murió en 976, aunque la tesis de un envenenamiento también puede explicar este rápido deceso. Basilio II (958-1025) y Constantino VIII (960-1028) devinieron emperadores de facto, que ya lo eran de iure; pero Basilio II se impuso rápidamente como el único emperador efectivo. Para lograrlo, debió poner fin a la revuelta de Bardas Esclero, prefecto de Oriente, y de Bardas Focas. Este último comandaba el ejército que debía capturar a Bardas Esclero, pero terminó por unírsele. Basilio puso fin a la revuelta gracias a una alianza con el príncipe Vladimiro de Kiev, según la cual el príncipe desposaría a la hermana del basileus a cambio de la conversión de su pueblo al cristianismo. Era la primera vez que una princesa porfirogéneta era dada en matrimonio a un «bárbaro». Este acuerdo permitió al Imperio bizantino incrementar su influencia cultural. Tras esta rebelión de sus consejeros, Basilio decidió someter a los grandes terratenientes e impedir que los monasterios acrecentaran sus tierras.

El Imperio bizantino en 1025.

Basilio es conocido por las campañas que emprendió para destruir al Imperio búlgaro y que le valieron el título de Bulgarochtone (o Bulgaroktonos: «el asesino de búlgaros»). La primera campaña terminó con el desastre de la Puerta de Trajano. Después de una campaña contra los fatimíes en Siria y una en el Cáucaso para resolver la situación de Armenia e Iberia, retomó la lucha contra el zar Samuel de Bulgaria en 1001. El punto de inflexión de la guerra tuvo lugar en 1014, cuando el ejército de Samuel fue rodeado en la región del río Estrimón. Basilio capturó a 14 000 prisioneros a quienes hizo cegar, dejando solamente un ojo a un hombre cada cien para guiar a los otros en su retirada. En vista de lo que quedaba de su ejército, el zar que había perdido prácticamente todo su imperio tuvo un ataque cerebrovascular y falleció el 6 de octubre de 1014. No obstante, estudios recientes matizan esta historia, probablemente, novelada por las fuentes bizantinas de la época. En 1018, Basilio acabó la conquista de Bulgaria. Tal victoria permitió que el Imperio bizantino se librase de un enemigo que había amenazado su supervivencia en varias ocasiones.
Ocupado por la cuestión búlgara y la del califato fatimí, Basilio prefirió arreglar los problemas de la Italia bizantina y del Adriático por medio de la diplomacia. Para este fin, se alió con la joven potencia marítima de Venecia, de la cual todavía era en teoría el soberano, le concedió diversos privilegios comerciales que los venecianos debieron defender por la fuerza, en particular, en Dalmacia (en 1001). A cambio, Venecia puso una flota al servicio de Bizancio para defender Bari, la capital del thema bizantino de Italia, de los sarracenos. Justamente, cuando preparaba una ofensiva contra estos en Sicilia, Basilio falleció en diciembre de 1025 tras un gobierno de 50 años, el más largo de cualquier emperador romano. Dejó a sus sucesores un imperio cuya superficie nunca había sido tan grande desde la época de Heraclio, así como un tesoro imperial repleto con las ganancias de las conquistas; sin embargo, la amplitud de las conquistas de Basilio ha sido criticada porque provocó que las fronteras fueran más difíciles de defender.

#### Crisis de sucesión e intrigas internas (1025-1057)
A la muerte de Basilio II, el trono recayó en su hermano Constantino VIII. Sin embargo, este ya era un anciano de 65 años, por lo que solo gobernó tres años antes de fallecer por causas naturales. De cualquier forma, durante los 32 años que precedieron al advenimiento de la dinastía de los Comneno, el poder fue asumido por príncipes consortes o príncipes adoptados y el gobierno por intelectuales (Juan Xifilino, Miguel Psellos) o personajes provenientes de medios modestos (como Nikephoritzes). El historiador Paul Lemerle calificó este período como el «gobierno de los filósofos»
Constantino VIII tuvo tres hijas, la mayor de las cuales se hizo religiosa, la segunda, Teodora Porfirogeneta se retiró tras la muerte de su padre, dejando a Zoe a cargo de asegurar la perpetuidad del imperio. Sobre su lecho de muerte, Constantino la forzó a casarse con el patricio Romano Argyros y luego fue encerrada en un convento. Romano III (968-1034) se apresuró a abolir el allelengyon de Basilio II, diseñado para impedir los abusos de los poderosos, con lo cual les otorgó el poder para acaparar tierras. Al mismo tiempo, comprometió la existencia de bienes militares que, desde la creación de los themas, era la fuente principal del reclutamiento del ejército. No obstante, el Imperio bizantino se las arregló para capturar algunos territorios (Edessa, la costa oriental de Sicilia), pero estos éxitos se debieron más bien a las divisiones de sus adversarios árabes que al talento personal de los emperadores, como el fracaso de la campaña de Romano III contra el emirato de Alepo en 1030.

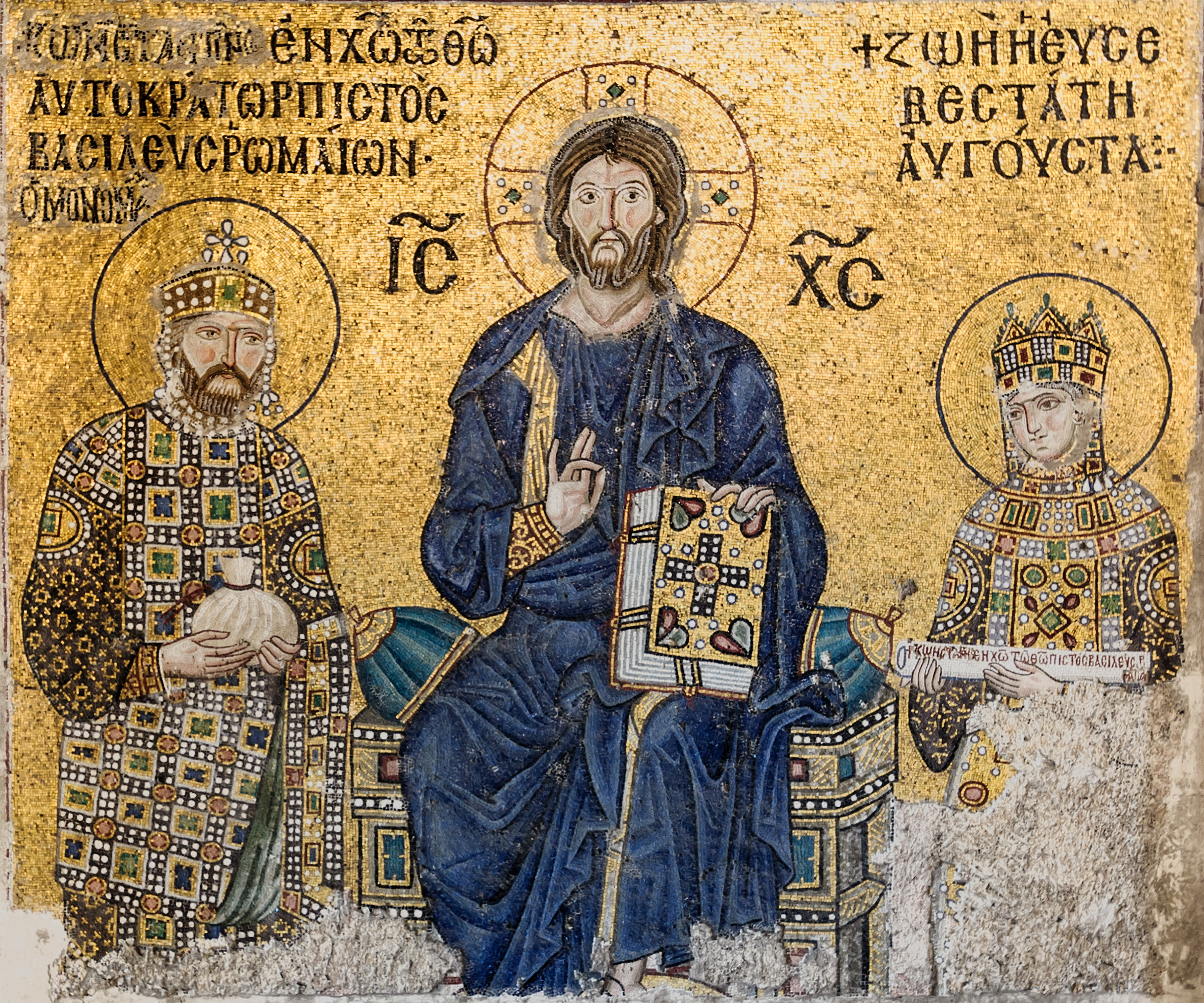
El Cristo entre Constantino IX y Zoe. Mosaico de Santa Sofía. Puesto que sus prácticas dispendiosas arruinaron el tesoro imperial, el emperador Constantino IX representó el inicio del declive en el que hundió al Imperio bizantino en torno al año 1050.

Este matrimonio forzado entre Zoe y Romano no duró mucho y la emperatriz Zoe pronto se enamoró del hermano de Juan el Eunuco, quien se había convertido en el favorito de Romano. Miguel el Paflagonio respondió a los avances de Zoe, quien hizo asfixiar a Romano en su baño antes de casarse con Miguel horas después. Una vez conseguido su objetivo, Miguel IV (?-1041) relegó a la emperatriz al gineceo y dirigió los asuntos de Estado junto con su hermano. Al no tener hijos, en 1035, hizo que la emperatriz Zoe adoptara a su sobrino Miguel Calafates, quien subió al trono con el nombre de Miguel V (?-1042) Después de haber fingido tener el mayor respeto por Zoe, Miguel intento desembarazarse de ella definitivamente, pero se encontró con la ira de la población, para quien la emperatriz representaba la legitimidad de la dinastía macedónica. El 20 de abril de 1042, la revolución estalló y la multitud hizo retornar a Zoe y a Teodora quien, a pesar de detestarse, reinaron algunos meses juntas.
Dos meses más tarde, Zoe se casó por tercera vez con el aristócrata Constantino Monómaco (o Konstantinos Monomakhos), a quien hizo coronar al día siguiente. El reinado de Constantino IX (1000-1055) marcó el fin de la política expansionista del imperio. A la desintegración del orden político se correspondió la del ejército. Los soldados de los themas se transformaron en contribuyentes, no solo se redujo el número de efectivos, sino que los emperadores debieron recurrir a los mercenarios. Incluso la célebre guardia varega ya no estaba formada por rusos, sino por aventureros venidos de Inglaterra. Al mismo tiempo, nuevos enemigos sucedieron a los antiguos: los turcos selyúcidas, en particular, tomaron el lugar de los árabes en Oriente. Las conquistas bizantinas al este habían llevado a la desaparición de los Estados tapones que separaban al Imperio bizantino de los árabes. Si los emperadores crearon allí themas, estos fueron mal administrados y los territorios fueron devastados por décadas de guerras. Tal coyuntura favoreció el éxito de las primeras incursiones turcas. A su vez, los normandos aparecieron en Occidente; mientras que, al norte, los pechenegos y los cumanos remplazaron a los búlgaros y a los rusos; estos últimos lanzaron un último ataque contra Constantinopla en 1043. No obstante, si Constantino IX estuvo siempre a la defensiva, supo dar prueba de dinamismo y energía en la lucha contra los adversarios exteriores. Así, el reinado de este emperador controvertido no fue tan desastroso como fue descrito por sus contemporáneos.
En 1054, se produjo la separación entre las Iglesias cristianas de Oriente y de Occidente. Fuera de una simple separación religiosa, el acontecimiento se tradujo en el alejamiento político, económico y cultural de las dos partes del imperio en el curso de los últimos años. A la muerte de Constantino IX en enero de 1055, la última sobreviviente de la dinastía macedónica, Teodora Porfirogeneta (980-1056), subió al trono. Su reinado confirmó una vez más la autoridad de la nobleza civil y Teodora se conformó con cumplir los deseos de esta al nombrar como su sucesor a Miguel VI Stratiocius (?-1057). Después de algunos meses, la nobleza civil, repleta de honores, debió hacer frente a la nobleza militar. Al ver negadas sus reivindicaciones, el 10 de junio de 1057, los generales proclamaron a uno de ellos como emperador, Isaac I Comneno. Y, cuando tres meses más tarde, la Iglesia se puso de su lado, Miguel VI no tuvo más remedio que abdicar y retirarse a un monasterio.

#### Las luchas de poder (1057-1081)

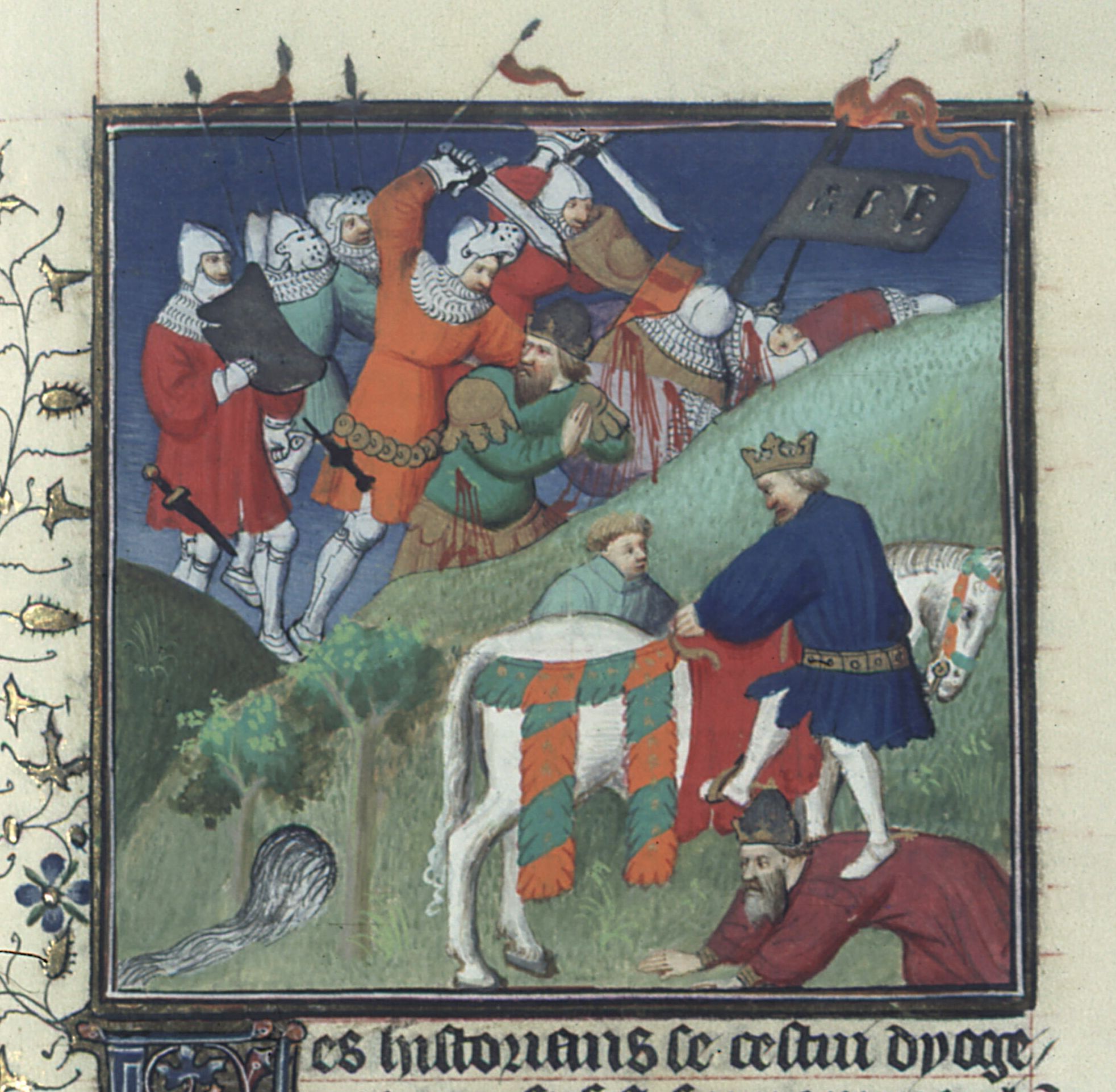
La derrota de Manzikert hundió al Imperio bizantino en una guerra civil, lo que facilitó la conquista de Anatolia por los selyúcidas.

Isaac Comneno (1007-1060 o 1061) no conservó el poder más que dos años y tres meses antes de ser forzado a abdicar. Su ascenso había significado la victoria de la nobleza militar sobre la nobleza civil. El dispendio de Constantino Monómaco había arruinado el tesoro público, por lo que Isaac comenzó por recaudar impuestos a gran escala al pueblo, el Senado, los monasterios e incluso el ejército. Se mostró especialmente intransigente con la Iglesia, al deponer al patriarca Miguel I Cerulario. Este, que se había aliado con los militares en la época de Miguel VI, se adscribió esta vez a la nobleza civil. Enfermo y desanimado, Isaac abdicó y cedió el trono a otro general, Constantino X Ducas (1006-1067).
Aunque militar de carrera, Constantino pertenecía a la aristocracia civil. Se apresuró a suprimir los impuestos decretados por Isaac Commeno e hizo regresar a los burócratas y letrados apartados del poder, abriéndoles las puertas del Senado. Incluso algunos soldados abandonaron el ejército para ingresar a la administración civil. A su muerte, la emperatriz Eudoxia Macrembolitissa se convirtió en regente en nombre de sus tres hijos y desposó a un representante de la nobleza militar Romano Diógenes, strategos de Sardica, quien se convirtió en emperador bajo el nombre de Romano IV (?-1071). Fue un retorno al régimen de los príncipes-consortes, los herederos del trono quedaron solo como coemperadores. El matrimonio duró únicamente dos meses, después de los cuales Romano se instaló más allá del Bósforo, en constante temor de complots de la familia Ducas para proteger los derechos de los herederos legítimos. Decidió entonces emprender una campaña contra los selyúcidas que habían multiplicado sus incursiones en Asia Menor; sin embargo, fue derrotado y capturado en la batalla de Manzikert en 1071. A pesar de ello, fue liberado y firmó un tratado de paz indulgente con los turcos; no obstante, a su retorno, fue depuesto por los Ducas antes de ser cegado y obligado a retirarse a un monasterio.

El Imperio bizantino en 1076, bajo Miguel VII Ducas.

Hijo mayor de Constantino X, gran intelectual, pero sin envergadura, Miguel VII Ducas abandonó la dirección del imperio al césar Juan y luego al eunuco Niceforitzes, cuya codicia hizo subir el precio del trigo y provocó una hambruna.
Los ejércitos de Europa y de Asia se rebelaron y proclamaron emperadores a sus respectivos comandantes, Nicéforo Brienio y Nicéforo Botoniato. Con la ayuda de los turcos, fue el comandante del ejército de Asia quien forzó a Miguel VII a abdicar. Perteneciente a la familia de los Focas, Nicéforo III (1001/1012-1081) tenía detrás de él una brillante carrera militar. No obstante, pudo reorganizar el ejército, entonces, compuesto de soldados de todas las nacionalidades. A ello siguió una serie de revueltas militares y guerras civiles hasta que Alejo I Comneno capturó Constantinopla y forzó a Nicéforo a retirarse a un monasterio.
No fueron tanto las guerras civiles como la pérdida de casi todos los territorios conquistados bajo la dinastía macedónica lo que marcó este período. Hacia el oeste, los normandos avanzaron poco a poco por Italia y el papa Nicolás II se unió a ellos para asegurar su defensa. La toma de Bari por Robert Guiscard en 1071 puso definitivamente fin a la presencia bizantina en Italia. Al noroeste, los húngaros cruzaron el Danubio para capturar Belgrado, mientras que los oğuz invadieron una parte de los Balcanes. Constantino instaló a los pechenegos en Macedonia y Croacia se declaró independiente y juró lealtad a Roma. Al este, los selyúcidas retomaron Armenia y Mesopotamia antes de aprovechar los problemas internos del Imperio bizantino para ocupar toda Asia Menor, después de haber apoyado a un pretendiente al trono bizantino, como Nicéforo III. Además de las pérdidas territoriales, la nomisma se devaluó en gran medida. Si este movimiento comenzó en el reinado de Constantino VII, se aceleró bajo Constantino IX y Romano IX, al punto que, a partir de 1071, una verdadera crisis financiera golpeó al imperio. Finalmente, otro acontecimiento externo tuvo repercusiones considerables para el imperio: en 1074, el papa Gregorio VII formó el proyecto de una gran movilización de cristianos de Europa contra los musulmanes. La era de las Cruzadas estaba por comenzar.

## La restauración Comneno (1081-1185)

El Imperio bizantino en 1081.

#### Alejo I Comneno: el retorno de la potencia bizantina
Durante cerca de un siglo, los Comneno intentaron restablecer el resplandor pasado del imperio. A su llegada al poder, Alejo I Comneno (1057-1118) encontró un imperio exangüe. La nobleza civil se había multiplicado y perdido toda su autoridad, mientras que la moneda se había devaluado y la economía estaba arruinada. El sistema de los themas, que había garantizado la protección del imperio gracias a los soldados campesinos, no funcionaba ya porque el ejército entonces estaba compuesto principalmente por mercenarios occidentales (francos, normandos de Italia, anglosajones), a quienes no se les podía pagar dándoles tierras. Incluso la Iglesia era presa de todo tipo de dificultades: desde desórdenes en los monasterios del Monte Athos al movimiento herético de los bogomilos que se habían extendido desde Bulgaria hasta Constantinopla.
Alejo se dedicó en primer lugar a restringir el poder de los senadores y de los eunucos del Palacio, apoyándose sobre los miembros de su propia familia y sobre algunas otras familias de la nobleza militar. Para este fin, creó una nueva jerarquía con títulos tan pomposos como vacíos de contenido y se rodeó de consejeros provenientes de medios modestos, incluso, extranjeros. Fue sobre todo en la política extranjera donde se demostró su genio diplomático. Como el tesoro estaba exhausto y el ejército corto de efectivos, intentó encauzar los peligros externos por medio de un hábil juego de alianzas. En contra de Roberto Guiscardo y de los normandos, se alió con Venecia, que quería mantener su libertad de movimiento en el Adriático e impedir que cualquier potencia controlara ambas orillas; sin embargo, pagó muy caro su ayuda, ya que Venecia obtuvo poderes extraordinarios para sus comerciantes que incluyeron exenciones de impuestos que les dieron ventaja sobre los mercaderes bizantinos.

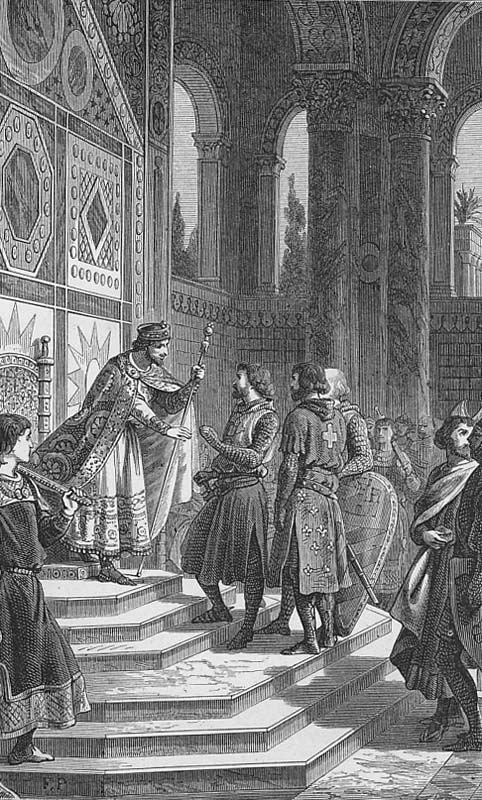
Alejo I recibe a los cruzados. Si efectivamente pidió que Occidente le enviara tropas, esperaba ver llegar mercenarios y no ejércitos enteros, cuyo objetivo era conseguir fundar principados independientes.

La muerte de Roberto Guiscardo en 1085 permitió a Alejo tornarse hacia los pechenegos instalados en Mesia, entre el Danubio y los Balcanes. Primero invadieron Tracia en 1086 con sus aliados, los cumanos. Pero, pronto, los pechenegos y los cumanos se enfrentaron después de la batalla de Silistra. Asimismo, cuando los turcos se aliaron con los pechenegos y llegaron a sitiar Constantinopla, Alejo tuvo la idea de aliarse con los cumanos. Esta estrategia debía liberar al imperio de los pechenegos, los cuales fueron prácticamente aniquilados en la batalla de Levounion, el 29 de abril de 1091. Todavía debía enfrentarse a los turcos dirigidos por el emir de Esmirna, Tzacas (o Çaka). El fracaso del Monte Lebounion no había desanimado a Tzacas quien preparaba una nueva campaña para atacar Abidos y, de allí, a Constantinopla. Contra él, Alejo selló una alianza con el hijo de Solimán, Kilij Arslan, que el nuevo sultán de Persia había establecido como vasallo en Nicea. Tzacas no tenía la capacidad para luchar contra las fuerzas de los dos aliados y apeló al sultán, quien lo mandó degollar. En 1095, Constantinopla fue liberada de los peligros que representaban sus vecinos inmediatos.

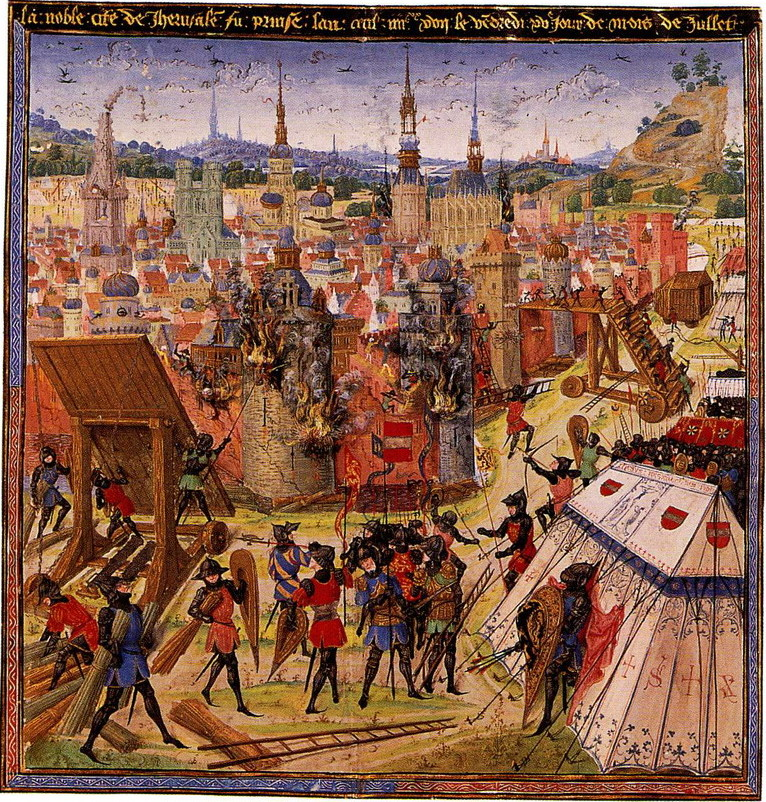
La captura de Jerusalén por los cruzados.

Alejo probó la misma clarividencia ante el nuevo peligro que representaban las cruzadas. Para luchar contra sus vecinos turbulentos, había solicitado al papa que animara a los caballeros de Occidente para que fueran a prestarle ayuda. En su mente, se trataba de luchar contra los turcos y los pechenegos, no de liberar a la tumba de Cristo. Además, el carácter que tomó la primera cruzada (1095-1099) lo sorprendió, al igual que el entusiasmo que generó en Europa sorprendió al papa. Si Alejo pudo deshacerse fácilmente de las bandas indisciplinadas de Pedro de Amiens el Ermitaño, aislándolas al otro lado del Bósforo para evitar el saqueo de Constantinopla, pensó que podía utilizar los caballeros cruzados como lo había hecho con otros mercenarios para reconquistar la costa de Asia menor. Para conseguir estos objetivos, creyó conveniente adoptar una costumbre que imperaba en la Europa feudal: la del juramento de fidelidad que hacían los vasallos, para obligarlos a devolver al imperio las tierras que pudieran conquistar y a comportarse con respecto a su nuevo soberano «en sumisión total y solo con intenciones puras». Si bien algunos, como Hugo de Francia, el primer llegado, se prestaron sin dificultad a esta formalidad, otros se negaron, como Tancredo de Galilea, quien llegó a Asia sin pasar por Constantinopla, o Raimundo de Saint-Gilles, conde de Tolosa, para quien las cruzadas eran una cuestión de conquista espiritual y no temporal. Así, y a pesar de su prudencia, Alejo se reveló incapaz de impedir la creación de reinos latinos en Siria y en Palestina; sin embargo, se aprovechó del avance de los cruzados para reconquistar las costa de Asia menor, así como la ciudad de Nicea, aunque Antioquía escapó a su control, pues se convirtió en sede de un principado latino que intentaba preservar su independencia frente a las reivindicaciones bizantinas.

#### Juan II Comneno: la continuación de la obra reconstructora

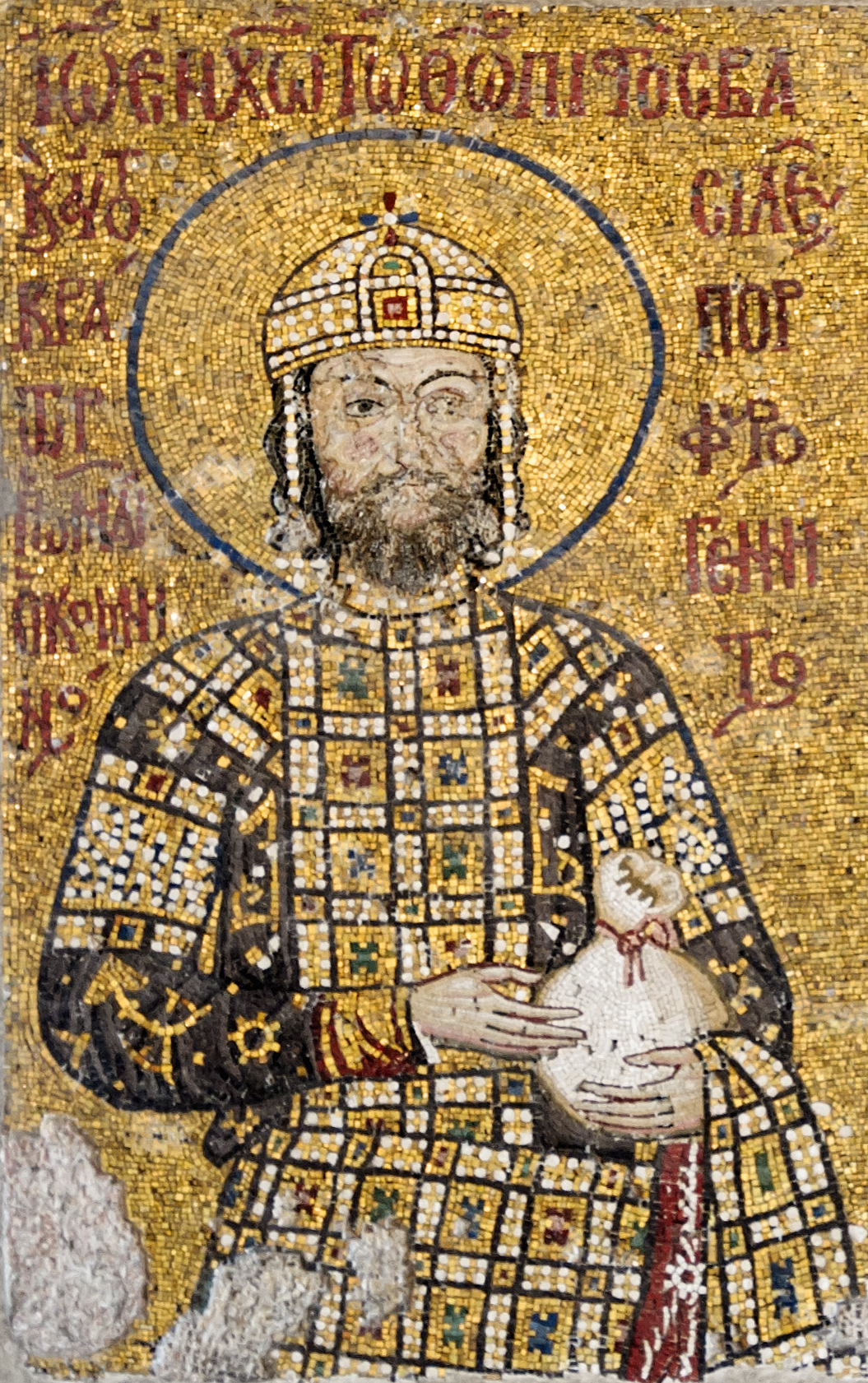
Juan II Comneno representado sobre un panel de mosaico en Santa Sofía.

A su muerte en 1118, Alejo había puesto fin a las tensiones entre la nobleza civil y la militar, había reconstituido un ejército y una armada poderosos, había eliminado los peligros de invasión procedentes de sus vecinos, a la vez que había recuperado varias provincias perdidas por sus predecesores inmediatos. Su hijo, Juan II Comneno (1087-1143), a veces, calificado como «el más grande de los Comnenos» se convirtió en emperador, a pesar del complot de Ana, su hermana mayor, para mandarlo asesinar y apoderarse del trono con su esposo, el césar Nicéforo Brienio. Asimismo, Juan debió enfrentar a su hermano Isaac, quien intentó destronarlo en 1130. Se conoce muy poco sobre su política interna, salvo que continuó la reorganización del ejército mediante el incremento del reclutamiento indígena y que se distinguió por sus fundaciones religiosas, como el monasterio del Pantocrátor; se recuerda sobre todo que su reino fue una «campaña perpetua».
En los Balcanes, Juan terminó la obra emprendida por su padre y puso fin al avance de los pechenegos quienes, tras su derrota de 1091, se habían reagrupado, habían atravesado el Danubio en 1122 y saquearon Tracia y Macedonia. Aprovechó la oportunidad para controlar las tierras serbias plagadas de agitación continua y para intervenir en las querellas de sucesión en Hungría que se convirtió en una potencia balcánica y adriática de importancia. No fue hasta 1130 cuando pudo regresar al Oriente, donde intentó alejar a los turcos de la Anatolia, restablecer la autoridad de Bizancio sobre Armenia y Cilicia e imponer su autoridad a los príncipes francos instalados en Oriente. Después de haber vencido al emirato de los Danisméndidas de Melitene en 1135, se lanzó en la conquista de Cilicia (acabada en 1137), lo que permitió capturar Antioquía, cuyo príncipe, Raimundo de Poitiers, debió jurar fidelidad al emperador e izar su bandera sobre los muros de la ciudad.
Las relaciones con los Estados francos se deterioraron y la cuestión de Antioquía y Siria puso en evidencia la interrelación de los intereses de Bizancio en Oriente y en Occidente. Juan Comneno temía una intervención de Rogelio II de Sicilia, quien venía de conquistar Apulia y Campania, en Antioquía. Entonces, se unió a la coalición formada por Lotario II, el papa Inocencio II, los vasallos rebeldes de Apulia y Venecia contra el rey de Sicilia y el antipapa Anacleto. Las tentativas de Juan II para liberarse de los lazos contraídos con Venecia y que paralizaban el comercio bizantino fueron inútiles. Así, después de que la flota veneciana atacó las islas bizantinas en el mar Egeo, Constantinopla fue obligada a firmar un nuevo tratado en 1026 que confirmaba todos los privilegios de Venecia. Preparaba una nueva expedición contra Antioquía, preludio de una expedición más grande contra Palestina, cuando murió en 1143 como resultado de un accidente de caza.

#### Manuel I: entre la búsqueda del éxito y los primeros reveses
Juan Comneno había designado como sucesor a su cuarto hijo, Manuel I Comneno (1118-1180). El reinado de este marcó a la vez el apogeo de la influencia de Bizancio tanto en Oriente como Occidente y el inicio del declive que condujo a su primera caída en 1204. Se caracterizó por la política exterior muy ambiciosa de Manuel y, a veces, fuera de sintonía con respecto a los verdaderos recursos del Imperio bizantino. Muchos cambios se produjeron en la sociedad bizantina desde el advenimiento de los Comnenos. Uno de los más importantes fue el rol que desempeñaba entonces la familia imperial en la administración del Estado. Anteriormente, rara vez el emperador compartía el poder con otros miembros de su familia, con excepción de su presunto sucesor. Con los Comnenos, los miembros de la familia imperial se encontraban en la cima de la jerarquía y ejercían los cargos civiles y militares más altos. De ahí la importancia de las alianzas matrimoniales que permitieron añadir progresivamente a las grandes familias tradicionales, como los Kontostéphanos y los Paleólogos, familias de extracción más baja como los Ángeles, los Cantacuzenos y los Vatatzés, que desempeñaron un papel importante en los siglos siguientes.

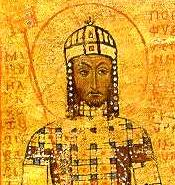
Absorto por proyectos ambiciosos y lejanos, Manuel I Comneno olvidó a veces las amenazas más urgentes.

Por otra parte, los contactos cada vez más numerosos con Occidente comenzaron a transformar las estructuras y las mentalidades. Los extranjeros ya no eran solamente mercenarios en el ejército. Manuel, que estaba verdaderamente fascinado por el mundo de los caballeros y sus costumbres, nombró a varios de ellos en su gobierno, lo que, aunado a los privilegios de los comerciantes de Venecia, Génova y Pisa, provocó un descontento creciente en la población. Pero, al igual que el reinado de Juan II, el de Manuel I, estuvo más ocupado en asuntos de política exterior. La cuestión normanda siguió estando en el centro de las preocupaciones; sin embargo, a diferencia de lo sucedido bajo Juan II, esta vez la cuestión italiana tomó la delantera. La colaboración con el Sacro Imperio de Conrado III continuó hasta la Segunda Cruzada (1147-1149), en la cual este último participó junto con el rey de Francia Luis VII, amigo de Rogelio II de Sicilia. El fracaso de esta cruzada favoreció no solo a los turcos, sino también a los normandos. Una nueva cruzada estaba surgiendo, dirigida esta vez contra el Imperio bizantino. Habría reagrupado de un lado a los normandos, los güelfos, Francia, Hungría y Serbia; del otro, a Bizancio, el Sacro Imperio Romano Germánico y Venecia. La muerte de Conrado III y la llegada al poder de Federico Barbarroja pusieron fin a la alianza entre el Sacro Imperio y Bizancio, puesto que Federico Barbarroja rechazó las pretensiones bizantinas sobre Italia, dado que aspiraba a ser el único heredero del imperio romano universal. La muerte de Rogelio II de Sicilia en 1154 y el advenimiento de su hijo Guillermo I permitió creer en un apaciguamiento e incluso en un cambio de las alianzas; sin embargo, no sucedió y los esfuerzos de Manuel por emplear su ventaja sobre Italia no tuvieron éxito y fue forzado a negociar un acuerdo con Guillermo I.
En los Balcanes, Manuel logró restablecer la autoridad imperial y conservar Dalmacia y una parte de Croacia. En 1161, había conseguido someter a los serbios: depuso al gran ispán Pervoslav Uroš y lo reemplazó por quien se convertiría, tras varios episodios, en el libertador de Serbia Esteban Nemanja. En Hungría, intervino de 1161 a 1173 en los asuntos de sucesión, al apoyar a un candidato sobre el otro hasta que instaló a Bela III en el trono. En ese momento, Manuel estaba en la cúspide de su poder. El declive comenzó cuando decidió llevar a cabo la unidad de la Iglesia y la del Imperio, incitando al papa a coronarlo emperador de Occidente. Si todavía era posible bajo Justiniano, no lo era más en una Europa donde un sistema complejo de Estados no permitió la creación de un imperio universal. La coalición que se formó inmediatamente contra él y el tratado de paz que debió firmar con los normandos terminó con este ilusión y llevaron a la salida definitiva de las tropas bizantinas de Italia en 1158.
Manuel tuvo cierto éxito en sus relaciones con los Estados latinos de Oriente. Amenazados por los turcos, fueron reducidos uno después de otro a reconocer al emperador como su protector. Las cosas salieron mal cuando, por sugerencia del rey de Jerusalén Amalarico I, planeó el proyecto de una expedición contra Egipto, una suerte de cruzada que habría sido dirigida por Bizancio y tendría como aliados a los reinos latinos. No obstante, Amalarico no esperó al emperador para atacar y fue derrotado por Nur al-Din y su soberano Saladino, quien se convirtió en el enemigo más implacable de los Estados cristianos. Una segunda tentativa no tuvo mayor éxito y el llamado lanzado por Amalarico en Occidente a favor de una nueva cruzada quedó en letra muerta. Un último intento por parte de Manuel, esta vez con el sucesor de Amalarico, no obtuvo mayores resultados y la alianza entre Bizancio y los Estados latinos fue abandonada. A su muerte en 1180, Manuel dejó un imperio reforzado, aunque sin éxito en eliminar las amenazas interiores y exteriores que debilitaban al imperio. Así, su derrota en Miriocéfalo contra los selyúcidas permitió a estos últimos mantenerse como una potencia amenazante sobre un territorio que, un siglo antes, todavía era bizantino.

#### Los últimos Comnenos: inicios del declive

El Imperio bizantino en 1180.

Su heredero, Alejo II Comneno (1169-1183), era un muchacho de trece años. La regencia recayó en su madre María de Antioquía, quien dirigió el Estado con el protosebasto Alejo Comneno. La elección de este último generó un gran resentimiento en la familia Comneno, mientras que la parcialidad de la reina madre, ella misma una latina, en favor de los comerciantes italianos, provocó el levantamiento del pueblo contra el régimen. El poder de los emperadores Comneno dependía de su capacidad para hacerse obeceder, capacidad que faltaba a los regentes de Alejo. Se intentaron varios golpes de estado infructuosos hasta que apareció Andrónico Comneno, un aventurero que había sido el único en oponerse públicamente al emperador Manuel. Enemigo de la aristocracia feudal y de lo que fuera latino en general, no tuvo dificultad alguna en volver a Constantinopla, donde la población dio rienda suelta a su ira contra los latinos en el curso de disturbios en los cuales aquellos que no llegaron a huir a tiempo fueron masacrados.

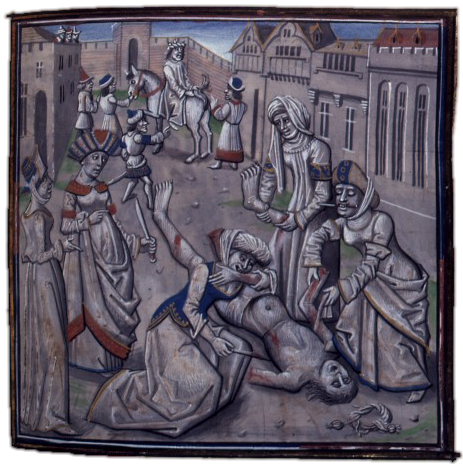
La humillación de Andrónico simbolizó la impopularidad de este en un momento en que el Imperio bizantino enfrentaba amenazas cada vez más urgentes y peligrosas. La masacre de los latinos de Constantinopla al inicio de su reinado contribuyó de esta manera a incrementar la brecha entre el imperio y la cristiandad occidental.

Después de haber fingido proteger al joven emperador, Andrónico Comneno (1118-1185) se hizo coronar emperador y, dos meses más tarde, mandó estrangular a Alejo, cuyo cuerpo fue lanzado al mar. Dado que se presentó resuelto a extirpar el vicio por todos los medios posibles, Andrónico atacó la venalidad de los cargos en Contantinopla y las extorsiones practicadas por los agentes del fisco en las provincias. La corrupción fue combatida sin piedad; los funcionario debían escoger: o bien dejaban de ser injustos o bien dejaban de vivir. Andrónico buscaba reducir el peso de la aristocracia. De hecho, esta debilitaba la autoridad imperial mediante la adquisición de tierras de los campesinos soldados que formaban la base del ejército bizantino. Como resultado, el Imperio bizantino debía emplear constantemente a mercenarios, cuya fiabilidad era débil. No obstante, rápidamente, este régimen virtuoso se transformó en uno de terror. Las revueltas se multiplicaron y crecía la posibilidad de una guerra civil. En el plano exterior, la debacle observada por Manuel se aceleró. Bela III de Hungría conquistó Dalmacia, Croacia y la región de Sirmia. Tras haber incorporado Zeta a la Rascia original, Esteban Nemanja proclamó la independencia del que se convertiría en el Estado serbio. Chipre, cuya posición estratégica era de una importancia central, se separó del imperio; sin embargo, el golpe fatal provino de los normandos, quienes tras haber tomado Dyrrachium en junio de 1185 se dirigieron contra Tesalónica que cayó en agosto. Luego, Los normandos infligieron a los griegos la misma suerte que estos habían reservado a los latinos tres años antes. A continuación, una parte del ejército normando se dirigió hacia Constantinopla donde reinaba el terror del régimen, el miedo al enemigo y la ira. La revolución estalló y el 12 de septiembre de 1185 los rebeldes capturaron a Andrónico y le dieron muerte.

## Los Ángelos y el desmoronamiento del Imperio (1185-1204)
Ya bajo los dos últimos emperadores Comneno, el declive del imperio se volvió una realidad y el prestigioso reinado de Manuel parecía lejano. Bajo la corta dinastía de los Ángeles, la situación del Imperio bizantino se agravó, tanto en el plano interior (multiplicación de levantamientos o movimientos separatistas) como en el plano exterior (amenaza latina cada vez más apremiante) hasta la toma de Constantinopla en 1204 que arrastró al mundo bizantino a una crisis sin precedentes.

#### La debacle
Con Isaac II Ángelo (1185-1195) comenzó un proceso de disolución interior y exterior que llevó en menos de veinte años a la desaparición del imperio. Los Ángeles, familia relativamente oscura, originaria de Filadelfia (actual Alaşehir), habían ingresado a la aristocracia imperial gracias al matrimonio de la hija menor de Alejo I con Constantino Ángel. Cuando se convirtió en emperador en favor del levantamiento popular que derrocó a Andrónico, Isaac debió hacer frente a los celos de las familias más antiguas y con más títulos que podían igualmente aspirar al trono. Entonces, escogió apoyarse en la burocracia, lo que significó tomar una política opuesta a la de Andrónico. Las magistraturas fueron vendidas «como verduras en el mercado», la moneda fue devaluada para pagar a los funcionarios, los impuestos fueron incrementados y los grandes terratenientes se hicieron cargo de la administración civil de los themas que se habían vuelto inoperantes. El síntoma principal de la decadencia del Estado bizantino, es decir, el peso cada vez mayor de la aristocracia terrateniente a expensas de la autoridad imperial, continuó agravándose bajo la dinastía de los Ángeles.
Fue uno de estos nuevos impuestos el que daría inicio al proceso que puso fin al dominio de Bizancio sobre los Balcanes. Con el pretexto de la usurpación del trono por Andrónico, el rey de Hungría había invadido los Balcanes y había llegado hasta Sofía. Incapaz de hacer frente a este peligro a la vez que al de los normandos que habían invadido Tesalónica y avanzaban hacia Constantinopla, Isaac decidió negociar con Bela III, con quien selló una alianza por medio del matrimonio de Isaac con la hija de Bela. Para pagar los gastos de la boda, estableció un impuesto especial sobre los rebaños. Los valacos que habitaban las regiones montañosas entre el Danubio y Tesalia se negaron a pagar y dos hermanos, Pedro e Iván Asen, tomaron la dirección de una insurrección que pronto se extendió al conjunto de Macedonia y Bulgaria (en 1186). Se aliaron con los búlgaros que vivían en las llanuras, con los valacos y los cumanos (vasallos de Hungría que vivían al norte del Danubio) y con Esteban Nemanja de Serbia. Pedro tomó el título de zar, mientras que Esteban Nemanja aumentó sus territorios en detrimento del imperio. De esta manera, los Balcanes se dividieron en dos Estados, sobre los cuales Bizancio no ejercía control alguno. Debilitado por las dos tentativas de golpe de Estado del general Alexis Branas, miembro de una familia pretendiente al trono, Isaac debió negociar con Pedro e Iván. Constantinopla abandonó la región comprendida entre la cadena de los Balcanes y el Danubio: había nacido el Segundo Imperio búlgaro, el cual se extendió pronto a Macedonia, los Ródope y Valaquia.

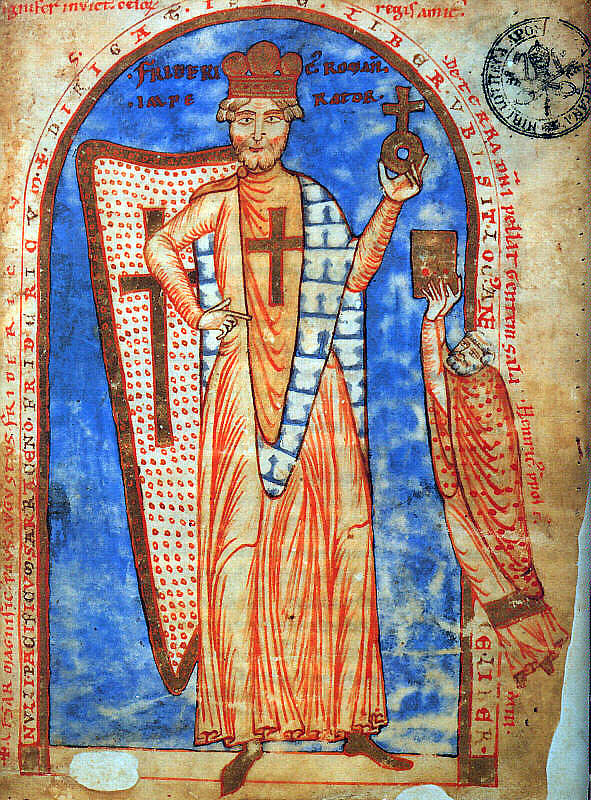
Las tensiones relaciones con el paso de la tercera cruzada acaudillada por Federico Barbarroja sobre el territorio del Imperio bizantino constituyeron el preludio de la catástrofe de 1204.

La situación no era mucho mejor en Asia menor. Habiendo partido desde Egipto, Saladino conquistó Siria y había entrado en Jerusalén el 2 de octubre de 1187. Luego, se inició la tercera cruzada (1189-1192) encabezada por Federico Barbarroja, Felipe II de Francia y Ricardo Corazón de León. Si Ricardo había decidido llegar a Palestina por vía marítima (conquistando Chipre en 1191, la cual estuvo en manos occidentales por siglos), Federico Barbarroja eligió tomar la vía terrestre, cruzando Hungría y los Balcanes. Para este propósito, selló una alianza con los búlgaros, los serbios y los valacos, felices de tener a un poderoso aliado contra Bizancio. Después de haber acordado en un primer momento el libre paso de los ejércitos de Federico, Isaac se puso en comunicación con Saladino, con quien concluyó un tratado con miras a destruir el imperio alemán. Tras haber empleado la fuerza para atravesar los Balcanes, Federico devastó Tracia y se dirigió hacia Constantinopla, a donde llegó en 1190. Derrotado, Isaac debió aceptar un acuerdo con Federico, por el cual se comprometía a dejar pasar a su ejército sobre su territorio. Durante su larga marcha, el ejército fue continuamente acosado por los turcos que habían sido informados por Isaac del progreso de la expedición, hasta que Federico se ahogó el 10 de junio y su ejército se dispersó.
La política de colaboración tomada por Manuel con los Estados latinos dio lugar a una desconfianza creciente de Occidente sobre Constantinopla, sospechosa y con razón de connivencia con el enemigo; por su parte, el papado se impacientaba por las dilaciones de Constantinopla sobre el tema de la reunificación de las Iglesias de Oriente y de Occidente. Los años que siguieron estuvieron marcados por la reanudación de los combates en los Balcanes hasta que un complot urdido por el propio hermano del emperador, Alejo, derrocó a Issac, quien terminó con los ojos arrancados y exiliado en un monasterio. Alejo III Ángelo (1195-1203) era el hermano mayor de Isaac. Había pasado la totalidad del reinado de Andrónico exiliado en Siria y había sido encarcelado en Trípoli. La conspiración había sido planeada por un grupo de aristócratas representantes de las familias Branas, Paleólogo, Petraliphas y Cantacuceno que esperaban que Alejo pondría nuevamente a la gran aristocracia en el poder. Durante los nueve años que duró su reinado, la burocracia que recibía generosos salarios se multiplicó, lo que obligó al aumento de impuestos en detrimento generalmente de las provincias. En el plano exterior, el desmembramiento del imperio prosiguió. Los turcos continuaron su avance en Asia menor, mientras que los cumanos devastaban Tracia. En los Balcanes, una querella entre los dos hijos de Esteban Nemanja, quien había abdicado y se había retirado a un monasterio, llevó al poder al mayor de ellos, Vukan, que reconoció la soberanía política de Hungría y la supremacía religiosa del papado. En Bulgaria, el nuevo zar, Kaloyan (en búlgaro: Калоян, en valaco: Ioniţă Caloian), el más joven de los hermanos Pedro e Iván, que había sido enviado como rehén a Constantinopla y demandaba el reconocimiento oficial del papa Inocencio III. Así, se pasó de una Iglesia ortodoxa autocéfala que mantenía relaciones con Constantinopla a una uniata aliada a Roma.
En Occidente, privada del poderío marítimo que había constituido su fortaleza, Bizancio fue incapaz de mantener el orden en el Mediterráneo donde los piratas de las repúblicas marítimas de Génova y de Pisa imponían su ley. El emperador llegó incluso a entenderse con ciertos piratas genoveses, quienes vendían el fruto de sus robos en Constantinopla, lo que tuvo por efecto enemistar a Constantinopla y Venecia, donde el nuevo dogo Enrico Dandolo había intentado renovar los tratados tradicionales existentes con Bizancio. Por su parte, como resultado de su matrimonio con la heredera normanda Constanza, el emperador del Sacro Imperio Romano Germánico Enrique VI se había convertido en rey de Sicilia y aspiraba abiertamente a conquistar el Imperio bizantino. Haciéndose pasar como vengador del emperador destronado, obligó a Alejo a negociar el pago de un enorme tributo que Bizancio era incapaz de pagar. Si Enrique llegó a reducir sus exigencias, no fue tanto por magnanimidad, sino para responder al llamado del papa que insistía a que Enrique volviera su atención hacia Jerusalén. Demasiado poder para el Sacro Imperio romano habría constituido una amenaza para el papado, cuyo poder se afirmaba en Europa occidental y central.

#### La cuarta cruzada y el saqueo de Constantinopla

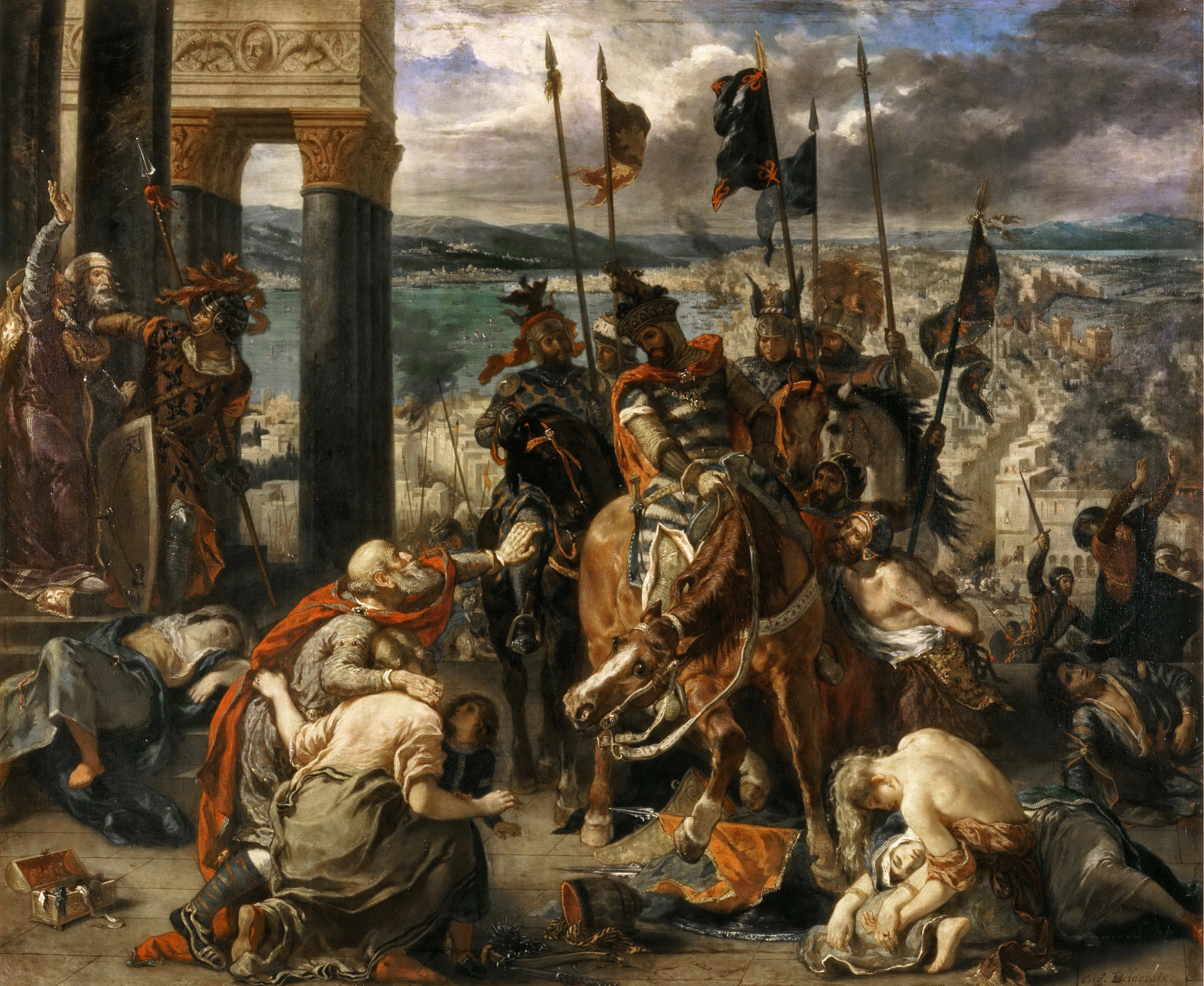
La entrada de los cruzados en Constantinopla, óleo de Eugène Delacroix (1840).

La muerte de Enrique VI en 1197 y el advenimiento de un nuevo papa en 1198 parecía que alejaba la perspectiva de una nueva cruzada contra Constantinopla. Tras su elección en el trono pontificio, Inocencio III había convocado a una nueva cruzada con el objetivo de capturar Jerusalén. Pero, a diferencia de las primeras cruzadas, la respuesta no provino de soberanos, muy preocupados por sus querellas en Europa, sino más bien de condes franceses, como Teobaldo III de Champaña y Luis de Blois, que tomaron la cruz en noviembre de 1199.
Desde el principio, el papa solicitó la ayuda de Venecia para transportar a los cruzados a través de Egipto, desde donde se dirigirían hacia la Tierra Santa por vía terrestre. Venecia aceptó transportar a 4500 caballeros y sus caballos, 9000 sirvientes y 20000 soldados de infantería por una suma de 94000 marcos. Además, se comprometió a proporcionar 50 galeones y su tripulación siempre y cuando el botín de guerra fuera repartido en partes iguales. Esta estimación era exagerada y los franceses, después de una larga espera, fueron incapaces de pagar la suma prevista cuando los venecianos habían respetado escrupulosamente su parte del contrato. Para permitirles sufragar su deuda, los venecianos propusieron a los cruzados ayudarlos a capturar Zara (actual Zadar en Croacia), antigua ciudad independiente del Imperio bizantino y que Venecia reclamaba poseer, pero que se había puesto bajo la protección de Hungría, cuyo rey también formaba parte de la cruzada. En principio, la expedición habría debido retomar el camino de Egipto después de la captura de Zara, pero todo indica que se dirigió hacia Constantinopla. En efecto, Alejo, el hijo del emperador destronado, se había escapado de su cautiverio y había hecho un llamado a los cruzados por medio del jefe de la cruzada Bonifacio de Montferrato, prometiéndoles por una parte restaurar a la Iglesia ortodoxa bajo la égida de Roma y, por otra, resarcir los gastos de los cruzados, ayudarlos a capturar Jerusalén y mantener a su costa 500 caballeros en Palestina. En abril de 1203, Alejo se unió a las fuerzas de los cruzados en Zara, la cual fue conquistada. A continuación, los cruzados se dirigieron hacia Constantinopla que atacaron el 23 de junio de 1203, a pesar de la prohibición formal del papa.
Alejo III solo soportó el asedio por un mes y el 17 de julio se fugó para refugiarse en Tracia, llevando consigo el tesoro y las joyas de la corona, mientras que las provincias se separaron del imperio. El emperador Isaac II salió de su monasterio y retomó su lugar al lado de su hijo coronado bajo el nombre de Alejo IV Ángelo (1203-1204). Si bien los dos emperadores se sometieron al papa, fueron incapaces de cumplir con sus compromisos con los cruzados. Sin ejército, Alejo se unió al de los cruzados en su expedición a Tracia, pero a su regreso no pudo cumplir con sus compromisos financieros. A fines de enero, Alejo V Ducas, yerno de Alejo III, comandó una revuelta antilatina, en el curso de la cual Alejo IV fue asesinado, mientras que su padre fue llevado a prisión donde murió poco después. Convertido en emperador, Alejo V Ducas (1204) se apresuró a reconstruir las fortificaciones de Constantinopla. Venecianos y cruzados se pusieron de acuerdo para una nueva ofensiva con miras, a la vez, a retomar por sí mismos el control del imperio y a dividirse el botín. El 13 de abril de 1204, Constantinopla cayó en sus manos. Durante los tres días que siguieron, la ciudad fue saqueada e incendiada. El cronista de los cruzados Geoffroy de Villehardouin escribió «Desde la creación del mundo, nunca se había realizado tal botín de una ciudad», mientras que el cronista bizantino Nicetas Choniates escribió «los sarracenos son buenos y compasivos en comparación con estas personas que llevan la cruz de Cristo sobre la espalda».
El saqueo de Constantinopla selló el cisma entre católicos y ortodoxos. Así, a partir del siglo XI, la división religiosa entre el Imperio bizantino y Occidente fue tan profunda que la reconciliación pareció inconcebible. Hasta entonces, los bizantinos habían mantenido una relación ambigua con las Cruzadas. El saqueo de su capital a manos de los cruzados y el establecimiento de «reinos latinos» en Anatolia durante varias décadas crearon un resentimiento duradero.

## Dominación latina y gobierno en exilio (1204-1261)

### La división del territorio imperial

Situación del Imperio bizantino después de la cuarta cruzada, en 1204.

De acuerdo al tratado firmado en marzo, cruzados y venecianos se dividirían el imperio en una forma parecida a un condominio. Venecia ocuparía tres octavos de Constantinopla, incluyendo Santa Sofía. Luego, le correspondía nombrar al patriarca, a pesar de la oposición del papa que, tras haber denunciado la captura de Constantinopla, había terminado por aceptarla. En función a sus intereses, Venecia se había apropiado de una serie de islas que conectaba el Adriático con Constantinopla; asimismo, ocupó Dalmacia. Además, expulsó a los genoveses de las posesiones que estos habían ocupado bajo el imperio y compró la isla de Creta a Bonifacio de Montferrato. Por su parte, los cruzados establecieron un Imperio Latino de Constantinopla cuyo primer emperador fue el conde Balduino de Flandes (1204-1205). Este nuevo imperio comprendía los cinco octavos de Constantinopla no administrados por los venecianos, la parte costera de Tracia y Anatolia, así como las islas de Quíos, Lesbos y Samos; pero, a partir de 1205, su territorio se redujo progresivamente hasta incluir solamente Constantinopla y sus contornos inmediatos. Bajo los términos del tratado, el emperador latino debía recibir un cuarto del imperio bizantino; Venecia, la mitad de los tres cuartos restantes; mientras que los caballeros se dividirían la otra mitad. Por este motivo, al lado de este imperio, fue creado el Reino de Tesalónica para Bonifacio de Montferrato, cuyo territorio se extendía sobre las regiones de Macedonia y Tesalia, adyacentes a Tesalónica. Este reino se perpetuó hasta 1224, fecha en la que fue conquistado por el despotado de Epiro. El principado de Acaya fue creado por Guillermo de Champlitte y Geoffroy de Villehardouin. Ubicado al noroeste del Peloponeso, tenía a Andravida como centro y se mantuvo bajo una forma cada vez más reducida hasta 1430 cuando fue conquistado por los griegos de Mistrá. El ducado de Atenas, que comprendía Ática y Beocia, fue rápidamente cedido por Bonifacio de Montferrato a Otón de la Roche. Centro industrial importante, fue conquistado en 1311 por mercenarios catalanes.
No obstante, la creación de reinos latinos no significó el fin de una tradición milenaria. Los bizantinos se replegaron en torno a tres centros que la perpetuaron: el despotado de Epiro, el Imperio de Trebisonda y el Imperio de Nicea. Fue gracias a este último Estado que Bizancio renació en 1261. Cerca de la mitad de la población había podido escapar de Constantinopla antes de su caída. Esta se reagrupó en el noroeste de Grecia sobre la meseta del Epiro, donde estableció un pequeño principado gobernado por Miguel I Comneno Ducas, generalmente conocido bajo el nombre de «despotado de Epiro», aunque Miguel nunca utilizó este título. Además de convertirse en un centro de difusión de la cultura bizantina, se volvió un centro estratégico para impedir la extensión de la colonización latina. Los sucesores de Miguel se mantuvieron en el poder hasta la conquista otomana en 1461. El Imperio de Trebisonda, al suroeste del mar Negro fue fundado no como respuesta a la invasión de los cruzados, sino más bien por la caída de la dinastía de los Comnenos. Sirvió de refugio para los nietos de Andrónico I Comneno, Alejo I de Trebisonda y David I de Trebisonda, y fue creado algunos meses antes de la toma de Constantinopla. Reducido progresivamente a una estrecha banda de tierra a lo largo de la costa, se mantuvo a pesar de amenazas constantes durante 250 años hasta su conquista por los otomanos en 1461. Nicea, ubicada al sureste de Constantinopla en Anatolia, fue conquistada en 1206 por Teodoro I Láscaris, yerno de Alejo III Ángelo, quien creó el Imperio de Nicea en 1208. Hasta 1261, el Imperio de Nicea y el despotado de Epiro pretendieron detener la legitimidad de un gobierno en el exilio; sin embargo, los Estados griegos tuvieron la competencia de los búlgaros y los serbios que buscaron igualmente recrear un imperio ortodoxo del cual asumirían la dirección. El Imperio de Nicea salió victorioso de esta confrontación, por lo que es considerado como el sucesor del Imperio bizantino.

### Los primeros años del Imperio de Nicea

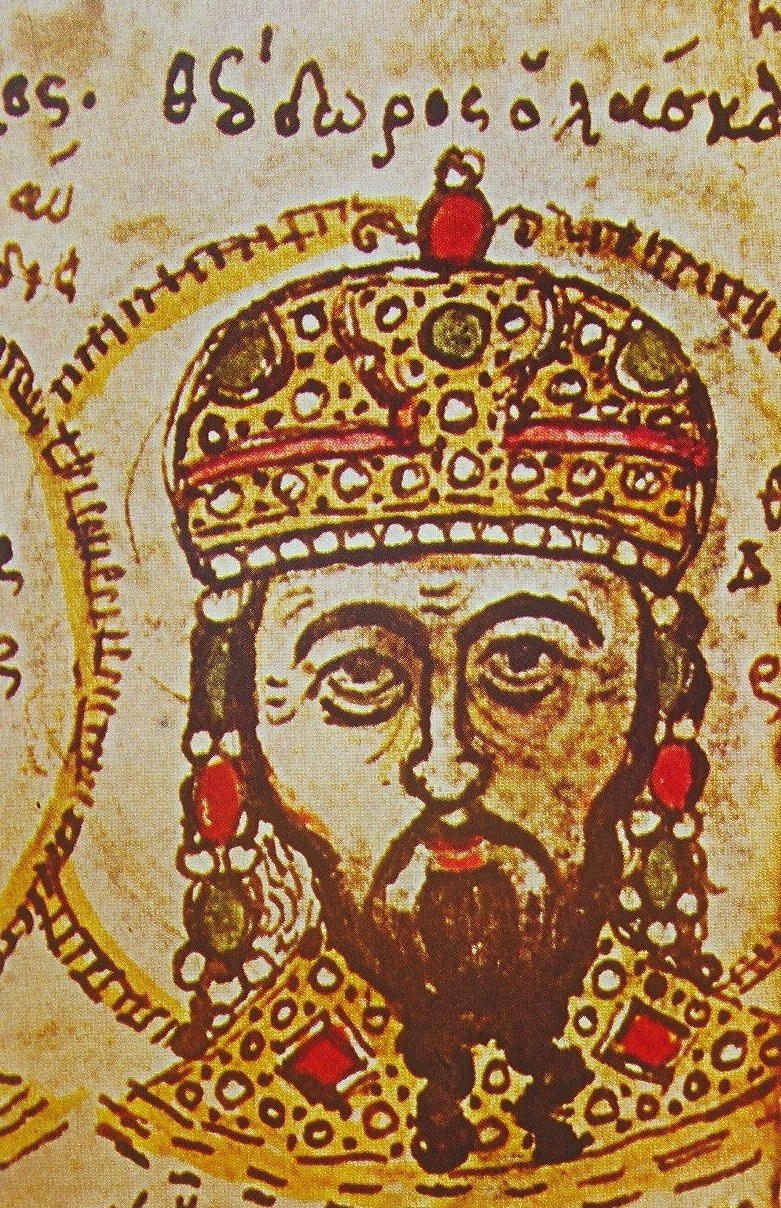
Tras combatir exitosamente con el Imperio latino y los selyúcidas, Teodoro I Láscaris hizo posible que el Imperio de Nicea se convirtiera en una potencia regional duradera, susceptible de partir al asalto de Constantinopla.

Luego de haber desposado a la hija de Alejo III y de haber recibido el título de déspota, Teodoro I Láscaris (1174-1221) huyó a Asia menor tras la caída de su suegro. Después de la caída de Constantinopla, comenzó a organizar allí la resistencia al Imperio latino. En abril de 1205, las tropas del emperador latino Balduino fueron aniquiladas en el curso de la batalla de Adrianópolis por las tropas búlgaro-cumanas de Kaloyan y debieron retirarse a Asia menor. Teodoro fijó la capital en Nicea y se aplicó a establecer un imperio copiado exactamente de las tradiciones que habían sido costumbre en Constantinopla. Un nuevo patriarca fue elegido en la persona de Miguel IV Autorianos, quien llevó el título de patriarca ecuménico de Constantinopla, incluso cuando residió en Nicea. Una asamblea eligió a Teodoro como emperador, quien fue coronado en 1208 con el título de «basileus y autocrator de los romanos», colocándose así como sucesor legítimo de los emperadores bizantinos.
Poco después, debió enfrentar una invasión de los selyúcidas del sultanato de Rüm, ubicado entre el Imperio de Nicea y el de Trebisonda. La victoria de la batalla de Antioquía del Meandro que consiguió contra los turcos asustó tanto al nuevo emperador latino Enrique I de Constantinopla que quiso invadir el Imperio de Nicea para evitar un ataque contra Constantinopla. Pero, con fuerzas modestas, ambos bandos se agotaron rápidamente y debieron firmar un acuerdo en 1214, bajo cuyos términos los latinos conservaron el ángulo noroeste de Asia menor, mientras que el resto que se extendía hasta el Imperio selyúcida quedaba como posesión del Imperio de Nicea: ambos imperios reconocían recíprocamente su existencia. Teodoro completó este acuerdo con otro suscrito con el podestá veneciano de Constantinopla, el cual reconocía a Venecia las mismas libertades de comercio que había disfrutado con el Imperio bizantino. Una primera victoria diplomática fue conseguida cuando Esteban I Nemanjić, el hijo de Esteban Nemanja, que había recibido su corona de Roma le dio la espalda al arzobispo católico de Ohrid al solicitar la investidura del patriarca de Nicea y convertirse en 1219 en el primer arzobispo de la Iglesia autocéfala de Serbia. Durante este tiempo, en el despotado de Epiro, Teodoro Ángel había sucedido a su medio hermano Miguel con el nombre simbólico de Teodoro Ángel Ducas Comneno, haciendo valer de esta manera sus derechos dinásticos. En 1224, logró conquistar el reino de Tesalónica, considerablemente debilitado por la partida de muchos de sus caballeros hacia Occidente. El despotado de Epiro se extendió así del Adriático al mar Egeo. Tras lo cual, reivindicó la corona imperial que recibió del arzobispo católico de Ohrid, féliz de vengarse así de la unción conseguida por su rival de Nicea al nuevo patriarca serbio.

### Juan III Ducas Vatatzés: la era de las reconquistas

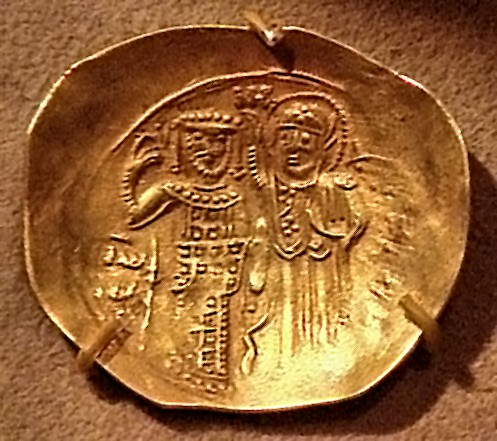
Hyperpyron que representa a Juan III, cuya exitosa política exterior permitió al Imperio de Nicea establecer sólidamente en Europa y preparar la reconquista de Constantinopla.

Desde esta época, el Imperio de Nicea fue reconocido como una potencia bien establecida, el yerno y sucesor de Teodoro Láscaris, Juan III Ducas Vatatzés (1192-1254), lo convertiría en la potencia más fuerte de la región con un territorio que se extendía de la actual Turquía a Albania. Fue durante su reinado que la rivalidad entre el despotado de Epiro y el Imperio de Nicea para recuperar Constantinopla llegó a su apogeo. Después de haber agregado a su propio reino de Tesalónica una parte de Tracia y Adrianópolis, el déspota Teodoro Ángel parecía a punto de alcanzar su objetivo; sin embargo, no contó con el nuevo zar de los búlgaros, Iván Asen II (1218-1241), quien también anhelaba conquistar Constantinopla y crear un imperio bizantino-búlgaro. Ambos soberanos iniciaron las hostilidades y el ejército de Teodoro fue aniquilado en la batalla de Klokotnitsa. Rápidamente, Iván Asen recuperó Tracia y Macedonia, previamente conquistadas por Teodoro, al igual que una parte de Albania. En seguida, el nuevo rey serbio Esteban Vladislav se casó con una hija de Iván Asen II, con lo cual la influencia búlgara se extendió sobre casi la totalidad de los Balcanes.
Iván Asen II firmó entonces una alianza con Juan Vatatzés contra el Imperio latino. No obstante, esta unión contra un reino fiel a Roma exigió que rompiera la alianza sellada por Kaloyan con la Iglesia romana para poder establecer un patriarcado ortodoxo en Tirnovo. En 1235, un tratado de alianza fue firmado para unir ambas casas imperiales por medio del matrimonio del hijo de Juan Vatatzés con la hija de Iván Asen. Paralelamente, fue proclamado el patriarcado autocéfalo de Bulgaria que reconocía la supremacía del patriarca de Nicea, oficialmente mencionado en primer lugar en las plegarias de la Iglesia. Iván Asen no pudo realizar su sueño y murió en 1241, poco antes que una invasión mongola llegara a poner fin a la potencia búlgara. El año siguiente, Juan Vatatzés lanzó una expedición contra el nuevo imperio de Tesalónica. Solamente logró conquistar las regiones tomadas por Iván Asen, pero la ciudad de Tesalónica se convirtió en el lugar de residencia del gobernador general, encargado de administrar las posesiones europeas del Imperio de Nicea. A su muerte, en 1254, Juan III Vatatzés dejó un imperio, cuya superficie había más que duplicado, y que se extendía, no solamente por Asia menor, sino también por gran parte de los Balcanes. El imperio era políticamente estable, libre de sus competidores búlgaro, tesalónico e incluso latino, puesto que Balduino II se había visto obligado a empeñar a su propio hijo a los mercaderes venecianos para obtener un préstamo que permitiera la supervivencia del imperio latino. La economía estaba en auge, dado que la invasión mongola forzó a los turcos a abastecerse en el imperio. El ejército reorganizado podía asegurar la defensas de las fronteras.

Situación del Imperio bizantino en 1230.

### La llegada de los Paléologos y la recaptura de Constantinopla
Su sucesor, Teodoro II Láscaris (1221-1258), completó su obra en el plano intelectual. Apodado el «rey filósofo», convirtió a Nicea en un centro científico e intelectual que atrajo a las personalidades más importantes de la época. Hombre de acción al mismo tiempo que hombre de letras, llevó en 1254 y 1255 una vigorosa campaña contra los búlgaros que amenazaban los territorios del imperio en Europa; el matrimonio de su hija con el heredero del despotado de Epiro, Nicéforo I Comneno Ducas, logró consolidar su influencia en Europa. No obstante, su actitud altiva frente a la aristocracia le valió muchos enemigos, uno de los cuales Miguel Paleólogo, el futuro Miguel VIII, lo forzó al exilio.
Muerto prematuramente, Teodoro dejó la corona a su hijo Juan IV Ducas Láscaris (1250-1305), entonces de siete años. La regencia debía estar asegurada por el confidente y único verdadero amigo de Teodoro, Jorge Muzalon, profundamente odiado por la aristocracia. Nueve días más tarde, fue asesinado en el curso de una misa por el soberano difunto. La regencia recayó entonces en Miguel VIII Paleólogo (1224 o 1225-1282), que había vuelto del exilio entretanto. Miembro de una de las familias más antiguas de la aristocracia bizantina, fue igualmente un general adulado por sus tropas. Promovido a megaduque (jefe de la armada), luego a déspota, se convirtió en coemperador junto con Juan IV en 1259. Tuvo el honor de restablecer el Imperio bizantino de Constantinopla gracias a un combinación de circunstancias, más bien producto de la suerte que de la hazaña militar. El general Alexios Strategopoulos, enviado a Tracia para supervisar la frontera con Bulgaria, pasó con un modesto ejército cerca de Constantinopla, pudiendo constatar que la ciudad estaba prácticamente indefensa, pues la flota veneciana y la guarnición latina habían partido a ejecutar una operación en el mar Negro. Aprovechó la ocasión y cayó sobre la ciudad, haciendo huir a Balduino II y su entorno. El 15 de agosto de 1261, Miguel VIII hizo su entrada a la ciudad y reconvirtió a Santa Sofía al culto ortodoxo. En septiembre, el emperador y su esposa fueron coronados; su hijo y presunto heredero Andrónico se convirtió en coemperador en lugar de Juan IV, quien fue cegado tres mes más tarde. De esta manera, una nueva dinastía fue fundada, la más duradera en reinar el Imperio bizantino.

## Dinastía de los Paleólogos y caída final (1261-1453)
La reconquista de Constantinopla permitió el renacimiento del Imperio bizantino que se convirtió nuevamente en una potencia influyente; sin embargo, perdió rápidamente este rol debido a que una gran parte del territorio imperial estuvo siempre ocupada por otras fuerzas, mientras que el establecimiento de Génova y de Venecia en el mar Egeo privó al Imperio bizantino de una gran parte de sus ingresos. Además, la amenaza turca aumentó progresivamente y cuando los bizantinos se percataron de la gravedad de la amenaza, ya era muy tarde. En el plano interior, el peso de la aristocracia estuvo en constante crecimiento en detrimento de la autoridad imperial, mientras que el servicio militar fue cada vez más teórico; en la práctica, la obtención de un feudo ocasionó la disminución de reclutas. Las guerras civiles que golpearon esporádicamente el imperio solo sirvieron para aumentar su declive. Desde entonces y durante las siguientes décadas, el imperio se hundió en una crisis cada vez más profunda que la condujo a su caída en 1453.

### Las primeras tentativas de reconstrucción: el reinado de Miguel VIII (1261-1282)

El Imperio bizantino bajo Miguel VIII, en 1265.

Cuando Miguel VIII Paleólogo entró a Constantinopla, el Imperio bizantino se redujo a una estrecha franja costera al oeste de Asia menor, a las islas vecinas del mar Egeo y a una parte de Tracia y de Macedonia, incluyendo Tesalónica. En primer lugar, se dedicó a reconstruir la ciudad devastada y a repoblarla. Para asegurar la defensa, debió reconstruir las fortificaciones y recrear una flota, lo que costó muy caro y lo obligó a devaluar nuevamente el hyperpyron. Por otra parte, las concesiones acordadas a los genoveses lo privaron de fuentes de ingresos considerables.

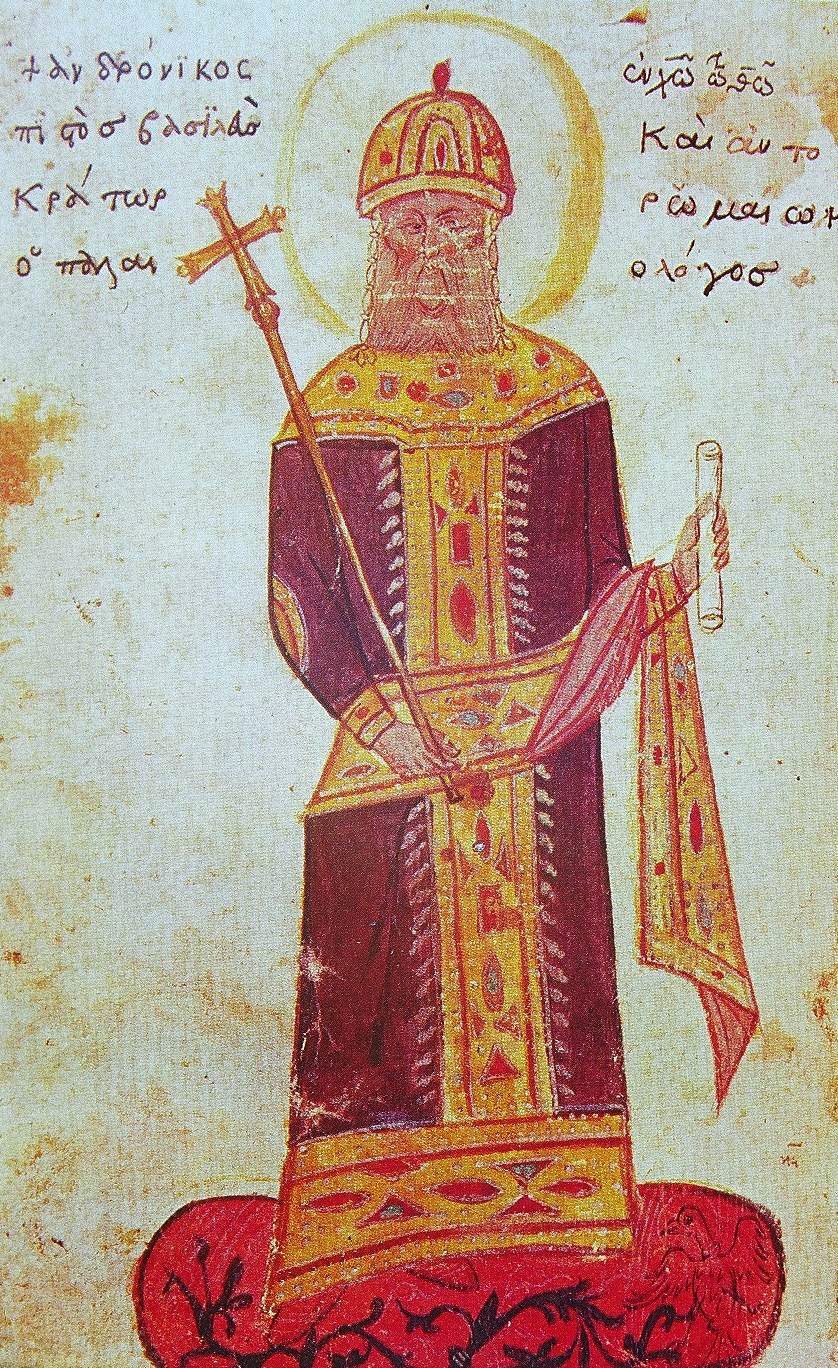
Miniatura de la época que representa a Miguel VIII Paleólogo. Si bien logró restaurar el Imperio bizantino, lo dejó arruinado financieramente al final de su reinado.

En el plano exterior, Miguel VIII y sus compatriotas estaban convencidos, no sin razón, que Occidente intentaría lanzar una nueva cruzada para recuperar Constantinopla. Entonces, debió neutralizar al papa y al rey de Sicilia Manfredo, con quien se había refugiado el último emperador latino Balduino II de Courtenay. La situación se volvió cada vez más peligrosa cuando Manfredo fue remplazado por Carlos de Anjou. Si Manfredo había sido enemigo del papa, Carlos se convirtió en su protector. El tratado de Viterbo de 1267 reunió contra Constantinopla al papado, al reino de Sicilia, el pretendiente latino y el príncipe de Acaya; se dejaba presagiar una nueva cruzada que tendría lugar los siete años siguientes. Miguel se lanzó entonces a una negociación prolongada con el papado con miras a la reunificación de los cultos cristianos; pero había tenido problemas con su propia Iglesia. Miguel había destituido al patriarca Arsenio de sus funciones, después de que este último lo hubiera excomulgado por haber atacado a Juan IV; su reemplazante Germano III no se dejó intimidar, aunque a su vez fue depuesto y remplazado por un oscuro monje José de Constantinopla, quien aceptó reintegrar al emperador al interior de la Iglesia. Muchos obispos hicieron suya la causa de Arsenio y las relaciones entre la Iglesia y el Estado se mantuvieron tensas por varios años.
Por su parte, el papa Clemente IV (al igual que su sucesor Gregorio X) no quería un concilio donde fueran debatidas las disputas teológicas; exigió simplemente un acto de rendición completa y una profesión de fe detallada, en la cual Miguel VIII hiciera acto de sumisión al papa. Miguel debió ceder y se celebró un concilio en Lyon de mayo a julio de 1274, donde fue sellada la reunión de las iglesias de Roma y de Constantinopla. Pero si la reunificación resultó una victoria diplomática para Miguel, en tanto alejó los peligros de una nueva cruzada, resultó ser un fracaso serio en el plano interior al alejar al emperador de su Iglesia y de su pueblo que veían en la restauración de Constantinopla el signo de la protección divina por la fe ortodoxa.
Tampoco fue suficiente para neutralizar a Carlos de Anjou, decidido a apoderarse de Constantinopla. En un primer intento, firmó una alianza con Juan de Tesalia y con el déspota de Epiro, Nicéforo I, quien se había convertido en el defensor de la fe ortodoxa y el refugio de los enemigos de Bizancio. Esta tentativa terminó con una derrota humillante en el Sitio de Berat (1280–1281) para Carlos de Anjou. Un segundo intento, esta vez por vía marítima, le brindó la ocasión de aliarse con Venecia, el papa Martín IV (un francés con simpatía por la casa de Anjou) y Felipe de Courtenay, el nuevo emperador latino, a quienes se unieron los soberanos de Bulgaria y de Serbia. La situación era dramática cuando las vísperas sicilianas, acaecidas el 30 de marzo de 1282 y que estuvieron estrechamente asociadas con Miguel VIII y el rey Pedro III de Aragón, hicieron estallar el imperio de Carlos de Anjou.
Si Constantinopla fue librada de un peligro mortal, los bizantinos estaban divididos sobre la cuestión de la fe; la economía estaba tan debilitada que el hyperpyron había debido ser nuevamente devaluado. Estas dificultades financieras tenían como causa la despiadada competencia económica que libraban Génova y Venecia en detrimento del Imperio bizantino, que ya no controlaba las rutas comerciales de la región las cuales habían generado su riqueza en los siglos precedentes. Además, el despotado de Epiro, los Estados latinos de Grecia y el Imperio de Trebisonda mantenían celosamente su independencia, mientras que los turcos aumentaban su presión en Anatolia.

### Bizancio, potencia de segundo orden: el reinado de Andrónico II (1282-1321)

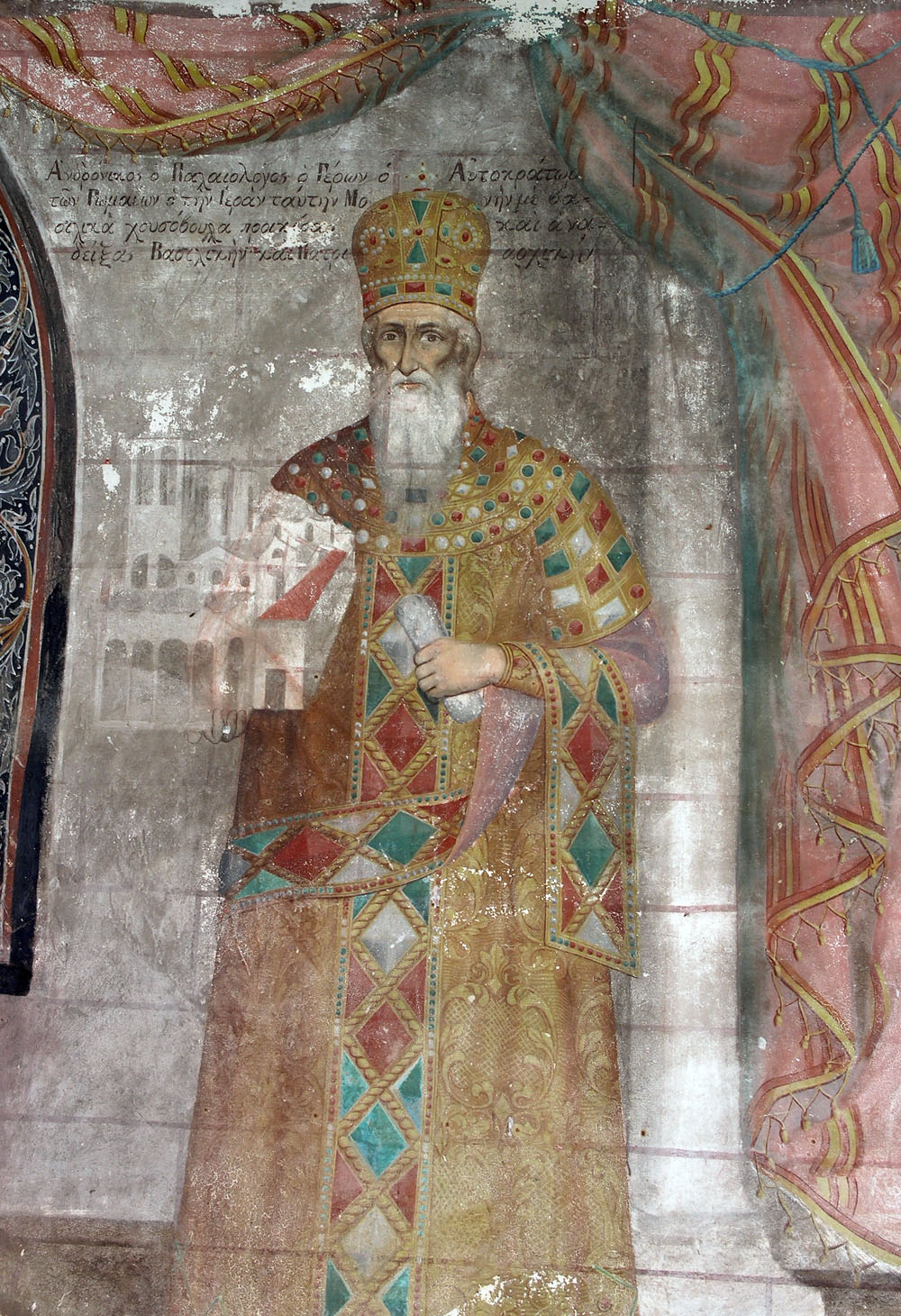
Lejos de ser un emperador incapaz como a veces se lo ha descrito, Andrónico II Paleólogo debió hacer frente a numerosos desafíos con los recursos disminuidos del imperio.

Si Miguel VIII había conseguido restablecer Bizancio como potencia de primer orden en Europa y en Asia menor, esta política había agotado las finanzas del Estado, que ya no contaba con los medios necesarios para satisfacer sus ambiciones. Asimismo, su sucesor Andrónico II Paleólogo (1259 o 1260-1332), que no había heredado ni la personalidad ni los recursos de los que había dispuesto su padre, no pudo llevar a cabo una política autónoma y después de 1302 debió resolverse a responder a las crisis domésticas y exteriores que se multiplicaron bajo su reinado, el tercero más largo de la historia bizantina.
Ascendido al trono todavía joven y casado dos veces, debió hacer frente a las tentativas de su segunda esposa de reclamar la sucesión para sus propios hijos. Para poner fin a estas pretensiones, asoció al trono a su hijo mayor nacido del primer matrimonio. Fue coronado bajo el nombre de Miguel IX Paleólogo (1277-1320), pero falleció antes de poder reinar por sí solo. Frente a la oposición que habían provocado varias políticas de su padre, intentó modificarlas al inicio de su reinado. Uno de sus primeros gestos fue repudiar la unión de las dos iglesias y de pasar a la cabeza de la iglesia a los clérigos que se habían opuesto. Esta medida debía alienar todavía más al papado, pero no resolvió el cisma interno de la iglesia ortodoxa, donde el partido de los arsenitas continuaba reclamando, a pesar de la muerte del patriarca Arsenio, la condena del ex patriarca José. Este desorden al interior de la Iglesia no hizo más que aumentar el desorden social causado por las dificultades económicas
Igualmente, intentó restaurar las finanzas públicas, pero las medidas que tomó, dirigidas a reducir el déficit, como los impuestos especiales destinados a financiar las campañas militares, la disminución de los salarios de altos funcionarios del Estado, nuevas devaluaciones del hyperpyron y el alza de precios que siguieron, agravaron el estado de la economía. El desmantelamiento de la fuerza naval en 1285 debía tener repercusiones aún más graves cuando el emperador la hizo reducir y confió la defensa a la flota genovesa e involucró a corsarios que preferían perseguir sus propios intereses antes que asegurar la defensa del imperio. El ejército enfrentó la misma reducción de efectivos en un momento en que la presión turca se hizo más intensa sobre los últimos territorios asiáticos todavía en manos de Bizancio. Después del fracaso de varias campañas, Andrónico debió acudir a los mercenarios de la Compañía catalana en 1304. Tras varios éxitos, dicha compañía se enemistó con Andrónico y se instaló en Galipoli, desde donde saquearon Tracia antes de tomar el control del ducado de Atenas. Este episodio desastroso arruinó profundamente los limitados recursos del imperio sin obstaculizar el avance turco.
El reinado de Andrónico II revivió la influencia de Bizancio en los campos de las letras y de las ciencias. Gracias a brillantes intelectuales como Teodoro Metoquites y Nicéforo Choumnos, se estableció una nueva academia que prefiguró aquellas del Renacimiento italiano. Una de las características de la política exterior de Bizancio, particularmente evidente durante este periodo, fue que siempre estuvo obligada a defenderse en dos frentes a la vez: uno de los cuales tomaba inevitablemente prioridad sobre el otro. En el caso de Andrónico II, el primer frente se ubicó en los Balcanes, donde el rey serbio Esteban Uroš II Milutin (1282-1321) no dejaba de avanzar en el territorio bizantino. Incapaz de resistir a estos ataques, Andrónico negoció una alianza por la que dio a su hija Simonida, entonces de cinco años, en matrimonio a Milutin, a quien además concedió una parte de las conquistas que este última ya había hecho. No obstante, este fracaso político contribuyó a difundir las costumbres y la cultura bizantina en el reino serbio que debió esperar su apogeo bajo el reinado de Esteban Uroš IV Dušan (?-1355), quien, imitando los títulos bizantinos, se proclamó «basileus y autocrator de los serbios y de los romanos» en 1345.

El Imperio bizantino al final del reinado de Andrónico II.

La guerra de los Balcanes impidió a Andrónico preocuparse del territorio anatolio antes de la década de 1290. Aunque el sultanato selyúcida estaba en vías de debilitamiento, los emires realizaban tantas incursiones sobre varias ciudades que las expediciones enviadas por Andrónico solo lograban detener de forma temporal. Para contenerlos, Andrónico intentó aliarse con los mongoles de Ghazan Kan en espera de que estos, amos de Anatolia central y oriental luego de su victoria en Köse Dağ en 1243, frenaran los ímpetus de los emires. En el resto de este período, comenzó a distinguirse un nuevo bey, Osmán, líder de los otomanos destinados a reemplazar a los turcos selyúcidas y, finalmente, a apoderarse de Constantinopla.
Las dificultades familiares que habían marcado el inicio del reinado de Andrónico también ensombrecieron el final del mismo. Andrónico III, el hijo de Miguel IX, era un adolescente ambicioso, cuyo estilo de vida disoluto se enfrentó con las profundas convicciones religiosas de Andrónico. En un trágico incidente, Manuel, el hermano del príncipe fue asesinado por mercenarios a las órdenes del joven Andrónico, lo que ocasionó tanto dolor a Miguel IX que murió. El emperador decidió desheredar al príncipe heredero, quien tomó inmediatamente las armas contra su abuelo. En 1321, marchó sobre Constantinopla al frente de un ejército y su abuelo se vio obligado a darle Tracia. El año siguiente, el joven príncipe volvió a la carga y logró esta vez ser coronado como coemperador, se hizo de un ejército personal y estableció su residencia en Didimótico. En 1327 y 1328, el conflicto degeneró en una guerra abierta entre quien se había convertido en Andrónico III (apoyado por los búlgaros) y Andrónico II (apoyado por los serbios). Andrónico III triunfó, capturó Constantinopla el 23 de mayo de 1328 y forzó a su abuelo a retirarse a un convento, donde fallecería en 1332.

### Las guerras civiles: los reinados de Andrónico III, Juan VI y Juan V (1321-1354)

#### Andrónico III y los intentos de recuperación

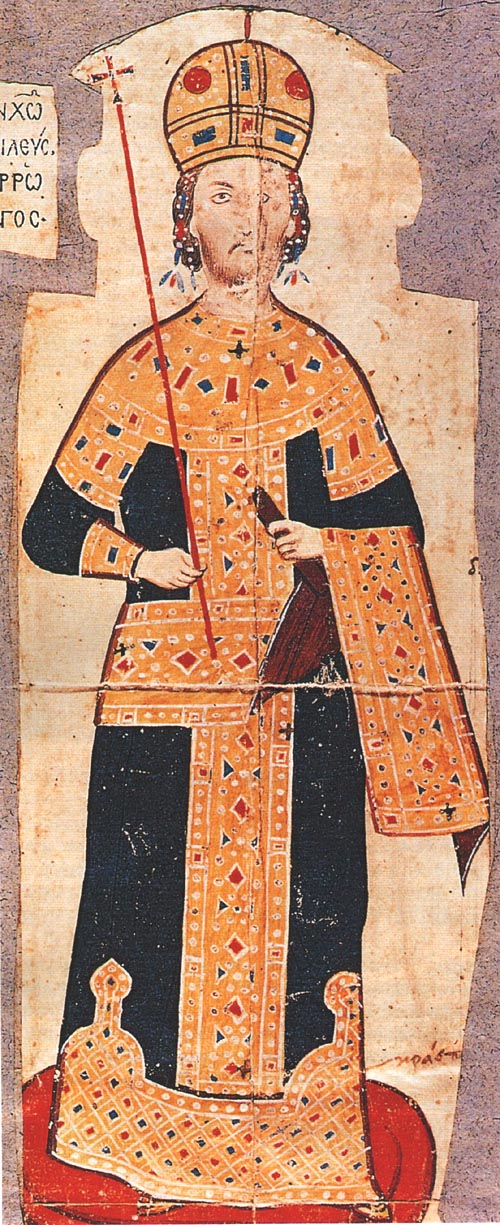
A pesar de sus esfuerzos, Andrónico III no pudo interrumpir el profundo declive del Imperio bizantino.

Iniciada en 1321, la primera guerra civil entre los Andrónicos duró siete años. Para cuando Andrónico III (1297-1341) se apoderó del trono, Bizancio no era más que un pequeño Estado europeo amenazado por potencias vecinas al Norte (principalmente Serbia) y los beylicatos que se multiplicaban al sur, en el noroeste de Anatolia. Andrónico III fue sobre todo un militar que dejó la administración del imperio a Juan VI Cantacuceno. Perteneciente a una rica familia de la aristocracia terrateniente, poseedora de tierras en Macedonia, Tracia y Tesalia. Cantacuceno permaneció siempre fiel a Andrónico que sirvió como gran doméstico, es decir, jefe de los ejércitos y, durante algún tiempo, como gran logoteta o primera ministro.
En el plano interno, Andrónico III emprendió una reforma importante del sistema judicial y la creación de una corte suprema compuesta de cuatro jueces, dos funcionarios y dos laicos, llamados «jueces generales de los romanos» y encargados de poner fin a la venalidad que desacreditaba la administración de justicia en todo el imperio. En cuanto a la política externa, desplegó una actividad considerable a pesar de una situación deplorable. Si logró que Tesalia y Épiro regresaran brevemente al seno del imperio, estos éxitos fueron borrados por la expansión serbia en Macedonia bajo Esteban Uroš IV Dušan y el avance de los otomanos que comenzaban a instalarse en Bitinia (parte de Anatolia haciendo frente a Constantinopla). Ya en 1302, Osmán I se había instalado en Yenişehir situada entre Bursa y Nicea y, por tanto, controlaba la ruta entre Constantinopla y Bitinia. En 1326, el hijo de Osmán, Orhan I, se apoderó de Bursa que se convirtió en la nueva capital del emirato otomano; y cuando cayó Nicomedia en 1337, toda Bitinia fue ocupada.
Andrónico III murió a la edad de 45 años, dejando el trono a Juan V Paleólogo (1332-1391), nacido de un segundo matrimonio con Ana de Saboya. Juan Cantacuceno, que dirigía la política interior del imperio desde hacía muchos años, esperaba ser nombrado regente; sin embargo, el patriarca Juan Kalékas convenció a la emperatriz madre que él mismo, quien había sido nombrado regente en dos ocasiones durante la ausencia de Andrónico, debía volver a hacerse cargo. La muerte de Andrónico III despertó los deseos de expansión de los serbios, búlgaros y turcos y Cantacuceno, en su calidad de gran doméstico, debió partir hacia Tracia. En su ausencia, el megaduque (jefe de la flota) Alejo Apocauco hizo circular el rumor de que Cantacuceno intentaba usurpar los derechos de Juan V, tras lo cual el patriarca se proclamó regente. Los partidarios de Cantacuceno fueron perseguidos y la emperatriz madre destituyó a Juan Cantacuceno de su mandato.

#### La segunda guerra civil

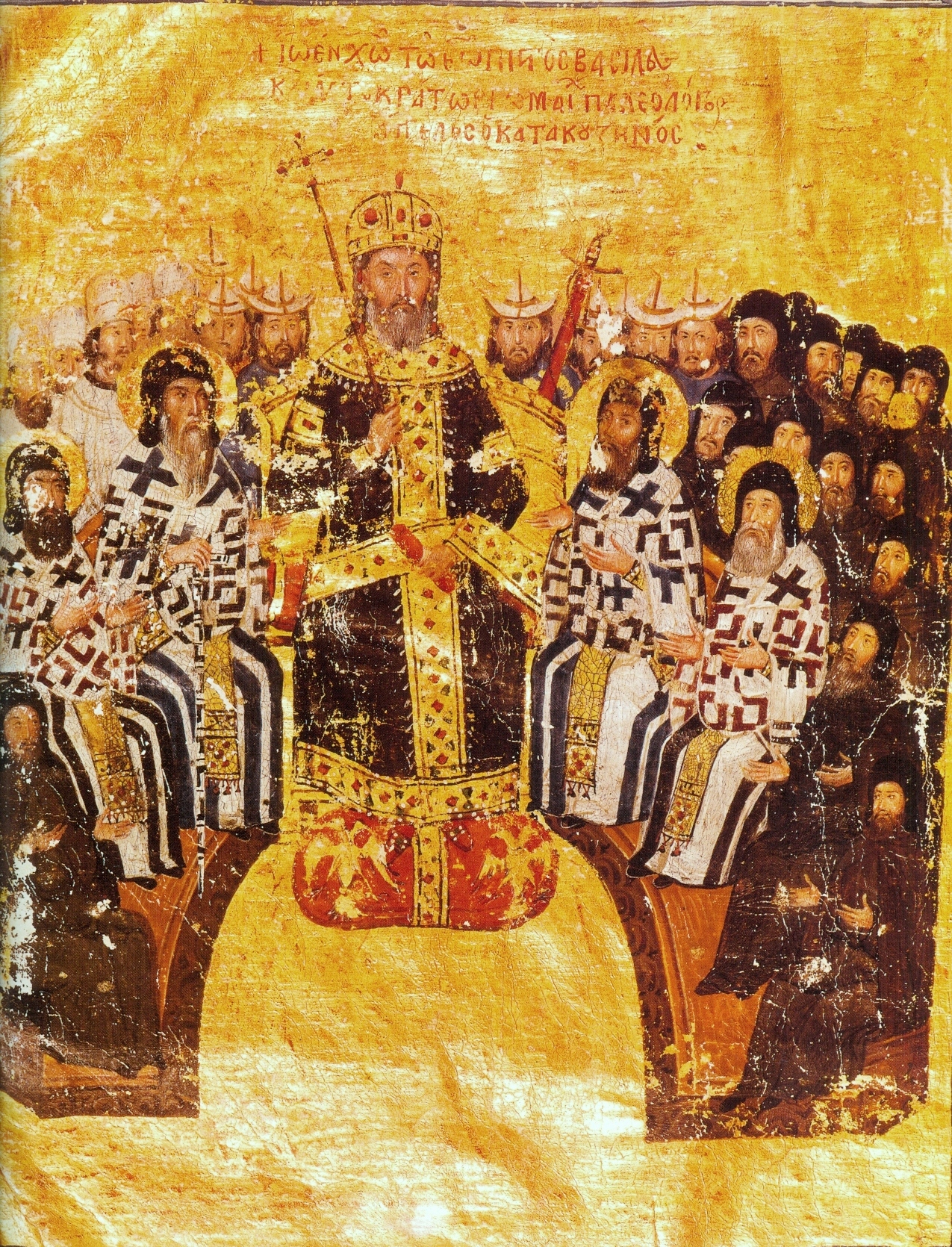
Implicado en la segunda guerra civil del primer Paleólogo, Juan VI describió esta como «la peor de las guerras civiles que los romanos hubieran tenido experiencia, un conflicto que destruyó prácticamente todo, condenando al gran imperio romano a no ser más que la sombra de sí mismo». En efecto, los vecinos del imperio se beneficiaron de esta guerra para extender a sus expensas.

Instalado en Didimótico, Cantacuceno fue proclamado emperador por sus partidarios el 26 de octubre de 1341; mientras que, en Constantinopla, el patriarca coronó a Juan V el 19 de noviembre de 1341. La segunda guerra civil comenzaba. No fue tanto una guerra entre dos pretendientes al trono (Juan Cantacuceno siguió siendo leal a Juan Paleólogo, tomó el nombre de Juan VI como coemperador para confirmar la preeminencia del primero e hizo pasar el nombre de este antes que el suyo) que una guerra entre un partido popular compuesto de pequeños artesanos, mercaderes y campesinos, al cual se unieron algunos ambiciosos como Alejo Apocauco y la gran nobleza terrateniente que representaba Juan Cantacuceno. Si a ello se agregaba el antagonismo entre las provincias griegas del imperio conquistados y reconquistados como el Épiro y Tesalia y antiguas provincias imperiales que habían estado siempre dirigidas por Constantinopla como Macedonia y Tracia.
La primera parte de esta guerra (de invierno de 1341 a fines de 1344) no fue más que una larga secuencia de fracasos para Cantacuceno. El viento comenzaba a virar hacia fines de 1344, cuando Cantacuceno que se había aliado a los turcos de Umur bey logró repeler al serbio Esteban Dušan y el búlgaro Juan Alejandro que Ana de Saboya había incitado a invadir Tracia. Progresivamente y con la ayuda del otomano Orhan I, se acercó a Constantinopla donde sus partidarios le abrieron las puertas el 3 de febrero de 1347.
Los ocho años que duró su reinado se revelaron difíciles tanto en el plano interior como en el exterior. En el interior, partidarios de los Paleólogos y de los Cantacucenos no se desarmaron a pesar de la amnistía general proclamada por Juan VI, del juramento de fidelidad que todos debían prestar a los dos emperadores y del hecho de que Juan VI haya unido las dos casas al casar a su hija Elena con Juan V. Las arcas del Estado estaban vacías y no se pudieron celebrar dignamente las fiestas de la coronación de Juan VI y de la emperatriz Irene el 12 de mayo de 1347. La miseria material del pueblo fue agravado por una epidemia de peste bubónica que asoló las ciudades costeras en 1348. En 1354, un sismo de intensidad excepción golpeó toda la costa de Tracia y localidades enteras fueron aniquiladas. La pelea entre partidarios y adversarios del hesicasmo continuaron sembrando cizaña al interior de la Iglesia. La seguridad de las provincias estaba comprometida por los estragos dejados por las bandas turcas y, hasta 1350, Tesalónica en manos del partido de los zelotes se negó a reconocer la autoridad del emperador.
La creación de una nueva marina imperial por Juan Cantacuceno hizo temer a los genoveses instalados en Gálata la pérdida del monopolio que les permitía impedir el acceso del mar Negro a los venecianos. En agosto de 1348, los genoveses hundieron todos los navíos griegos a la vista, incendiaron los suburbios de Constantinopla e impidieron el aprovisionamiento de la ciudad. Constantinopla fue rápidamente reducida a la hambruna. Solo la intervención en marzo de 1349 del senado de Génova que se aprestaba a declarar la guerra a Venecia y no quería perder al emperador permitió restablecer la situación. Por esa misma época, Juan V había llegado a la adultez y ambicionaba poner fin a la tutela de su protector, para lo cual contó con el apoyo de los serbios y los búlgaros para poner en marcha una guerra civil contra Juan VI y sus aliados otomanos. La ruptura definitiva se produjo cuando Juan Cantacuceno consintió el nombramiento como coemperador de su hijo Mateo Cantacuceno, con lo cual justificó los temores de aquellos que lo acusaban de querer fundar su propia dinastía.
La fortuna cambió cuando el terremoto de 1354 hizo que las murallas de Galípoli se desplomaran y la ciudad fue capturada por Solimán, el hijo mayor de Orhan. Su negativa a entregar la ciudad puso fin a la alianza entre Juan VI y los otomanos. Aquel no pudo impedir el retorno de Juan V a Constantinopla. Tras un efímero reparto del poder, Juan VI terminó por abdicar para retirarse primero a un monasterio y, luego, a Mistrá donde murió en 1383 al lado de su hijo Manuel Cantacuceno, déspota de Morea.

### Bizancio, vasallo de los otomanos: de Juan V a Constantino XI (1354-1453)
La caída de Gallipoli en 1354 marcó el principio de la conquista final del Imperio bizantino por los otomanos. Situada en la orilla europea del mar de Mármara, constituyó el punto de cruce más fácil del Asia menor hacia Tracia, que los otomanos invadieron cada vez más regularmente.

#### La inevitable decadencia del imperio (1354-1385)
Juan V, como único emperador, se dio cuenta rápidamente del peligro y decidió hacer el viaje hacia Budapest en 1366 y hacia Roma en 1369. Como su predecesor Miguel VIII, el precio de la ayuda pontificia debía ser la abjuración de la fe ortodoxa y la sumisión total al papa, que llevó a efecto el 17 de octubre de 1369. A pesar de este gesto humillante, no se materializó ayuda alguna. Poco antes de su retorno, en septiembre de 1371, los serbios intentaron también liberarse de los turcos, pero sus fuerzas fueron aplastadas cerca del río Maritsa. Juan V llegó a la conclusión de que en adelante no tendría otra opción que firmar un tratado con el nuevo sultán Murad I, a quien debió abonar un tributo regular (el kharadj) y proporcionar tropas. De hecho, desde la primavera de 1373, Juan V acompañó al sultán a Asia menor conforme a su promesa.

Mapa del Oriente Próximo hacia 1389. El Imperio bizantino (en lila) se redujo a algunos territorios en torno a Constantinopla. Tras la ocupación de Galípoli, los otomanos (verde oscuro) extendieron rápidamente su hegemonía sobre la península balcánica sometiendo a Serbia, lo que les dio una gran ventaja sobre los demás emiratos turcos rivales en Anatolia (en verde claro).

Se inició entonces una serie de enredos dinásticos entre Juan V, su hijo y su nieto, de los cuales se beneficiaron los otomanos que ayudaron tanto a uno como al otro. En 1370, Andrónico, hijo de Juan V, a quien su padre había dejado responsable de Constantinopla durante su viaje a Roma, se negó a ir en su ayuda cuando fue retenido en Venecia. A su retorno, Juan V separó a Andrónico de la sucesión en favor de su segundo hijo Manuel. Andrónico pretendió vengarse y se alió con el hijo del sultán, Savci, quien también soñaba tomar el lugar de su padre. El complot fue descubierto y Murad mandó cegar a su hijo y exigió que la misma suerte fuera reservada por Juan V para su propio hijo Andrónico y su nieto Juan; sin embargo, Andrónico y su hijo solo perdieron un ojo. Los dos príncipes fueron en seguida enviados a una prisión en Lemnos, donde permanecieron hasta 1376, año en que los genoveses y los otomanos los ayudaron a evadirse. Andrónico regresó a Constantinopla, donde capturó y encarceló a su padre, hizo arrestar a todos los venecianos y entregó Gallipoli a los otomanos. El reinado de Andrónico IV (1358-1385) duró cerca de tres años, al término de los cuales los venecianos ayudaron esta vez a Juan V y a Manuel a salir de prisión y retomar Constantinopla. Andrónico escapó de prisión gracias a los genoveses y se trasladó a Gálata hasta 1381, cuando él y su hijo se reconciliaron con Juan V, quien los repuso como sus sucesores.
Esta batalla dinástica dejó el campo libre a Murad para proseguir la conquista de los Balcanes. Ya había conquistado una parte de Albania cuando el príncipe Lazar Hrebeljanović, que había ocupado el norte de Serbia a la muerte del rey Esteban Uroṧ V, reunió una coalición formada por albanos, bosnios, búlgaros y valacos. En 1389, sus fuerzas se encontraron con las de Murad en la batalla de Kosovo. Lazar y Murad perdieron la vida, pero las fuerzas otomanos lograron la victoria, con lo cual aniquilaron toda tentativa de independencia en los Balcanes. Amo de Rumelia (territorios turcos de Europa) y de Anatolia occidental, el hijo de Murad, Beyazid, que había sucedido a su padre en el campo de batalla, demandó al califa fatimí del Cairo la investidura en tanto que sultán de Rüm: los otomanos retomaron por su cuenta la idea de hacer «revivir bajo el espectro musulmán el Imperio romano universal».

#### Entre agonía y destello de esperanza (1385-1420)

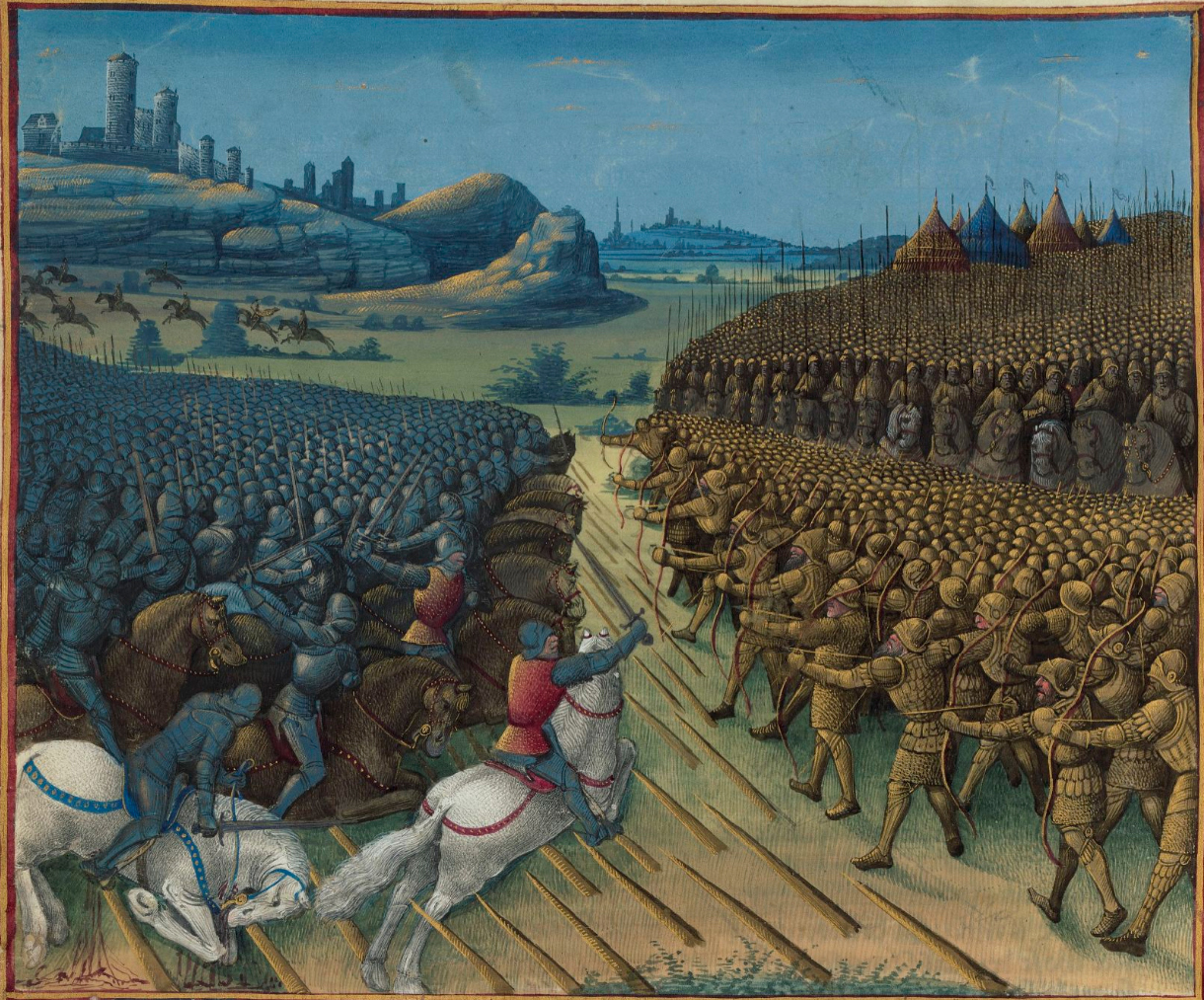
La derrota de Nicópolis en 1396 simbolizó la incapacidad cristiana por salvar Constantinopla.

Andrónico IV falleció en 1385 y fue reemplazado por su hijo, Juan VII Paleólogo (1370-1408), entonces de 15 años. No fue hasta abril de 1390 que pudo regresar a Constantinopla con la ayuda de fuerzas turcas, donde reinó apenas algunos meses, mientras que su abuelo permanecía bloqueado en una fortaleza cerca de la Puerta de Oro en compañía de su hijo, Manuel. Este último logró huir y reunir una flota con la cual fue a liberar a su padre. Juan VII fue expulsado el 17 de septiembre de 1390 y Juan V retomó el poder algunos meses antes de morir en febrero de 1391. Manuel II (1350-1425) que servía en el ejército otomano regresó a Constantinopla; pero, como vasallo de Beyazid, debió acompañarlo en su campaña de Anatolia ese mismo año. Beyazid exigió también la instalación en Constantinopla de un barrio reservado a los mercaderes turcos y el establecimiento de un cadí, representante del sultán que arbitraba las discrepancias que implicaban a los habitantes musulmanes de Constantinopla. Además, los poderes del emperador estaban limitados al interior de los muros de la ciudad.
La amistad que unía a Manuel II con Beyazid llegó a su fin cuando este último se enteró de que Manuel negociaba con Juan VII una modificación al orden sucesorio. Furioso, ordenó la ejecución de Manuel durante una asamblea de sus vasallos en 1393, pero cambió de opinión. Manuel rompió entonces los lazos con los otomanos a inicios de 1394, lo que llevó a que estos últimos sitiaron Constantinopla. Si bien fue levantado en diferentes ocasiones, el asedio duró ocho años. Tras una cruzada sin éxito emprendida por Segismundo de Hungría que terminó con la derrota de Nicópolis, Carlos VI de Francia envió un pequeño cuerpo expedicionario bajo el mando del mariscal Boucicaut, quien logró convencer a Manuel de ir a pedir ayuda a Europa. Reconciliado entretanto con Juan VII, Manuel partió a Occidente en diciembre de 1399. Su viaje duró tres años y lo condujo a Francia, Inglaterra, Génova y Venecia. En cada lugar, fue colmado de honores y promesas, pero regresó con las manos vacías a Constantinopla en junio de 1403. Felizmente para él, un enemigo de talla en la persona de Tamerlán, kan de los mongoles, se había presentado ante Beyazid. La batalla de Ankara, el 20 de julio de 1402, debía poner en desbandada al ejército otomano. Constantinopla dispuso de un respiro de medio siglo.

El Imperio bizantino en 1403, tras la derrota otomana en Ankara.

Manuel se apresuró a eliminar los privilegios acordados a los musulmanes, los cuales incluían el tribunal del cadí y las mezquitas y poner fin a su asociación con Juan VII. Después de la muerte de Beyazid, sus hijos se dividieron lo que quedaba de su imperio. Así, Solimán se instaló en Europa y firmó con Manuel un tratado que no solo restituía a Manuel diversas posesiones bizantinas, incluida Tesalónica, sino que convertía prácticamente a Solimán en un vasallo de Constantinoplas: los roles se habían invertido. No obstante, se inició una disputa entre los tres hijos de Beyazid y Mehmed eliminó a los otros dos para convertirse en el único amo de un Imperio otomano reunificado. A pesar de ello, hasta su muerte en 1421 mantuvo relaciones cordiales con Constantinopla.

#### Juan VIII Paleólogo y los últimos intentos de resistencia

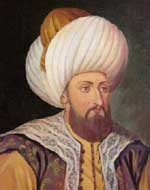
Murad II, que intentó conquistar Constantinopla infructuosamente en 1422.

Extenuado, Manuel II decidió retirarse de los asuntos públicos y pasar progresivamente las riendas del poder a su hijo Juan VIII Paleólogo (1392-1448), quien se convirtió en único emperador a la muerte de su padre en 1425. En cuanto a los otomanos, en 1421, el poder pasó de Mehmed I al joven sultán Murad II, quien estaba decidido a devolver al imperio el brillo que había tenido en la época de su abuelo. En 1422, Juan VIII decidió apoyar a un pretendiente otomano contra Murad II. En venganza, el sultán asedió Constantinopla sin éxito, antes de devastar el despotado de Morea. Un tratado firmado en 1424 entre él y Manuel puso nuevamente a Bizancio en la condición de vasallo de los otomanos, a quienes debió pagar un tributo de 300 000 aspres, además de concederle los puertos del mar Negro, con excepción de Nesebar y Derkos.
Durante los años que siguieron, Murad II pareció desinteresarse de Constantinopla; sin embargo, extendió gradualmente su imperio sobre el continente, además de humillar a Venecia. Consciente del peligro que representaba este cerco, Juan VIII se tornó nuevamente hacia el papado con esperanza de propiciar una nueva cruzada. Largas negociaciones fueron necesarias para convencer al concilio que se inició en Ferrara el 8 de enero de 1438. Al declararse la peste en la ciudad, el concilio se trasladó a Florencia en enero de 1439, de allí su nombre de «concilio de Ferrara-Florencia». La unión fue proclamada el 6 de julio. Se reconoció que la controversia Filioque se debía a cuestiones de semántica y se aceptó la autoridad universidad del papa, salvo los derechos y privilegios de la Iglesia de Oriente. El emperador y su patriarca regresaron a Constantinopla en febrero de 1440, convencidos de que la Iglesia universal estaba restablecida en el respeto de las tradiciones de la Iglesia de Oriente y que Constantinopla disfrutaría desde entonces de la protección de occidente. Se equivocaban en los dos frentes. Por una parte, la oposición fue tal en Constantinopla que fue imposible proclamar el acta de la unión en Santa Sofía. Por otra parte, la cruzada que debía seguir al acta de la unión tampoco se materializó, lo que permitió a Murad II continuar sus guerras de conquista. No obstante, al oeste y el norte de los Balcanes, la resistencia se organizaba bajo el impulso del rey de Hungría Vladislao III Jagellón y del déspota serbio Jorge Brankovic. Las victorias de Juan Hunyadi, voivoda de Transilvania y regente de 1446 a 1453 para el joven rey Ladislao I, despertaron algunas esperanzas, pero la falta de coordinación entre el rey de Hungría y Venecia impidió todo avance serio. Una última tentativa tuvo lugar en 1448 y reunió a Juan Hunyadi y el albanés Skanderbeg. Se enfrentaron al ejército de Murad II en Kosovo Polje. La batalla duró tres días y resultó en la victoria de Murad II, aunque este no pudo continuar hacia Hungría en Europa central o hacia el Adriático en Albania. Parece que esta derrota apresuró la muerte de Juan VIII el 31 de octubre de 1448. Fue sucedido por su hermano, Constantino XI, déspota de Morea (1405-1453) y vasallo del Imperio otomano desde 1447.

#### El reinado de Constantino XI y la caída de Constantinopla
Una vez más, la sucesión provocó una nueva guerra civil, porque los anti-unionistas habrían preferido al hermano de Constantino, Demetrio Paleólogo. Pragmático, Constantino XI aceptó la unión como un hecho consumado, esperando como sus predecesores que le aportaría auxilio desde Occidente. Ante las provocaciones de los anti-unionistas, demandó en 1451 al papa Nicolás V refuerzos militares, al mismo tiempo que un legado para proclamar el acta de la unión. El papa respondió que el cardenal Isidoro, antiguo patriarca ortodoxo de Rusia, sería su legado y que Venecia enviaría galeras. Los anti-unionistas fueron gravemente ofendidos por la elección de este patriarca condenado por el Gran Duque Basilio II a su retorno de Moscú «como un lobo feroz que diezma su rebaño inocente». Una vez firmada el acta de la unión, Isidoro no tuvo otra opción que expatriarse a Roma, donde el papa lo había nombrado cardenal. La unión fue así proclamada el 12 de diciembre de 1452 en Santa Sofía, abandonada por sus fieles. Entonces cuando más que nunca la unidad habría sido necesaria ante el enemigo que ya acampaba frente a Constantinopla, las pasiones religiosas continuaban dividiendo a la población.

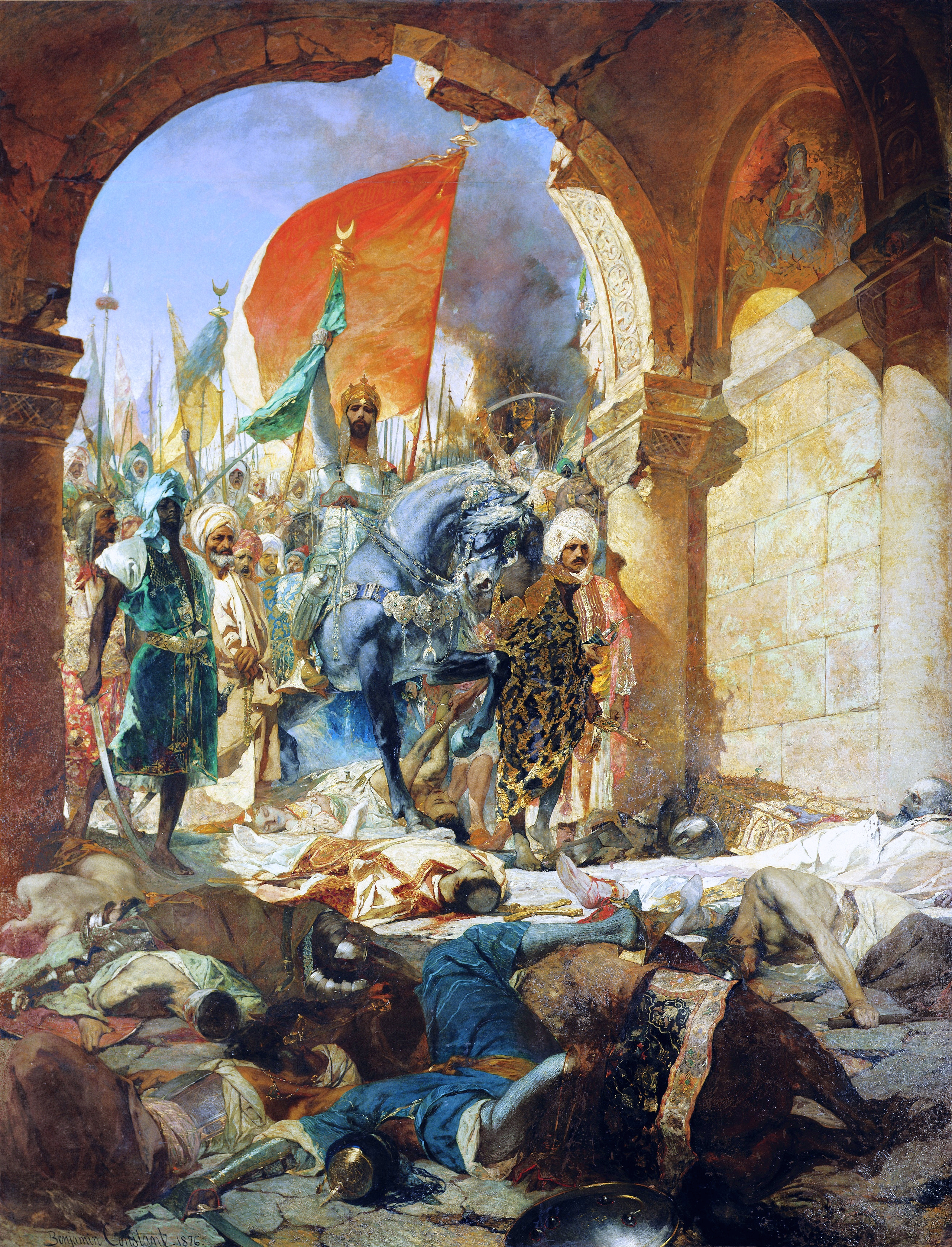
Cuadro pintado en 1876 por Jean-Joseph Benjamin-Constant que representa a Mehmed II ingresando a Constantinopla, momento que marcó el fin del Imperio bizantino.

Durante este tiempo, Murad II falleció el 2 de febrero de 1451 y dejó el trono a un joven que solo tenía una idea: apoderarse de Constantinopla. Prudente y metódico, Mehmed II, apodado «el Conquistador», comenzó por aislar diplomáticamente a Constantinopla por medio de la firma de tratados con los únicos susceptibles de acudir en su ayuda: Venecia y Juan Hunyadi. Luego, tras haber hecho dos distracciones militares, una en Morea y la otra en Albania para impedir todo envío de tropas, emprendió el trigésimo asedio de la ciudad, construyendo de marzo a agosto de 1452 una fortaleza denominada Rumeli Hisarı sobre la orilla europea, con el objetivo de impedir el aprovisionamiento civil y militar de la ciudad. Los embajadores de Constantino recorrieron Europa en busca de ayuda, pero no recibieron más que ánimos morales. El 15 de mayo de 1453, once días antes del asalto final, Venecia deliberaba todavía si debía o no enviar sus tropas. Mehmed II no dejó nada al azar y las fuerzas en presencia eran desproporcionadas para que el resultado del combate sea incierto. El asalto final empezó la noche del 28 al 29 de mayo. Al amanecer, los turcos entraron por una brecha en la ciudad. El emperador que defendía la puerta San Romano se lanzó seguido por dos o tres fieles y su cuerpo nunca fue encontrado. El último emperador de Bizancio había desaparecido al mismo tiempo que su imperio.

## El Imperio bizantino y el Renacimiento

### El Renacimiento intelectual y cultural
Paradójicamente, no fue hasta que su territorio disminuyó que la influencia intelectual de Bizancio alcanzó su apogeo. El período de 1261 a 1453 (año de la caída de la ciudad), tan desolador en el plano político, se reveló tan fecundo en el plano intelectual que algunos vieron los signos precursores del Renacimiento italiano. La Cuarta Cruzada, al avivar el odio de los latinos y del Occidente bárbaro, provocó en los intelectuales bizantinos una toma de conciencia de su herencia cultural. Se redescubrieron los autores griegos y se hizo patente el carácter específicamente griego o helenístico de la civilización bizantino, a partir del hecho que la cultura romana fuera ella misma fundada sobre la herencia de la Antigua Grecia. Ser bizantino, romano o civilizado equivalía así a ser helenístico. Georgios Gemistos se convirtió en cabeza de este movimiento de renacimiento de la conciencia griega al interior del mundo bizantino.
La misma utilización del término «renacimiento», que se rodeó un nuevo prestigio, era sintomático, dado que en los primeros siglos «helenístico» significaba esencialmente ser pagano y revestía de hecho una connotación peyorativa. Además, la creciente oposición entre las Iglesias de Oriente y de Occidente desde el siglo IX (inicio de la controversia Filioque), seguida por los alborotos provocados por las tentativas de unión de los últimos emperadores, intentos violentamente rechazados por su pueblo, no hacían más que afianzar en la población la impresión de que era Roma quien había abandonado la verdadera fe ortodoxa y que los intentos del papado para controlar la Iglesia universidad estaban en contradicción flagrante con los Padres de la Iglesia para quienes la evolución del dogma debía provenir de un consenso entre las diferentes comunidades cristianas. La propia Iglesia debía ser regida no por un solo hombre, sino por los cinco patriarcas, cuyas sedes habían sido fundadas por un apóstol y donde Occidente no disponía finalmente más que una sola voz: la de Roma (siendo las otras, Constantinopla, Jerusalén, Antioquía y Alejandría). Ortodoxia y nacionalismo cultural se convirtieron en una unidad. Así, según las palabras de Domald M. Nicolas, «el Imperio ganó en fervor religioso lo que había perdido en poder político».

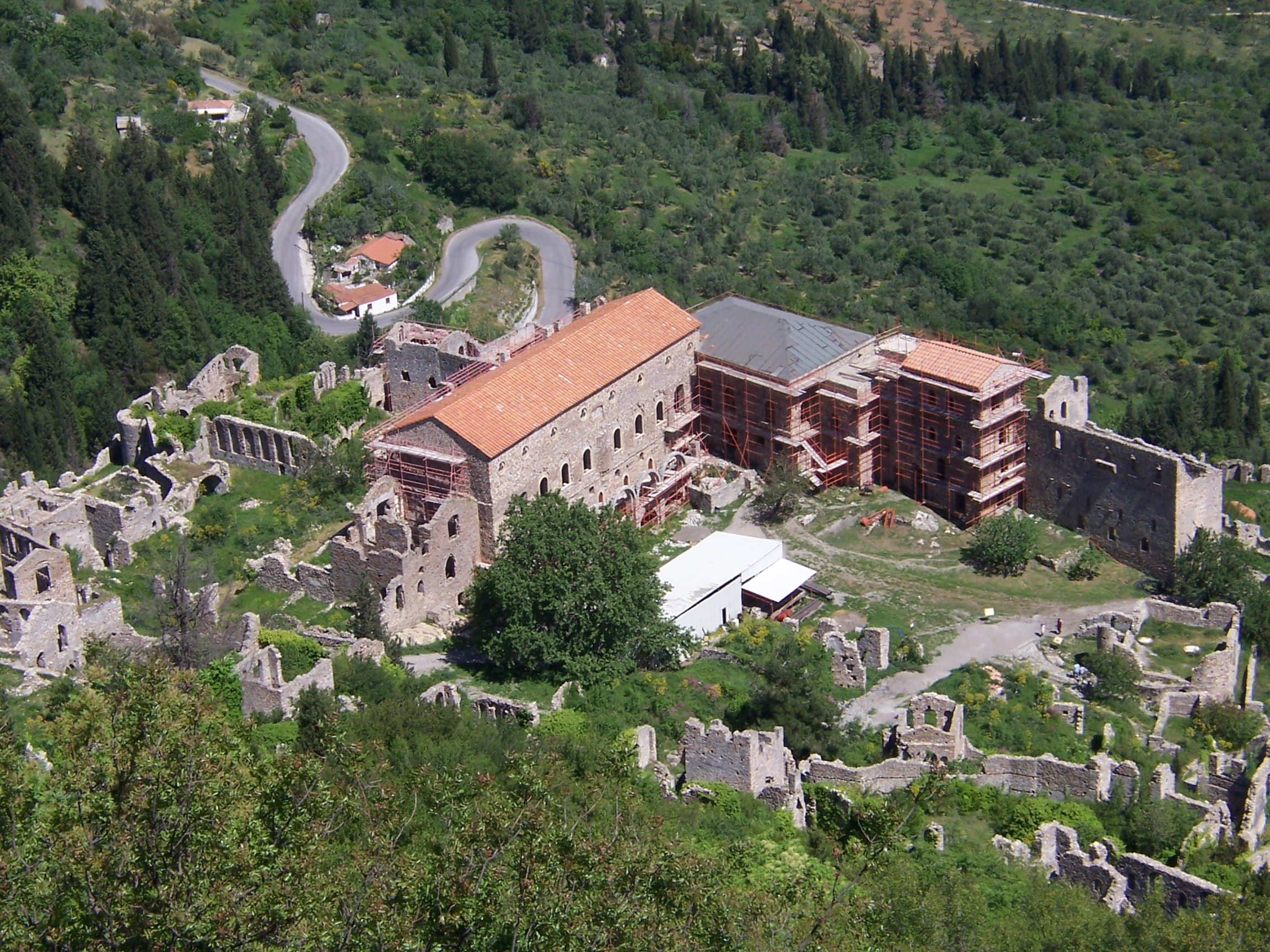
Fotografía del palacio de Mistra. Esta ciudad ubicada fue uno de los centros más grandes del renacimiento helénico a partir de la influencia de Georgios Gemistos.

Los dos siglos de lo que se puede llamar el «renacimiento paleólogo» produjeron más de una centena de grandes intelectuales que estuvieron activos no solo en Constantinopla, sino también en Nicea, Tesalónica, Trebisonda y Mistra. Al mismo tiempo que redescubrían a los antiguos, se beneficiaron enormemente de los contactos con los árabes y los persas. Esta renovación cultural se caracterizó por ser «práctica». Así, en el campo de las artes, no hubo casi ningún pintor o escultor, sino una cantidad considerable de arquitectos. La producción literaria no se interesaba más por las novelas o el teatro, sino más bien por la filología (retorno al griego antiguo) y por la retórica (el arte de la elocuencia). La teología fue considerado, pero de forma práctica, dado que el ecumeno no era más que la encarnación sobre la tierra del orden divino universal, donde el emperador era el lugarteniente de Dios sobre la tierra. Se nota igualmente un nuevo interés por las matemáticas, las cuales aprovecharon los contactos con los países árabes que permitieron la adopción de cifras árabes como el cero y la introducción de la coma decimal. También fue el caso de la astronomía, en la que las tablas persas reemplazaron progresivamente a las de Ptolomeo. La medicina se benefició de las investigaciones llevadas a cabo por los árabes y los persas. La Materia Medica del médico Nicolás Myrepsos en la corte de Nicea sirvió de manual de referencia durante siglos, tanto en Oriente como en Occidente.
Estos intelectuales disfrutaron no solo del mecenazgo de la corte imperial, en especial bajo el reinado de Andrónico II Paleólogo, sino también de otras cortes del Imperio, como la de Tesalónica, donde los poderosos, preocupados por afirmar su gusto por la cultura, se jactaban de incentivar las artes y las letras. También fue el caso de la Iglesia, donde los patriarcas y arzobispos metropolitanos tomaron a muchos jóvenes talentos bajo su protección. Tal fue el caso de Nicéforo Grégoras (1290-ca 1360) quien, nacido en provincia, recibió en primer lugar el apoyo de su tío, el metropolitano de Heraclea Póntica. Gracias a él, pudo ir a estudiar a Constantinopla, donde recibió el apoyo y estímulo tanto del emperador Andrónico II como del patriarca Juan XIII de Constantinopla, antes de ser adoptado por el primer ministro Teodoro Metoquites quien le concedió una sinecura en el monasterio de Chora.

### La difusión del Renacimiento

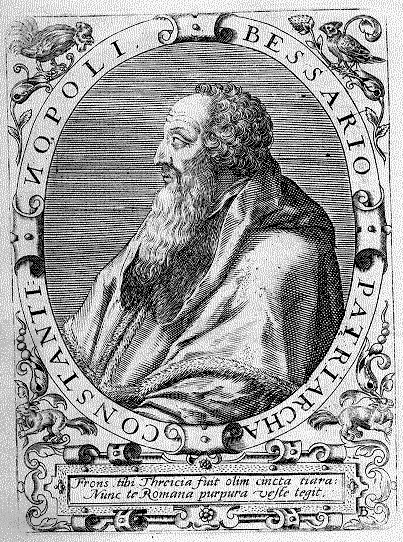
Juan Bessarion fue uno de los mayores promotores de la cultura griega en Italia y contribuyó de esta forma a la generalización del movimiento del Renacimiento.

Iniciado en Constantinopla, esta renovación cultural se expandiría en varias direcciones. En cuanto a los eslavos, tanto occidentales (Balcanes, Polonia, Moravia) como orientales (los Rus, cuyo centro se desplazó en el curso de los siglos desde la Rus de Kiev al Principado de Moscú), esta difusión se llevó a cabo gracias al antiguo eslavo eclesiástico, una lengua común que había tomado su forma escrita por medio de los monjes Cirilo y Metodio y que se había convertido en el tercer idioma internacional de la época. Dos factores principales contribuyeron a esta difusión. Primero, la influencia de Monte Athos, donde prácticamente cada país de los Balcanes poseía al menos un monasterio y donde se realizaban intercambios entre los monjes procedentes de estos centros de cultura con ocasión de sus continuos viajes a lo largo de su país de origen. En segundo lugar, el hesicasmo que se mantuvo como un movimiento pro-bizantino y panortodoxo. Esta doctrina, que afirmaba que el hombre podía llegar a una percepción interior directa de la divinidad sin el apoyo de la razón, había sido objeto de controversias entre Gregorio Palamás, monje del Monte Athos, y Barlaam, griego de Calabria emigrado a Tesalónica, que había exigido la realización de un concilio en 1341, presidido por el propio emperador. A diferencia de sus colegas de Occidente, los monjes orientales viajaban enormemente de un monasterio al otro y sus peregrinaciones tomaban el carácter de un peregrinaje espiritual.
Por una parte, la hostilidad con respecto a Occidente, los numerosos contactos que ocasionaron las guerras con los turcos en un primer momento, más específicamente contra los otomanos en un segundo momento, contribuyeron a generar intercambios fructíferos entre Constantinopla y el mundo musulmán, en particular, en los campos de la matemática y la astronomía. Estos contactos permitieron incluso el descubrimiento de otros avances de civilizaciones como el tratado sobre la utilización del astrolabio publicado en torno a 1309 en Constantinopla, a partir de la versión latina de un original árabe, o el tratado de astronomía, Las seis alas, traducido al griego a partir de un original hebreo. Los incesantes viajes de los emperadores y de sus cortes a Occidente para obtener apoyo militar contra los turcos constituyeron otro vehículo para la difusión de la cultura bizantina por el oeste, al mismo tiempo que era una fuente de debate teológico entre clérigos orientales y occidentales. Los intercambios, tanto amicales como acerbos, entre Constantinopla y las repúblicas marítimas de Venecia, Génova y Pisa conformaron otro vehículo de intercambios culturales. Finalmente, la emigración de Constantinopla hacia Italia tras la primera caída de Constantinopla y que continuó cuando la ciudad estaba cada vez más amenazada por los otomanos fue otra fuente de difusión cultural; mientras que, en Italia, intelectuales como Vittorino da Feltre (1378-1446) o Lorenzo Valla (1407-1457), que debían exponer el fraude que era la donación de Constantino, comenzaron a interesarse en los antiguos griegos.
Al mismo tiempo que defendió a Europa del Oriente en el curso de numerosas invasiones, en especial, creando con el mundo eslavo lo que Dimitri Obolensky llama la «Commonwealth byzantin», Bizancio también permitió a Europa descubrir la riqueza intelectual del mundo árabe y musulmán. De esta manera, desempeñó un rol de puente entre Oriente y Occidente, rol que nunca fue tan importante que cuando el Imperio bizantino llegaba a su fin.